# Laomédon
Pour les articles homonymes, voir Laomédon (homonymie).
Ne doit pas être confondu avec Lacédémon.
Dans la mythologie grecque, Laomédon (en grec ancien Λαομέδων / Laomédôn, en latin Laomedon), fils d'Ilos et d'Eurydice, est le second roi mythique de Troie, au XIVe siècle av. J.-C. ou au XIIIe siècle av. J.-C..
Il fait bâtir le mur qui protège sa ville par les dieux Apollon et Poséidon. Refusant de les rétribuer, il attire leur courroux sur lui et ses sujets.
Pour conjurer la colère de Poséidon, il décide de sacrifier sa fille Hésione qu'il fait enchaîner à un rocher, l'abandonnant au monstre marin Céto, envoyé par le dieu. Elle est sauvée grâce à l'intervention d'Héraclès.
Il est également le père de Priam, roi de Troie au cours de la guerre contre les Grecs.
Son histoire met souvent en avant sa mauvaise foi et ses parjures à l'encontre des dieux et d'Héraclès,,,,. Sa légende préfigure celle de la guerre de Troie.

## Lectures étymologique et linguistique
Le mot Λαομέδων / Laomédôn est un nom d'origine grecque pour un personnage troyen. Dans certains manuscrits de l’Odyssée d'Homère, le nom de Laodamas fils d'Alcinoos voit sa déclinaison grammaticale sous la forme Λαομέδοντα / Laomédonta, ce qui peut porter à confusion alors que plus usuellement la variante grammaticale de Laodamas est écrite comme Λαοδάμαντα / Laodámanta.
Grec (3e dec.)
V. Λᾱομέδον
N. Λᾱομέδων
A. Λᾱομέδοντᾰ
G. Λᾱομέδοντος
D. Λᾱομέδοντῐ
Latin (3e dec.)
V. Laomedon
N. Laomedon
A. Laomedonta
   Laomedontem
G. Laomedontis
D. Laomedonti
Ab. Laomedonte
Laomédon est composé d'une dérivation régressive du nom λαός / laόs qui signifie le peuple, la nation en tant que réunion d'hommes comme une foule, une masse dont le sens reste cependant assez neutre : il n'a pas, en effet, de connotation d'entité politique, ni même la connotation péjorative de la multitude désordonnée et tumultueuse (comme δῆμος / dễmos et ὅμαδος / hómados). Laomédon se compose aussi de μέδων / médôn qui signifie le chef, le roi, à rapprocher du verbe μέδω / médô dont le sens premier est celui de mesurer, de contenir dans la juste mesure et menant donc à l'acception de protéger, gouverner, régner, ou encore à la lecture de la forme moyenne du verbe, μέδομαι / médomai, c'est-à-dire de s'occuper, se préoccuper, de songer. Cette approche étymologique donne possiblement à l'anthroponyme le sens de « celui qui règne sur le peuple, qui le gouverne », ou du « chef du peuple », du « guide du peuple », ou encore « celui qui gère le peuple ».
Dans les lectures des textes grecs mycéniens antérieurs à la culture grecque classique, on trouve le mot da-mo, dont le sens initial semble lié au foncier et à l'administratif, et qui évolue vers δῆμος / dẽmos, le peuple en grec : certains ont conduit l'idée que si celui-ci est souvent cité dans un contexte pour désigner la population rurale, alors le mot λαός, qui désigne aussi un groupe de personnes, pourrait, lui, désigner une classe sociale différente, notamment la classe des guerriers ; d'autres avancent l'idée d'une dualité du pouvoir dans les sociétés mycéniennes, celle dirigée par un roi et secondé par un chef militaire, ce qui peut appuyer notamment le fait que dans l'Iliade d'Homère, le personnage Priam soit clairement qualifié de roi mais semble impuissant tandis que son fils Alexandre paraît prendre les décisions stratégiques, et tous, et en premier Priam lui-même, respectent naturellement cette situation,. Suivant cela alors, Laomédon doit-il être compris autrement que comme « celui qui commande la classe des guerriers, des nobles » ?
Par ailleurs dans le texte homérique, λαός tend à désigner le groupe d'hommes, les gens, les sujets, plus ou moins vassalisés sous son chef pas nécessairement militaire et qui sont dépendants de lui, tandis que δῆμος / dẽmos fixe davantage une identité territoriale plus objective désignant la population de cette étendue géographique, Laomédon paraît alors se lire comme « celui qui gère les Sujets. »
L'évolution de « Λαομέδων » donne dans le dialecte ionien λεωμέδων / leōmédōn avec le passage du son « α / a » au « η / ê » puis sous sa forme phonétique courte (métathèse de quantité) « ε / e » : ainsi la forme Laomédon, que l'on retrouve dans l’Iliade est antérieure à sa rédaction en ionien. les composés de λαo- et -μέδων ne sont pas rares dans la mythologie et l'anthroponymie grecques : le nom même de λεωμέδων est attesté dans les sources épigraphiques, comme on trouve aussi des
λαμέδων / lamédôn, voir par exemple à ce sujet Lamédon (en), roi de Sicyone.
Homère qualifie par exemple Laomédon d'« illustre », de « noble », de « brillant », « digne d'admiration » (ἀγαυός / agaouόs),, ou de ἀμύμων / amoúmôn – traduit, par « irréprochable », « excellent », « bon », « parfait », – ce qui s'oppose à la mauvaise foi dont il fait preuve et qui est souvent évoquée par le mythe grec. Les questions demeurent quant à savoir si l'adjectif doit être lu comme « beau » au sens de critères de beauté physique propres à l'individu, ou à la manière de se présenter, de se parer, ou encore s'il s’agit de souligner ses valeurs morales ou la noblesse de la naissance.
Avec Érichthonios, Laomédon est le seul ancêtre de Priam à porter un nom grec, et sa signification est clairement celle d'un souverain. Laomédon est le seul des prédécesseurs royaux troyens à avoir une légende propre et qui ne soit pas celle d'un héros fondateur de ville ou d'institution.
Laomédon n'est pas un personnage ayant une double appellation comme on peut le retrouver souvent dans les générations suivantes des Troyens, comme avec Podarcès/Priam, Alexandre/Pâris ou d'une autre manière aussi avec Alexandra/Cassandre : le premier est certainement d'origine grecque alors que le second ne semble pas l'être.

## Aperçu généalogique
Sa généalogie est hésitante et confuse : les auteurs ne s'accordent pas et semblent interchanger les membres d'une génération à celle postérieure ou antérieure ou bien alors il est coutume de nommer les descendants selon les ascendants…
Par son ascendance paternelle depuis Ilos, son père et premier roi de Troie, puis Tros son grand-père à qui l'on doit le nom de la région de Troade, Laomédon s'inscrit dans la lignée de la race troyenne établie depuis Dardanos puis par son fils Érichthonios,,,. Par Dardanos, Laomédon est un descendant indirect du grand dieu Zeus. Le plus souvent Eurydice la fille du roi Adraste, la  femme de son père Ilos, est présentée comme la mère de Laomédon mais on trouve parfois à sa place une certaine Leucippe.
Laomédon semble avoir deux sœurs, ou peut-être des demi-sœurs : Thémisté épouse le neveu de Laomédon Capys, elle est parente d'Anchise et Énée ; on cite aussi Télécléia (en) qui est mariée au roi thrace Cissée (Κισσῆς  / Cissês),,. Est aussi évoqué avec prudence Tithonos comme son frère et non comme son fils,. Théano, fille de Cissée, sera plus tard prêtresse d'Athéna à Troie,. 
La tradition homérique fait de Strymo, fille de Scamandre, le dieu-fleuve près de Troie, l'épouse de Laomédon. Parfois, ce sont Placia ou Placie, fille d'Otréos ( Πλακίαν τὴν Ὀτρέως / Plakían tền Otréôs) ou Leucippe, Leucippé (Λευκίππη / Leukíppê) qui sont présentées comme ses épouses. Le nom de cette dernière se confond avec le nom d'une des mères qu'on lui attribue parfois : Leucippe est un nom grec phonétiquement (peut-être aussi même sémantiquement) proche de Zeuxippe. Suivant d'autres auteurs, Laomédon aurait également eu des enfants de Rhœo (Ῥοιώ / Rhoiố) ou bien d'une certaine Thoosa ou Thoassa, fille d'un certain Teucros ( [sic] Θόασα(ν) τὴν Τεύκρου / Thόasa(n) tền Teukrou). Il a un autre fils cité comme étant celui de la nymphe Calybé.

### Enfants
Pour Apollodore, Laomédon a cinq garçons et trois filles. Homère cite quelques enfants mâles, quelques noms de filles nous sont connus par d'autres, notamment selon les commentaires du scholiaste Tzétzès. Sa descendance varie selon les différents auteurs. La branche agnatique reste la plus consistante. Ses enfants sont nommés quelquefois Laomédontides (Λαομεδοντιάδη / Laomedontiádê) quand ce substantif, aussi adjectif qualificatif, finit par désigner toute la généalogie avale du personnage,. Sa fille la plus connue est Hésione, personnage au cœur de l'intrigue de la guerre menée par Héraclès contre Laomédon. Tandis que Priam est son fils le plus célèbre notamment parce qu'il assure la royauté de la ville de Troie durant la guerre suivante, celle racontée par l’Iliade.

- Bucolion
- Tithon
- Lampos
- Clytios
- Hicétaon
- Priam
- Ganymède (vers. mineure)
- (Thymétès)

- Hésione
- Cilla
- Aéthylla
- Astyoché
- Médésicaste
- Procléia
- Clytodora

Laomédon sacrifie Hésione, que l'on fait née pour être reine dit-on, avant qu'elle soit sauvée et conduite par Héraclès loin de Troie, en Grèce, comme l'épouse de Télamon,,. De lui, elle a un petit-fils de Laomédon nommé Teucer qui combat du côté grec lors de la guerre de Troie de l'Iliade. C'est Hésione qui rachète la liberté de son frère Priam. Le portrait de ce dernier est contrasté. Il est considéré comme irrespectueux et infanticide à plus d'un titre : il fait mettre à mort son fils Pâris-Alexandre, mais cela échoue, ou bien sacrifie-t-il le neveu de sa sœur Cilla sous la crainte d'un oracle défavorable à la ville de Troie, à la faveur de son propre fils Pâris. Parfois avare, il maltraite ses proches et désire s'emparer du bien d'autrui. Mais dans l'Iliade, il est brossé de façon contradictoire et cela donne de lui l'image la plus reconnue, celle d'un roi respecté (également aussi par les Grecs), qui tient parole et assure les serments, plein de bonté et de justice, au point qu'il peut se rendre dans le camp grec en personne sans qu'on ne lui ôte la vie. Après la mort de sa première femme pour des raisons inconnues, il épouse Hécube avec qui il a nombre d'enfants,. Parfois dit-on qu'il en a eu aussi de concubines, hors mariage, mais il ne les reconnaît pas comme membres de la famille royale.
Des fils de Laomédon, Priam est d'ailleurs le seul selon Apollodore à être réchappé vivant de la guerre entre Laomédon et Héraclès bien que cela soit remis en cause par d'autres auteurs. On le retrouve effectivement dans l'Iliade, âgé, au côté de quelques-uns de ses frères sur les Portes Scées de Troie : ce sont Lampos, Hicétaon ou Clytios.
Se trouve également Thymétès (ou Thymoétes), dont quelques-uns le font un fils de Laomédon, dans un allant traditionnel de sa présence auprès des autres vieillards sur la porte peut-être ; bien plus souvent il est considéré comme son gendre et le mari clandestin de Cilla et père de l'enfant Mounippos mis à mort par Priam de crainte d'un oracle,. De ce petit-fils de Laomédon, d'autres le font plutôt de Priam même. Selon Virgile, il est le premier à réclamer d'introduire et d'installer sur la citadelle le Cheval de Troie. C'est aussi dans une lecture mineure qu'Euripide ou Cicéron font de Ganymède, d'une blonde chevelure, comme un descendant direct de Laomédon plutôt que plus usuellement, comme le fils de Tros et par conséquent l'oncle de Laomédon,,.
Bucolion, l'ainé, enfanté en secret, apprend-on d'Homère, n'est pas reconnu semble-t-il dans la légitimité de la lignée royale mais identifie-t-on clairement sa mère comme la nymphe Calybé,. Les ascendances maternelles des enfants n'offrent guère de développement et reste-t-on le plus souvent dans l'ignorance. On en sait un peu sur les mères de ses fils Tithon (ou Tithonos) et Priam dont on débat l'affiliation. L'identité de la mère de Priam est incertaine parmi toutes les femmes liées à Laomédon, mais certain suggère néanmoins que Leucippe soit bien sa mère et que Strymô ou Rhœo, celle de Tithon, ce qui conduit entre les deux fils à avoir des rapports de demi-frère. Dans l'imprécision généalogique, quelques-uns concèdent finalement Tithon comme le frère de Laomédon,.
L'enlèvement de ses fils Tithon et Ganymède ainsi que l'offrande sacrificielle de sa fille Hésione laissent suggérer que les princes ou les princesses étaient à cette époque des monnaies d'échange de grande valeur comme l'indique Paléphatos à propos d'Hésione.
Le rapt de Ganymède par Zeus (influence occidentale des Troyens), est justifié pour sa beauté dans la version la plus courante du mythe ; Tithon est aussi remarquable pour la sienne ce qui pousse l'Aurore, Éos (influence orientale des Troyens), à l'enlever également.  La beauté de leur sœur Antigone (à ne pas confondre avec Antigone, la fille d'Œdipe) brave celle de la déesse Héra qui la transforme alors en cigogne ce dont se fait l'écho le poète latin Ovide.
Avec Hésione, Antigone, Laomédon connait d'autres filles. Cilla dont on a déjà évoqué qu'elle est l'épouse clandestine (non mariée formellement ?) de Thymétès, dont le rapprochement laisserait éventuellement alors entendre une relation consanguine ? Tout du moins la relation interfamiliale est très étroite dans la mesure où elle est considérée parfois comme la sœur d'Hécube, la belle-fille de Laomédon et l'épouse de Priam, selon Tzétzès. Paraît-elle comme une mère malheureuse dans les rapports princiers pour le moins tendus, particulièrement avec ceux de son frère Priam. On dit qu'elle est enceinte du petit-fils de Laomédon Mounippos ou Mounitos,, que Priam sacrifie, avec sa mère, dans l'attention de préserver son propre fils Pâris qu'il attend d'Hécube,. Leurs corps gisent là où la petite-fille de Laomédon Laodicé perdra la vie, près d'un bosquet de figuier sauvage sur le chemin du tombeau d'Ilos, le père de Laomédon, vers les Portes Scées de la ville,.
Éthylla (ou Aithia), Astyoché, Médésicaste sont citées faisant partie des Nauprestides et seront constituées comme prisionnières
après la guerre homérique et échoueront soit en Thrace, par exemple en Pallène,, ou bien en Calabre en Italie.
Astyoché est acheté par Priam pour obtenir l'allégeance de son fils Eurypyle avec le plant de vigne d'or que Zeus a offert en compensation du rapt de Ganymède,,,,.
Dans l'enchevêtré généalogie troyenne, on note que l'on évoque aussi une Astyoché comme la grand-mère de Laomédon et une Médésicaste comme sa petite-fille.
Procléia (ou Proclée) est connue grâce au scholiaste Tzétzès ; selon ce dernier, elle épouse le roi d'un royaume voisin, Cycnos, fils de Poséidon, bien que Pausanias estime que l'épouse de Cycnos soit plutôt la petite-fille de Laomédon par Clytios,. Clytodora (Κλυτοδώρας / Klutodốras) n'est reconnue que par Denys d'Halicarnasse qui la fait épouse d'Assaracos (fils de Tros, c'est-à-dire communément Assaracos est l'oncle de Laomédon et non donc son beau-fils) au lieu de Hiéromnémé que l'auteur considère plutôt comme sa belle-fille ; suivant cette lecture, elle fait partie de la lignée d'Énée.

## Situation historique
La situation chronologique historisante de Laomédon et des évènements qui lui sont liés suivant différentes échelles de temps est souvent hasardeuse et variable selon les auteurs. La certitude sur laquelle on s'appuie, et tout le crédit que l'on peut concéder à la superposition de personnages mythologiques à d'éventuels prototypes historiques pluriels ou non, c'est que Laomédon est père de Priam que l'on juge identique au vieux roi cité abondamment dans la guerre de Troie de l’Iliade qui sert souvent de référence mais dont la datation est elle-même peu acquise. Voici deux essais parmi plusieurs.
L'évêque Eusèbe de Césarée du IIIe siècle ou du IVe siècle, s'est essayé à établir à une chronologie comparative entre les différentes cultures hébraïque, égyptienne, mycénienne, athénienne, etc. en partant de la date supposée de la naissance d'Abraham... Il ne cite pas Laomédon, mais fait référence à Priam, à la guerre de Troie : Priam est intronisé selon lui vers -1237 ou -1235 soit deux années avant le successeur d'Égée, Thésée, et ce dernier est suivi par Ménesthée attesté à l'époque de la guerre (voir le catalogue des vaisseaux de l’Iliade) ; le règne d'Égée débute vers -1284 et dure 48 ans et l'auteur situe avec peu d'assurance l'épopée des Argonautes où Héraclès figure, vers -1261 et la dévastation de Troie par le héros est actée vers -1245 ; Le règne de Laomédon est présenté plus ou moins commun avec celui du mycénien/argien Atrée, père d'Agamemnon, ou du pharaon égyptien (avec toute réserve !), Ramsès II ; il situe la prise homérique de la ville de Troie vers -1180.
L'historien Hérodote sème dans son ouvrage des références chronologiques, il fixe par ailleurs la guerre de Troie homérique vers environ -1284 ; l'helléniste Pierre-Henri Larcher (XVIIIe – XIXe siècle) en propose une compilation dans laquelle le règne de Laomédon commence suivant Hérodote vers -1380 et dure 50 années pour s'achever en -1330 où Priam prend la suite...
Aujourd'hui, l'archéologie est hésitante à fixer une date pour la guerre de Troie pour établir une datation absolue de Priam et par là même de son père Laomédon, et à condition d'avaliser la réalité historique de la guerre de Troie et des personnages : avec précaution donc, on considère la date de cette dernière au XIIIe siècle av. J.-C. ou XIIe siècle av. J.-C., et tenant compte de quelques décennies de vie et la filiation avérée et directe de Priam, cela fait remonter la période de Laomédon vers donc le XIVe siècle av. J.-C. ou le XIIIe siècle av. J.-C..

## Bâtisseur du grand mur de Troie

### Grand roi de Troie
Laomédon est le cinquième roi de Troade depuis Dardanos et est roi de la ville de la prospère Troie, pleine de grandes richesses, desquelles malgré tout, Énée, fuyant Troie, préférera ne rapporter que les dieux Pénates si importants à Rome. Cela va dans le sens de la réputation de son arrière-grand-père, le roi Érichthonios, connu comme le mortel le plus riche de son temps alors qu'Homère nous dit que trois mille chevaux, juments, et poulains, paissaient dans les marécages,. Son fils Priam est considéré aussi plus tard, et ce malgré la guerre d'Héraclès, être à la tête d'une région abondante en or, provenant des mines voisines d'Abydos, au Nord de Troie.
Contemporain du roi athénien Égée et régnant plusieurs décennies s'avance-t-on à dire, il est à la tête d'un grand empire ou bien d'une grande puissance, la plus puissante d'Asie mineure. Cela est en partie hérité de son père Ilos manifestement conquérant jusqu'en Thrace, conquête à laquelle participe peut-être Laomédon d'une manière ou d'une autre, et ce depuis tout l'arc Nord de la mer Égée jusque vers la région de Thessalie, vers le fleuve Pénée de la lointaine Grèce ; auparavant Troie n'était qu'une petite ville,,. Cette influence peut expliquer le soutien fragile et versatile, peut-être clientéliste, du roi thrace Polymnestor à qui, selon Ovide ou Euripide notamment, Priam confiera à tort son plus jeune fils et possible héritier de la dynastie, Polydore, notamment lorsque la fortune l'abandonnera durant la guerre homérique,.
Laomédon rappelle d'autres personnages mythologiques comme Sisyphe, qui dérobe la Mort elle-même, Tantale ou Lycaon d'Arcadie qui éprouvent et offrent aux Immortels de la chair humaine, et dont pour chacun la puissance est telle qu'elle met à l'épreuve les dieux eux-mêmes et cela finit par leur faire perdre toute mesure avant d'en être sévèrement puni.

### Servage de Poséidon et Apollon
Laomédon fait construire le mythique mur de Troie, parfois nommée Pergame (Πέργαμος / Pérgamos,), « la citadelle », qui encercle sa ville et doit la rendre inviolable. De ces remparts formidables de Troie qui de tout temps suscitent l'admiration, et qui de cette manière, ne peuvent voir leur construction attribuée qu'à des manifestations surnaturelles comme avec les autres murs cyclopéens, impressionnants assemblage de plus ou moins grosses et massives pierres, plus ou moins équarries, et déposées simplement l'une sur l'autre, qui ne préfigurent pas nécessairement ceux de Laomédon, mais qui, eux aussi, ne peuvent n'avoir été ainsi dressés, non par la main de l'homme, mais pour ceux-ci en particulier, par les incroyables et mythiques Cyclopes.

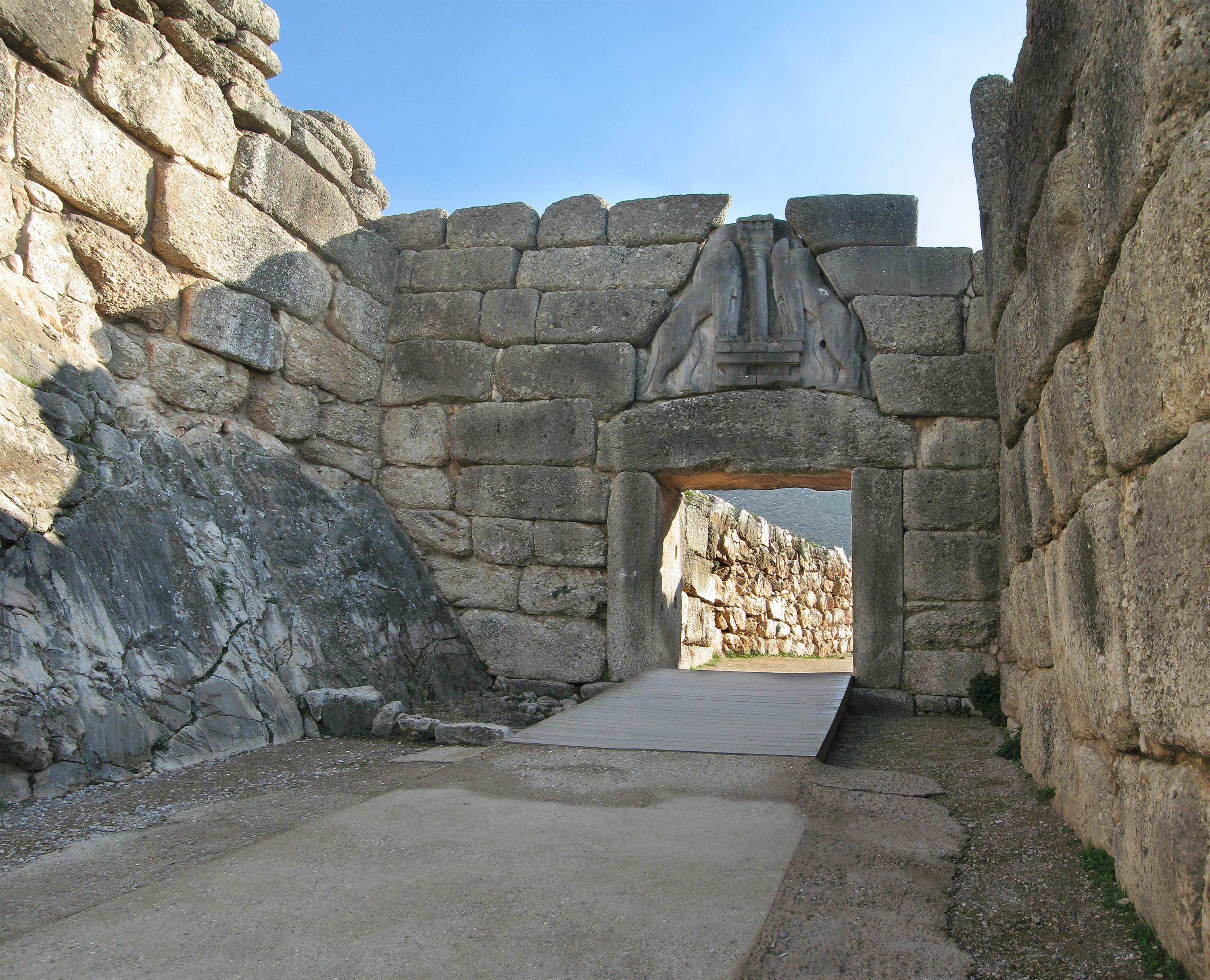
La Porte des Lionnes, à la forteresse de Mycènes en Grèce datant de l'âge du bronze et contemporaine de Troie, entrouvre un mur à la maçonnerie qualifiée de « cyclopéenne ».

#### Intervention des dieux
Pour des raisons ignorées d'Homère, il fait en effet bâtir son mur par les non moindres dieux Apollon, le dieu tutélaire de la région, et Poséidon, le dieu de la mer,. Tout juste Homère nous apprend-il qu'ils ont été, l'un et l'autre, exilés par Zeus de l'Olympe, pour une année entière. S'agit-il du complot instigué par Héra, auquel on fait participer Athéna quelquefois,, et qui pousse Poséidon et Apollon, incités par l'orgueil et la suffisance de Zeus, à se rebeller contre le roi des dieux et à l'enchaîner,, ? Ce n'est en effet, que grâce à Briarée et ses cent mains, alors convaincu par la Néréide Thétis, et ainsi que les hommes venus de Aigaion, que Zeus fut libéré ; en effet, ils sont plus forts que le couple de dieux et mettent fin au complot divin. Zeus leur reproche-t-il leur trahison, leur irrespect envers lui ? S'il soumet et attache Héra et Athéna, désire-t-il faire particulièrement ressentir ce mépris aux autres comploteurs ? Aussi de maîtres, deviennent-ils des serviteurs et Poséidon et Apollon sont envoyés chez les hommes, afin, sous l'effort, de travailler contre un salaire pour Laomédon et obéir à ses ordres, lui, le simple mortel qui commande des dieux, qui de cette manière sont déjà l'objet d'une humiliation,,,,,,,,,, ?
Viennent-ils bienveillants et de leur propre initiative dans cette région où ils sont vénérés autant à Troie qu'à Cille, ou dans la ville de Chrysé ou encore sur l'île de Ténédos, ? L’Odyssée, rappelle que « souvent les dieux, semblables à des hôtes étrangers, parcourent les villes pour être témoins et de l'injustice et de la piété des hommes en prenant l'aspect de deux hommes ». La présence des deux divinités s'expliquerait ainsi par l'intention de tester l'incommensurable et l'orgueilleuse insolence de Laomédon, en un mot, son hybris, sous le joug duquel son peuple souffre,,.
Certains suggèrent que l'hybris de Laomédon est telle qu'il n'hésite pas à sacrifier à la mort ses gens pour finir ses constructions, c'est la raison pour laquelle les dieux prennent apparence pour sauver les Troyens de la folie de construction de son roi. Voilà pourquoi on en appelle aux dieux Poséidon ou Apollon dans l'intention qu'ils délivrent le peuple de la tyrannie de Laomédon. On fête et on honore Apollon par des sacrifices , à Troie et dans toutes les grandes villes de la région ; parfois dans quelques récits oublie-t-on seulement aussi de témoigner autant de respect auprès de Poséidon qui en garde du ressentiment. L'avis est partagé par le traducteur du XVIe siècle Blaise de Vigenère qui suggère que les Troyens ont bien fait de grands sacrifices à Apollon (dieu tutélaire de la région de Troie), mais ils n'ont pas pour autant pris en compte la satisfaction de Poséidon. Cela s'inscrit dans la lignée du texte homérique où Apollon ne semble pas témoigner de griefs envers Laomédon ou les Troyens.
De ces deux dieux vigilants auprès du peuple, certains auteurs latins, suivant la lecture entre autres de l'Énéide de Virgile, se demandent si, rapportés par le Troyen Énée plus tard dans sa fuite, ils ne formeront pas les dieux énigmatiques Pénates particuliers aux Romains, ces divinités mystérieuses garantes du foyer et des biens domestiques comme du feu de la cuisson qui nourrit les ventres, allant même jusqu'à les considérer comme les Pénates des Troyens, les dieux de la patrie troyenne.
Ainsi se trouvent des raisons contrastées voire opposées de la participation des dieux auprès de Laomédon, oscillantes entre des dieux sujets au travail forcé ou bien à la venue providentielle. Témoignant d'une certaine fierté auprès de Zeus, Poséidon, associant Apollon à sa construction, craint que les défenses érigées par les Grecs dans leur camp ne fassent ombrage au mur qu'il a bâti pour Troie selon Homère. C'est pour cette raison semble-t-il, que le dieu des eaux et des tremblements de terre, s'empressera de noyer et de faire écrouler le mur grec à la fin du conflit. Pour autant, suivant plus loin encore Homère, c'est seulement Poséidon qui érige les murailles troyennes alors qu'Apollon fait plutôt paître ses troupeaux près du mont Ida de Troade,,,. Ainsi Troie est-elle parfois surnommée la Citadelle de Poséidon,,. La tradition fait tantôt des deux dieux les constructeurs du mur, tantôt d'Apollon un simple berger et Poséidon le bâtisseur comme si le premier était honoré et soustrait du servage, l'autre devant travailler à la construction du mur,.

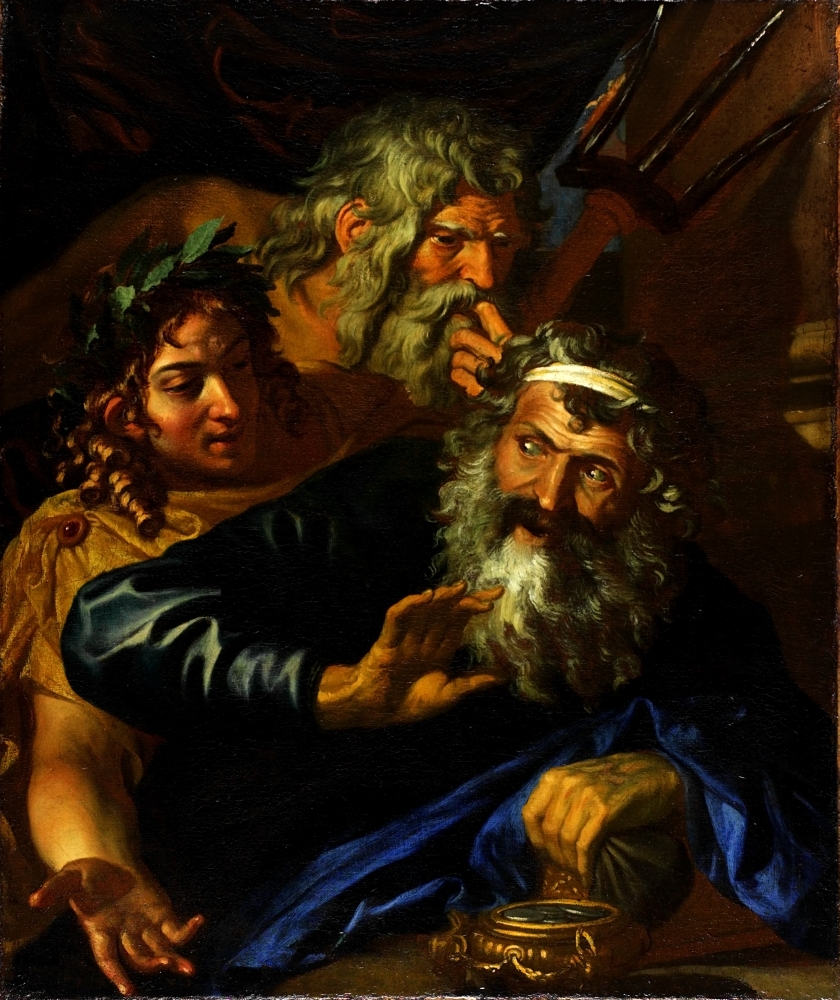
Laomédon (en bleu) refusant de puiser dans sa tirelire pour payer le salaire promis aux dieux Apollon, aux cheveux bouclés et portant des lauriers, et Poséidon à la barbe drue et non loin de son trident. Laomédon refuse le paiement à Poséidon et Apollon, huile sur toile, XVII, à l'attribution hésitante soit à l'Allemand Joachim von Sandrart ou bien à l'Italien
Girolamo Troppa ; Hunterian Museum and Art Gallery, Glasgow, Écosse.

Poséidon peut être perçu comme une divinité des limites, des frontières comme peut l'être le mur, après tout il est rattaché au rivage, seuil entre la terre des hommes et la mer des dieux,.
Laomédon fait appel à un troisième constructeur selon le poète Pindare : alors que les dieux s'apprêtent à achever la ceinture murée de la ville telle une couronne, le roi d'Égine, Éaque, dont le royaume insulaire se trouve au Sud d'Athènes en Grèce, se voit appelé — voire sommé — et associé au travail divin ; ainsi en avait déterminé le Destin afin que la section des remparts que le simple mortel Éaque a la charge de dresser — nécessairement imparfaite car il ne s'agit pas d'une œuvre divine qui est indestructible naturellement — puisse s'écrouler au milieu de noirs tourbillons de fumée et des ravages sanglants de la guerre à venir. Cela fait d'ailleurs écho à la mise en garde sur la fragilité du mur qu'adresse Andromaque à son époux Hector, petit-fils de Laomédon, lors de la guerre de Troie homérique. À peine le mur est-il achevé que trois serpents (ou dragons) d'un gris vert-bleuté s'élancent contre ces retranchements, deux tombent dans le fossé et roulent au pied d'une tour où ils expirent épouvantés ; mais le troisième se jette dans la ville sous d'horribles sifflements. Alors Apollon, chantre des prophéties, méditant sur ce funeste présage, fait entendre ces paroles : « Je vois Pergame (Troie) prise par cet endroit même que tes mains viennent de fortifier, ô Éaque ! ainsi me l'expliquent les prodiges que nous envoie le fils de Zeus, le tonnant. Tes descendants ne sont point étrangers à cette catastrophe : je vois la première [génération] la commencer et la troisième la consommer. » Héraclès conduira un premier assaut contre la ville au côté de Télamon, le fils d'Éaque, et les arrière-neveux de ce dernier prendront définitivement la ville après la guerre de Troie que nous retrace partiellement l’Iliade : ce sont Néoptolème, le fils d'Achille descendant d'Éaque par son frère Pélée et Épéios fils de Panopée par un autre fils du roi, Phocos, ces deux composant avec le stratagème du Cheval de Troie pour franchir la muraille,. À la suite des travaux, Apollon s'éloigne et s'en va vers le fleuve de Troade Xanthe (aussi appelé Scamandre) auprès duquel il a laissé paître ses coursiers, puis il se retire chez les belliqueuses Amazones et dans les régions que l'Ister arrose. Poséidon, quant à lui, laisse Éaque retourner à Égine, et dirige ses coursiers brillants d'or vers les hauteurs de Corinthe pour contempler les jeux qu'on y célèbre en son honneur.

#### Refus de donner salaire
Le travail achevé, les dieux attendent avant tout la récompense, leur salaire, celui que leur a promis le roi Laomédon. Mais alors que les Heures sonnent le terme, quand vient la belle saison, celui-ci ne le leur donne pas,,,,,,,,,. Au contraire même, il les renvoie sans ménagement. Les dieux n'ont sans doute pas besoin d'argent, mais comme ouvriers, ils méritent salaire, ne pas le leur donner est source de préjudice puisque cela fait d'eux des esclaves. Et bien que divinités, brisant sans vergogne le respect et la condescendance envers les dieux (χάρις / kháris), Laomédon les menace malgré tout, comme s'adressant à des simples prisonniers ou à des esclaves, de leur lier les mains et les pieds et de les vendre au loin, il jure même de leur trancher les oreilles ! Pour d'autres, Apollon et Poséidon ne se voient pas verser par le Troyen la somme d'or précédemment convenue, ou le roi ne leur a promis que trop peu, ou bien n'a-t-il pas sacrifié tous les nouveau-nés de son troupeau durant l'année écoulée, ou encore leur manque-t-il trente drachmes troyennes,. Laomédon vient donc de faire son premier parjure.

### Commentairesà propos du mur de Troie
- Pierre Commelin suggère pour lui que c'est Apollon qui dresse les fortes murailles tandis que les grandes digues que Laomédon fait aussi bâtir contre les vagues, passent pour l'ouvrage de Poséidon[139]. Cela rappelle les vergers et leurs enclos et les digues (suggérant peut-être un art troyen pour les aménagements hydrauliques) dont Homère nous parle lorsque Diomède les franchit sans que cela ne le retienne alors qu'il combat les Troyens[140].
- Démythification de la construction du mur :
  - Eustathe de Thessalonique, l'érudit et ecclésiastique byzantin commente les récits d'Homère au XIIe siècle et nous dit que deux ouvriers auraient œuvré à construire le mur sans en attendre de salaire et auraient voué leur travail aux deux dieux Poséidon et Apollon, c'est à partir de cela que le mythe se serait développé[110].
  - Continuant ses lectures évhémérisantes, Eustathe de Thessalonique démythifie davantage le mythe en suggérant que Laomédon aurait pris les richesses des temples d'Apollon et de Poséidon pour financer son mur et le développement de sa ville[110] ; une scholie commente le mythe aussi en disant que celui-ci a personnifié les dieux car Laomédon aurait vendu (il aurait fixé un prix) sur la place publique les richesses des fêtes sacrificielles dédiées et amassées dans les temples consacrés à ces dieux dans la ville haute (l'acropole)[141],[142],[143] ; cela peut même être lu comme un détournement de richesses du fonctionnement des temples religieux pour lesquels Laomédon aurait promis de grandes constructions aux dieux et en aurait utilisé le bénéfice pour le dépenser afin de terminer son mur[144].
  - Paléphatos cité par Eustathe de Thessalonique, ne croit pas non plus à la participation des dieux à la construction de l'édifice. Il considère que c'est parce que Laomédon a fait usage de la richesse du temple de ces divinités, pour construire les fondations de ses murs, que ces ouvrages auraient donné une apparence concrète et matérielle aux dieux. Ou, continue-t-il à souligner, que si Poséidon est associé à la construction du rempart c'est en raison de l'humidité connotée par le dieu des eaux et des mers : celle-ci permet de faire de l'argile ou du gypse un liant pour les pierres. De cette même façon, la chaleur ambiante dispensée par le Soleil fait consolider l'ensemble en le desséchant donc et ainsi le doit-on à Apollon tardivement associé aussi aux valeurs solaires[145].
- À propos d'Éaque :
  - L'introduction du personnage d'Éaque participant aux côtés des dieux Apollon et Poséidon à la construction des murs, est pour certains (peut-être le grammairien Didymus Chalcenterus) un ajout de Pindare pour justifier un point faible dans la muraille — et par la même occasion magnifier les portions divines — et par lequel cette partie du mur, et seulement elle, permettra de justifier l'entrée des Grecs plus tard. Le poète thébain a voulu éviter ce qui lui semblait un manque de respect ou un affaiblissement de l'image grandiose des dieux. On retrouve plus tard également l'évocation du personnage d'Éaque chez Euphorion de Chalcis[146],[101],[147],[9].
  - Éaque est associé au peuple des Lélèges, voisin de Troie[148].

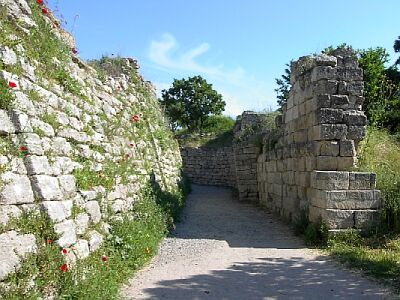
Murs de pierre, maçonnés, dans les ruines de ce qu'on considère être aujourd'hui la citadelle de Troie.

- Apollon, dieux des commencements, est mêlé à la fondation et à l'installation d'une autre cité, puisque c'est au son de sa lyre (instrument symbolique d'Apollon, transmis par l'intermédiaire d'Hermès), que le poète Amphion, inspiré, et pouvant soulever par ce moyen les pierres, construit les remparts de la ville de Thèbes en Béotie[149],[150]. Apollon connait aussi la servitude auprès d'Admète, roi de Phères en Thessalie, après avoir, furieux, tué les Cyclopes qui fabriquent la foudre pour Zeus. Zeus s'apprête à le précipiter dans le Tartare avant que Léto, la mère d'Apollon, n'intercède en sa faveur. Ainsi le Grand Zeus, condamne-t-il son impétueux fils Apollon, là aussi, pour la durée d'une année, à se mettre au service d'un simple mortel, comme journalier. C'est la raison de sa servitude auprès d'Admète pour qui le dieu travaille comme bouvier : grâce à Apollon toutes les vaches mettent bas alors deux veaux[151]. C'est le parallèle qui conduit Lucien de Samosate à suggérer le salaire de trente drachmes[137].
- La fin de l'âge du bronze dans la Méditerranée orientale se caractérise par une hausse des conflits et des attaques sur les villes. Celles-ci dressent des murs de bois, des palissades donc, que l'assaillant a tôt fait de franchir en les brûlant. C'est notamment ce que le tragique Euripide nous laisse penser du mur de Troie dans l'une de ses pièces — ce qui ne garantit pas d'être historique ou très proche du mythe[152]. Il semblerait néanmoins que les résistances marquées des différents sièges de la ville de Troie, conduisent à suggérer un obstacle plus robuste militairement, que doit constituer le mur d'enceinte. La description précise et fiable fait défaut dans les témoignages antiques, autant la nature des murs varient avec les époques des chroniqueurs ou des peintres. S'agit-il de mur de bois, de pierre, à la maçonnerie de brique de terre ou non ? Est-il construit sur des remblais ? Remarquons seulement que si la muraille a une existence historique, longtemps, on a pensé depuis la découverte des ruines de Troie que les imposants murs maçonnés de ce qu'on considère être aujourd'hui la citadelle, la ville haute, étaient les célèbres murs. Particulièrement depuis peu, après les travaux d'étude de Manfred Korfmann alors directeur de fouille en 2003, l'on sait la superficie de la ville beaucoup plus vaste laissant même penser à une ville basse. Cette zone sondée par analyse souterraine a en effet révélé un très long fossé encerclant les ruines connues jusqu'alors, des fouilles locales ont par la suite confirmé la nature de ce fossé pris au départ pour les bases du mur. Mais le fossé laisse fortement à penser à la véracité d'un mur de défense dont souvent les fossés sont les premiers ouvrages[note 7].

## Sacrifice d'Hésione et soutien d'Héraclès contre la colère des dieux

### Vengeance des dieux contre sacrifice
Ce passage semble ignoré d'Homère ou bien ne figure pas dans ses œuvres, conduisant à la surprise ou seulement à l'interrogation de ne pas voir réagir Apollon plus que cela lorsque Poséidon lui remémore leur soumission à Laomédon : c'est comme si Apollon ne paraît donc pas avoir de ressentiment ou bien qu'il fait preuve de clémence, et que l'un dans l'autre, pour lui, le sujet est clos au contraire de Poséidon,. Pourtant la suite des évènements faisant intervenir Héraclès, comme son opposition à Céto ou contre Troie, ne semble pas inconnue à l'aède et se dévoile par quelques sous-entendus à travers son récit de l'Iliade.
Après avoir manifesté tant de condescendance qui s'est révélée d'autant plus méprisante, sans que cela n'effraie son outrecuidance, Laomédon n'a donc pas hésité à laisser les dieux devant le fait accompli. Certes, Laomédon les a trompés en leur promettant une récompense qu'il n'avait jamais consentie à offrir vraiment ;  il ne leur laisse plus vraiment d'autre choix, et les dieux se vengent.

#### Épidémie apollonienne
Les châtiments divins sont impitoyables et à la hauteur de la grandeur des dieux face aux hommes, simples mortels : Apollon décoche en effet sur la région entière une épidémie, un fléau pestilentiel produit par l'infection de l'air qui s'étend sans limite, contagion qui touche tout un chacun sans distinction de rang, de justice ou de clémence envers les plus faibles ou les plus jeunes et qui ne se dévoile qu'une fois sournoisement le mal déjà accompli, et contre lequel désormais on ne peut plus qu'attendre la délivrance inéluctable de la mort. Telle est ainsi l'humeur du dieu qui plus tard se verra attribuer des facultés médicinales.
Pour certains, viennent aussi des incendies dans les campagnes, dont on ne sait s'il s'agit là de l'acte des hommes qui brûlent les corps de parents qui ont expiré de la maladie sur de flamboyants bûchers ici ou là et renaissant sans cesse  ; ou bien alors c'est le funeste sort du dieu solaire Apollon, dit Phoibos, épithète qui signifie lumière, brillance et qui tardivement le fera en effet un dieu rattaché au soleil.

#### Poséidon: mer déchaînée et monstre marin

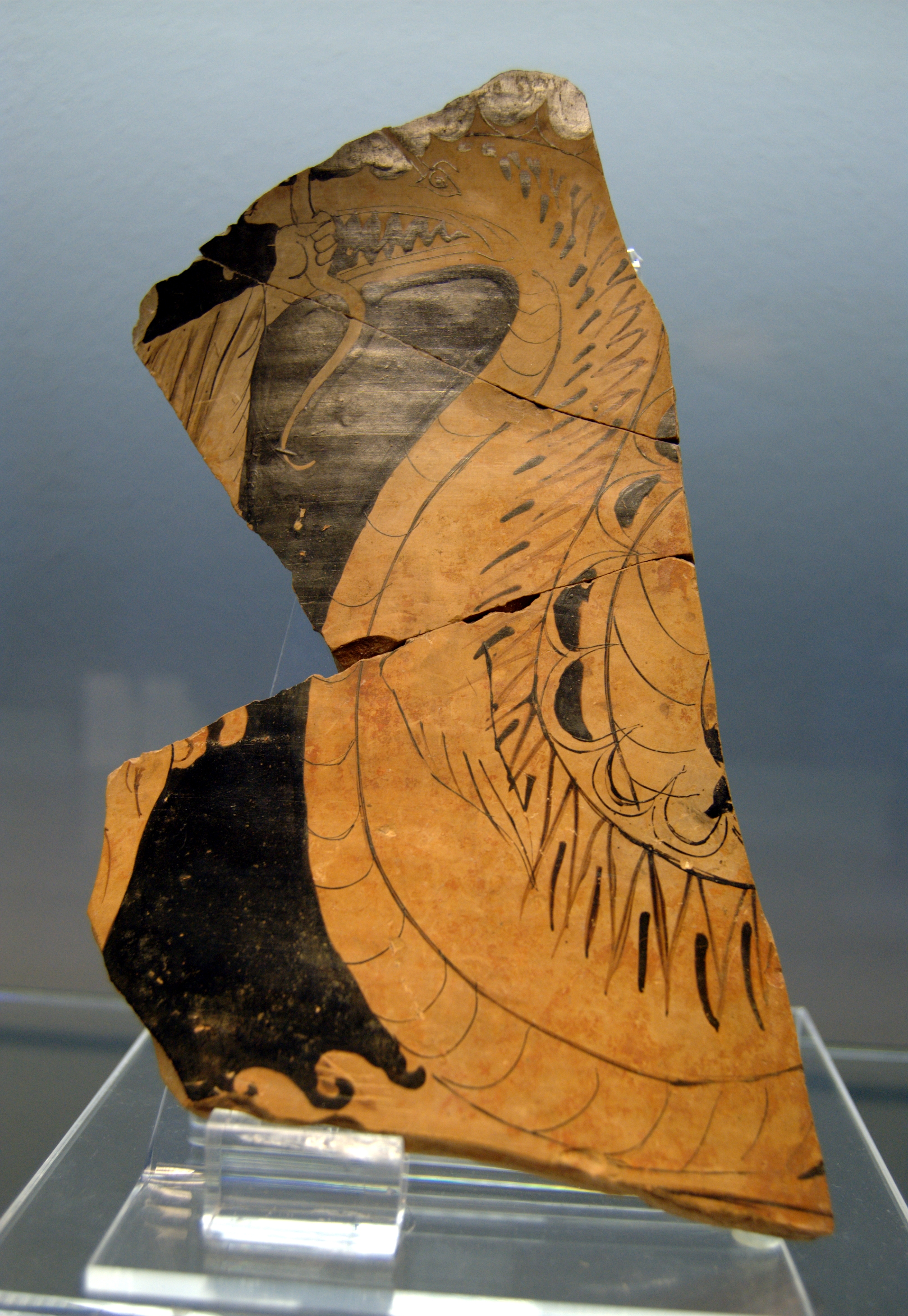
Une représentation du monstre marin Céto en prise avec Héraclès dont on devine l'arc seulement en haut à gauche ; Fragment d'un cratère (?) campanienne à figures rouges, vers 360 av. J.-C., Staatliche Antikensammlungen, Munich.

S'inscrivant ainsi dans une continuité rigoureuse du texte homérique, de nombreux récits laissent entendre seulement la réaction intraitable du dieu marin, lui attribuant aussi la conséquence de la maladie sur les hommes sans citer explicitement le dieu Apollon,, contrairement à l'attestation précédente d'Apollodore ci-dessus.
En effet, Poséidon, vindicatif n'est certainement pas en reste. Le dieu au trident, furieux, envoie, suivant une marée de flot, un terrible monstre marin Céto,,,,,. Celui-ci ravage toute la contrée, dévore les hommes qui tombent sous son joug et n'épargne pas les moissons ainsi que tous les fruits, les richesses que porte la terre. Il enlève subitement les habitants côtiers et les laboureurs des campagnes voisines, et saccageant les récoltes, il fait en sorte que tout le monde soit concerné et épouvanté par l'immensité de la catastrophe.
Le monstre à la couleur bleu-vert, ou brillant,, est une créature chimérique serpentiforme aquatique,. Qualifié parfois de « chien de Triton », vil serviteur des serviteurs, qui de Triton progéniture de Poséidon, mi-homme, mi-dauphin, n'en a même pas l'humanité partielle. Céto nous est dit vomir des vagues et, d'un triple flot déferlant, ébranle tout le sol à son passage. Car c'est dans un bruit assourdissant qui vient de la mer, qui agite aussi bien les flots que le pesant mont Ida où les forêts denses s'entrechoquent, où les grottes résonnent, et qui fait aussi chanceler les tours de Troie, que l'animal, aussi grand qu'hideux aux grands et repoussants regards touffus d'épais ou épineux sourcils, surgi des tréfonds de la mer mugissante, porté par les ondes massives des vagues laissant difficilement deviner son long et affilé museau. S'affiche à l'air libre alors, de ce qui n'a été vraiment qu'encore que des yeux étincelants perçant les eaux, le monstre, écrasant de sa lourdeur la mer qui jaillit autour de ses flancs, parfois en écume ; ses dents acérées sur trois rangées sont alignées sur ses mâchoires qui se choquent l'une contre l'autre, certaines sont crochues pour retenir la proie, d'autres sont hautes et droites pour mieux la percer ; sa croupe squameuse finit par une queue qui se déroule puis revient sur elle-même et dont l'extrémité, voile éclatant, se dresse en hauteur ; et fièrement relève-t-il sa tête qui surmonte un long cou courbe, souple et agile comme le reste du corps qui dans ses multiples convexités, s'enfonce sous l'eau et ne transparaît à la vue qu'ici ou là à la surface, comme des îles déposées sur les flots les unes après les autres. Sa marche sinueuse et trépidante est tempête avant de finir par s'échouer sur le rivage,.
Ovide insiste sur l'inondation plutôt que sur le monstre marin : soudainement « vers les rives de l'avare Troie, [Poséidon] incline toutes les eaux de son empire. Les champs de Phrygie (Troade) ne sont plus qu'une vaste mer. L'espérance du laboureur est détruite, et les flots emportent les trésors de Cérès (Déméter). »
Ces rivages irréguliers et débordés par les eaux sauvagement mêlées à la mort omniprésente ne font plus, dorénavant, penser à d’opulents champs, mais à ceux des marais de Lerne, et aux campagnes désolées d'Érymanthe et de Némée.
Hiérax, le faucon
Cela n'est pas sans rappeler la fable d'Hiérax que nous rapporte Antoninus Liberalis. C'est un homme célèbre du pays des Mariandynes, voisin de celui de Troie, qui a bâti de nombreux temples à la déesse agricole Déméter ce qui lui donne notoriété et se voit récompensé par la déesse par d'abondantes et riches récoltes.
Alors que les Teucriens, surnom donné aux habitants de la région de Troie selon leur premier roi mythique Teucros, ont négligé les sacrifices à Poséidon en temps voulu, le dieu détruit leurs céréales et envoie le monstre marin Céto contre eux. Du fait de la créature et du manque de nourriture, les Teucriens s'adressent à Hiérax et lui demandent de les protéger de la famine. Bienveillant, il leur retourne du blé, du pain et d'autres nourritures. Voyant que le fléau ne les touche plus autant, Poséidon s'en prend à Hiérax et le transforme en faucon, en épervier, et de celui qui a été apprécié des hommes, il en fait celui le plus détesté des oiseaux, leur assassin.
Même s'il s'agit d'un ajout tardif , ce récit laisse entendre éventuellement que les crises avec le dieu Poséidon sont multiples et plus fréquentes que l'on peut croire dans l'histoire troyenne. La famine paraît être une préoccupation majeure dans cette région d'Asie mineure.
On peut suivre la lecture du mythe, si le contenu raconté est jugé contemporain de Laomédon, comme une tentative désespérée de prier un soutien étranger, celui à la portée des hommes. Car de désespoir s'il en est, le sort n'est manifestement pas atténué significativement et désormais seule l'aide divine pourrait apporter alors le salut et libérer les Troyens des fléaux des dieux eux-mêmes, seule la repentance de Laomédon s'avère être une solution.

#### Sacrifice oraculaire de jeune fille
Le peuple s'est assemblé pour chercher un remède à ces maux, et le roi Laomédon, sous les tourments du monstre marin, envoie donc consulter un oracle afin de se libérer de tous ces fléaux qui ne sont plus tenables,. C'est auprès d'Apollon, le dieu de la région, que l'on cherche conseil, si ce n'est que celui-ci répond avec irritation,. Ou bien se dirige-t-on auprès du temple de Zeus / Zeus Ammon, de crainte peut-être de la colère d'Apollon,, est-ce là un second avis ou la marque de consultations répétées ? Car l'hésitation est à la mesure de la douloureuse nouvelle dévoilée : Apollon déclare, lui, qu'il faut apaiser la colère de Poséidon, et quel que soit l'oracle, il faut offrir en sacrifice une femme non-mariée, une jeune fille, vierge, bien élevée ! On tire au sort avant que celui-ci ne finisse par échoir à Hésione : Laomédon est obligé de livrer sa fille,, ou bien ne s'agit-il pas de plusieurs jeunes filles qui ont été déjà chacune la victime du monstre avant que ne vienne le tour d'Hésione,,. Hésione est donc exposée à Céto,,,,,,, enchaînée ou d'une manière ou d'une autre liée à un rocher,,, en hauteur, au bord de la mer,,,. Aussi peu respectueux qu'a été Laomédon envers les dieux, autant Hésione est avancée avec déférence : la jeune fille, innocente des faits de son père, comme « une statue d'ivoire » est sans effets, sans masque pour cacher quelque tromperie, quelque mensonge. À ses bas côtés, de l'or et des vêtements de pourpre ostensiblement sont exposés en réponse à l'avarice de Laomédon. Interminablement dans la peur, elle n'a plus qu'à attendre après chaque vague que de l'une d'elles n'émerge fatalement le monstre et l'engloutisse…

### Exil des filles de Troie, des filles de Phoinodamas, de la fille d'Hippotès...
D'autres versions développent la désignation d'Hésione. L'oracle qui a été consulté pour apaiser les tourments des Troyens semble troubler la population qui se divise et la situation se dégrade. Laomédon oblige un certain Phoinodamas (Φοινοδάμας / Phoinodámas) à livrer l'une de ses filles. De ce personnage, on ne sait guère plus à son sujet, on ignore notamment son rôle dans la société, s'il est par exemple noble ou non, prêtre (d'Apollon peut-être ?), représentant du peuple, orateur, politicien, ou bien simple citoyen... On ne peut que spéculer sur son statut social qui semble lui conférer une certaine importance néanmoins (à moins qu'il ne s'agisse que d'une apparence), puisqu'il convoque et réunit la population en foule où délibérant à la manière d'un parlementaire moderne, il parvient à convaincre l'opinion de sacrifier une fille de Laomédon (qui a su jusqu'alors prudemment la tenir à l'écart) plutôt que l'une des siennes dans la mesure que c'est le roi qui a été la cause des malheurs des Troyens. Hésione est donc choisie pour être livrée à Céto,.
Laomédon témoigne à Phoinodamas un fort ressentiment et condamne alors ses trois filles à être bannies de la ville, ce qui revient pour ces filles ou pour Phoinodamas à ne plus pouvoir prétendre à ce que leur descendance soit reconnue comme troyenne. Cet ostracisme avant l'heure est même particulièrement très dur, car ces pauvres filles sont vouées à la solitude sur les terres désolées et désertiques libyennes et à être dévorés par des bêtes féroces après avoir été conduites sur les plages du pays énigmatique des cruels Lestrygons, comme Hésione a été offerte en repas au monstre côtier Céto. Ces Lestrygons que l'inconscient grec fixe comme anthropophages — on se souvient en effet qu'ils ont dévoré les compagnons d'Ulysse — sont connus pour être réfractaires à l'hospitalité d'un étranger. On les associe parfois sans certitude aux Léontins, c'est-à-dire aujourd'hui à la ville méridionale orientale italienne Lentini en Sicile.
La destination exacte de ces filles est assez imprécise : si on trouve le pays ou la ville des Lestrygons, on parle tout aussi bien de la région des Sicanes dont on dit être les autochtones de l'île et que l'on retrouve étendus sur le territoire sicilien. Peut-être que la destination fatale a été originellement le repoussant pays des Lestrygons, mais ce n'est pas cela qui se déroule et finalement les filles échouent aux confins du pays de ces Sicanes, dans la partie occidentale de la Sicile. Après avoir honoré la déesse Aphrodite en dressant un temple ou un quelconque monument afin de la remercier de les avoir sauvées de ce funeste destin dicté par Laomédon, l'une d'elles se lie avec le dieu-fleuve voisin Crinisos (Κριμισσός / Krimissόs) qui a pris la forme d'un chien et elle enfante de lui Αἰγέστος / Aigestos, identifié à Aceste. Celui-ci érigera trois villes dont la tradition affirme être nommées selon les trois filles de Phoinodamas : c'est la ville de Ségeste anciennement nommée Αἰγέστα / Aigésta, Erice ou dans l'antiquité Éryx ( Έρυξ / Érux) et Entella connue sous les noms d'Atalla (Ἄτταλλα), Enstylla (Ἒνστυλλα / Ènstulla), selon une femme appelée Stylla (Στύλλα / Stúlla),. Ces trois villes font partie de la région occidentale de la Sicile, qui dans l'Antiquité et avant la colonisation grecque de la Grande-Grèce était connue comme le territoire des Élymes que l'historien grec Thucydide raconte être peuplé, à l'exemple de Ségeste, par les Troyens en fuite après la prise de leur ville à la suite de la guerre menée plus tard par Agamemnon.

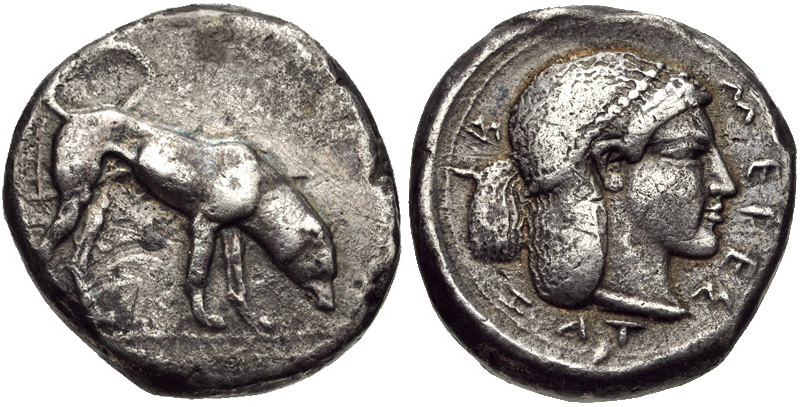
Le chien symbolise le didrachme la ville de Ségeste face à la personnification de la cité, la nymphe Ségeste ; vers 475-455 av. J.-C.

#### Fille d'Hippotès
Dans d'autres versions encore, l'inquiétude de la population soulevée par l'oracle d'Apollon ou de Zeus Ammon d'offrir des jeunes filles se transforme en effroi lorsqu'après bien des hésitations, de nombreuses filles ont déjà payé de leur vie. Dès lors, le privilège royal n'exempte désormais plus Laomédon, qui impuissant encore à résister, se doit de sacrifier aussi sa propre fille Hésione et de mettre ainsi en danger sa dynastie. Les plus fortunées et nobles familles se sentant sans doute jusqu'alors à l'écart du fléau se découvrent ainsi sans plus aucune protection. Des mouvements de foule surviennent. Par crainte d'une injonction royale de Laomédon, de pression sociale ou religieuse, de nombreux parents décident à contrecœur de payer des marchands de passage pour envoyer au loin leur propre fille, l'éloigner de Troie, des Troyens eux-mêmes à vrai dire. En cela ils renoncent à leur filiation troyenne. L'un d'eux, Hippotès (en latin Hippotes) ou bien porte-t-il le nom d'Ipsostratus, se voit obligé de se séparer de sa fille, Égesté (Egesta ou Aegesta) à bord d'un navire marchand pour l'embarquer au loin. Son voyage l'échoue, si elle n'est pas seulement abandonnée, sur les côtes de Sicile où de façon similaire au récit précédent, elle s'unit avec le même dieu-fleuve latinisé Crinisus (ou Crimissus), non unanimement identifié soit à un rameau du fleuve actuel Belice ou bien à l'un des éléments du réseau hydrographique de celui de San Bartolomeo au Nord-Ouest de l'île de Sicile, qui se métamorphose en un chien ou un ours, s'il ne s'agit pas d'une image. Naît ainsi aussi Aceste (Aegestes) qui érige seulement ici la ville de Ségeste (en latin Aegesta) nommée en l'honneur de sa mère troyenne, ainsi que nous raconte le commentateur latin Servius,.

#### Dispute de Laomédon avec un noble troyen
Denys d'Halicarnasse nous rapporte une variante à nouveau, où l'on apprend que Laomédon s'est disputé avec un noble troyen dont on ignore l'identité mais que l'on sait être l'ancêtre d'un certain Aegestos (Αἰγέστος / Aigestos), associé à Aceste. Le roi porte contre cet aïeul une accusation quelconque et le met à mort, ainsi que tous ses enfants mâles, de peur d'avoir à souffrir vengeance de leur part. Quant aux filles de cet inconnu, leur virginité leur a permis d'échapper à la sanction fatale, mais étant peu sûr de les laisser vivre parmi les Troyens, Laomédon les livre à des marchands avec ordre de les emmener le plus loin possible. L'une d'elles échoue en Sicile, elle est la parente d'Aegestos. Ce dernier parvient à revenir plus tard à Troie, lors du règne de Priam, le fils de Laomédon ; il participe à la guerre de Troie et réussit à fuir aux côtés d'Élymos et s'en retourne à nouveau en Sicile. En reconnaissance de ces hommes, Énée, fils d'Aphrodite, de passage sur l'île, leur construit les villes Aegesta (Ségeste) et Elyma. Le pseudo-Platon témoigne aussi de migration en direction de la région méridionale italienne de Lucanie d'une population venant de la ville lycienne Myra, au Sud-Ouest de l'Asie mineure, où prennent part également des Troyens à l'époque de Laomédon,. Peut-être cela résulte-t-il d'élans romanesques, de récits sans doute étiologiques dont l'intention est d'expliquer la fondation de villes en Sicile, et s'inscrit dans la tradition occidentalisante qui projettera les Troyens notamment, et particulièrement Énée, vers la Sicile et l'Italie.

### Intervention d'Héraclès
Les mythographes se sont évertués malgré tout dans de tortueuses intrigues à l'y associer, sans que cela ne se soit fixé définitivement et il persiste ainsi plusieurs variantes plus ou moins arrêtées, combinant ou non les arcs narratifs intercalés aux grands mythes grecs jalons et selon des ordres chronologiques parfois contradictoires, mais ils semblent s'accorder que les faits d'Héraclès qu'il entretient avec Troie, ne soient pas considérés comme une commande d'Eurysthée et ne figurent donc pas comme une épreuve de ces célèbres douze travaux mais comme une intrigue secondaire relatant d'autres exploits, comme le sont par exemple aussi sa participation avec les Argonautes, son séjour auprès de la reine Omphale.
C'est en prenant part au voyage des Argonautes qu'Héraclès arrive en Troade,,. Ce n'est pas sans que d'autres auteurs néanmoins n'estiment pas pour autant qu'Héraclès ne fasse pas partie des membres des Argonautes car il est alors esclave chez Omphale pense-t-on en ce temps-là, selon une chronologie distincte, ou qu'alternativement le héros a déjà quitté prématurément l'expédition en Thessalie, bien avant les côtes de Troie. Le puissant héros dont la réputation n'est plus à faire, ne peut résister et se refuser de participer au projet d'une expédition maritime périlleuse et téméraire menée par Jason et dont le bruit soufflé par Héra dépasse la région de Thessalie et attire de nombreux autres grands et valeureux héros venus de toute la Grèce pour qui l'aventure n'effraie pas face à la gloire durable qu'elle peut leur solliciter aux yeux de tous.
Craignant que Jason s'en prenne à lui à la suite d'un oracle lui annonçant de tristes évènements pour lui, ou dans la crainte de sa succession,, le roi Pélias de Thessalie lui offre son soutien et lui confie une expédition l'éloignant de lui en le livrant à  un voyage qui doit le conduire à la recherche de la Toison d'or en Colchide peuplée de tribus barbares, au fin fond du Pont-Euxin (mer Noire),. C'est ainsi qu'il fait construire l'Argo avec l'aide d'Athéna,,, un navire de trente ou cinquante rames, avec une immense voile, qui donne à penser des bateaux construits jusqu'alors comme de simples barques ou comme de légères embarcations. Un navire où l'homme met tant d'orgueil à vouloir commander les flots que cela en contrarie les dieux des vents Borée et Éole.
Les uns et les autres auteurs nous listent les héros compagnons d'Héraclès parmi lesquels figure notamment Pélée ou Télamon de Salamine, tous deux fils d'Éaque, ou bien les fils de Zeus, Castor et Pollux, et de nombreux autres.
Parce qu'il a réuni tous ces héros, c'est à Jason que la direction du navire échoit, et ce, malgré la grandeur d'Héraclès qui l'aurait prêtée naturellement à cela. De certain, on apprend qu'en raison de ses différends avec la déesse Héra, qu'il sait être le soutien de Jason, Héraclès renonce avec précaution à devenir le chef de l'excursion. D'autres, lui octroient l'ascendance sur Jason jusqu'au départ éventuel d'Héraclès en cours d'aventure,.
C'est Diodore de Sicile qui nous développe le récit : ils partent ainsi depuis la Thessalie, et choisissent la route septentrionale pour rejoindre l'Asie mineure et l'Hellespont (Détroit des Dardanelles), l'unique passage pour passer du bassin de la mer Égée à celui du Pont-Euxin en passant par l'anti-chambre de la Propontide (Mer de Mamara). Ce voyage, mené par cabotage, les fait passer par les régions habituellement considérées thraces après avoir dépassé le mont Athos sur la péninsule Chalcidique, c'est-à-dire la Pallène, en Macédoine grecque ; d'étape en étape, ils finissent par atteindre l'île de Samothrace. Avant cette île, les Argonautes s'arrêtent sur l'île de Lemnos ajoute Valerius Flaccus. Une brusque tempête les jette soudainement sur le cap Sigée, à la porte d'entrée de l'Hellespont. Sortis de cette bourrasque imprévue, ils font prudemment une descente à terre, en Troade ; Héraclès arrive près de Troie selon Diodore. À l'opposé de cette arrivée mouvementée, les Argonautiques de Valerius Flaccus lui préfère une navigation plus sereine, sous le soleil, et alors qu'ils ont dépassé l'île proche d'Imbros, les membres d'équipage et Héraclès parmi eux, arrivent sur les rivages de Dardanie et au promontoire Sigée en milieu de journée et s'établissent sans peine et confortablement à terre sous des pavillons en toile blanche : certains écrasent le froment sous la meule, d'autres font ou entretiennent le feu de la cuisson... Darès de Phrygie nous dit, quant à lui, qu'ils arrivent dans l'embouchure du fleuve Simoïs, proche de Troie, et débarquent au port.
L'intention d'Héraclès d'embarquer à bord des Argonautes consiste à soutenir toute l'épopée aux côtés de Jason, mais il n'y a pas vraiment de consensus. Certains le feront de toute l'aventure,, d'autres préféreront qu'Héraclès quitte l'expédition malgré lui et ainsi s'évanouit-il de l'histoire à la recherche de son jeune compagnon Hylas, sur l'instigation nuisible d'Héra contre le héros et alors que les Argonautes abordent par la suite la bienveillante Mysie (région voisine à l'Est de celle de Troie) où ils compteront trouver de quoi réparer la rame brisée précédemment par Héraclès. Mais les Argonautes, à l'appel d'un bon vent, rembarquent et n'attendent pas le retour du puissant personnage. C'est ainsi par exemple que l'intrigue laisse à Héraclès la possibilité de poursuivre ses Travaux. Valerius Flaccus, nous cite quelques grands actes d'Héraclès menés en parallèle des Argonautes alors qu'il les a quitté : il fait la guerre aux Amazones, délivre Prométhée sans que les Argonautes restants sachent qu'il n'est parfois pas au loin d'eux. D'autres défendent l'idée qu'Héraclès n'a pas déshonoré son serment auprès des marins de Jason et qu'il a bel et bien poursuivi les pérégrinations des Argonautes pour la Toison d'or : dans cette incertitude, Théocrite se propose de conjuguer les différentes intrigues en écrivant qu'il est faux de considérer qu'Héraclès a été lâche d'avoir laissé les autres Argonautes en Mysie, puisque le héros a malgré tout atteint la Colchide par la terre.
Quand Héraclès s'engage-t-il dans l'expédition ? L'ordre chronologique est chaotique. Certains disent que c'est après le traditionnel quatrième Travail et la capture du
Sanglier d'Érymanthe,, d'autre vue suggère lors de la guerre des Amazones, ce qui bouscule l'ordre classique des Travaux. Apollodore, lui qui ne soutient pas le lien entre les Argonautes et Troie (voir ci-après), situe plutôt l'entreprise vers la Colchide d'Héraclès et les Argonautes assez tardivement, plutôt après ses Travaux tous achevés, y compris donc celui qui le conduit vers les Amazones : il précise que cela se déroule durant sa servitude auprès d'Omphale, après donc ses Grands Exploits ; il ajoute que c'est contemporain de la chasse du Sanglier de Calydon et de la période où Thésée (le futur roi d'Athènes), revenant de la ville Trézène, purifie l'Isthme de Corinthe des brigands et autres bandits. Sans doute ces évènements, y compris la servitude d'Héraclès auprès d'Omphale, sont-ils si concomitants que les mythographes s'enmêlent, bref, il vaut mieux ne pas se fixer sur l'ordre précis des évènements...

#### Venue d'Héraclès en Troade: ...Ou sur le chemin du retour de la bataille avec les Amazones
Apollodore préfère clairement dissocier le mythe des Argonautes (auquel il fait néanmoins indépendamment participer Héraclès) de celui de Troie. En cela, il se rapproche des Argonautiques d'Apollonios de Rhodes, où les Argonautes franchissent l'Hellespont, passant par l'île de Lemnos, contournant la Troade, non évoquée même, pour atterrir directement en Mysie ; c'est alors que le héros après avoir brisé sa rame sort du récit de l'expédition à la recherche de son compagnon Hylas. Ainsi est-il aussi dans la version racontée par Orphée.
Son neuvième Travail le conduit à la recherche de la ceinture d'or de la reine Hippolyte dans le pays des Amazones, c'est alors que cette version situe les récits épiques troyens d'Héraclès et ses compagnons d'aventure. La Ceinture a été donnée à Hippolyte par le dieu de la guerre Arès en signe de sa supériorité sur les autres Amazones. Pour satisfaire le caprice de sa fille, Eurysthée commande Héraclès à s'embarquer pour rejoindre l'Asie mineure. Dans cette variante, Héraclès et des volontaires passent par l'accès traditionnel sud, celui de l'arc des Cyclades. Cela permet à leur unique frêle navire, d'île en île, de traverser la mer Égée et rejoindre l'Orient. Mais cela n'est pas sans embûches et les fils de Minos lui font-ils obstacle sur l'île de Paros. Il les défait à l'aide de ses flèches et prend d'assaut leur ville jusqu'à ce que les habitants offrent deux hommes pour remplacer les compagnons morts. Puis Héraclès se dirige à l'orient de la Mysie, chez le roi des Mariandynes, Lycos, et lui remercie de son hospitalité en le soutenant dans sa guerre contre un royaume voisin. Il accoste plus loin à l'Est dans le pays des Amazones, imprécisément localisé, où, à sa surprise, la reine Hippolyte vient lui rendre visite et consent à lui donner sa ceinture à l'écoute de la raison de sa venue. Inspirées par Héra, d'autres Amazones s'arment et se dirigent vers le navire ; soupçonnant une trahison, Héraclès, aidé de ses compagnon Télamon et Pélée entre autres, tue Hippolyte, s'empare de son apparat, et met en déroute les autres cavalières,,.

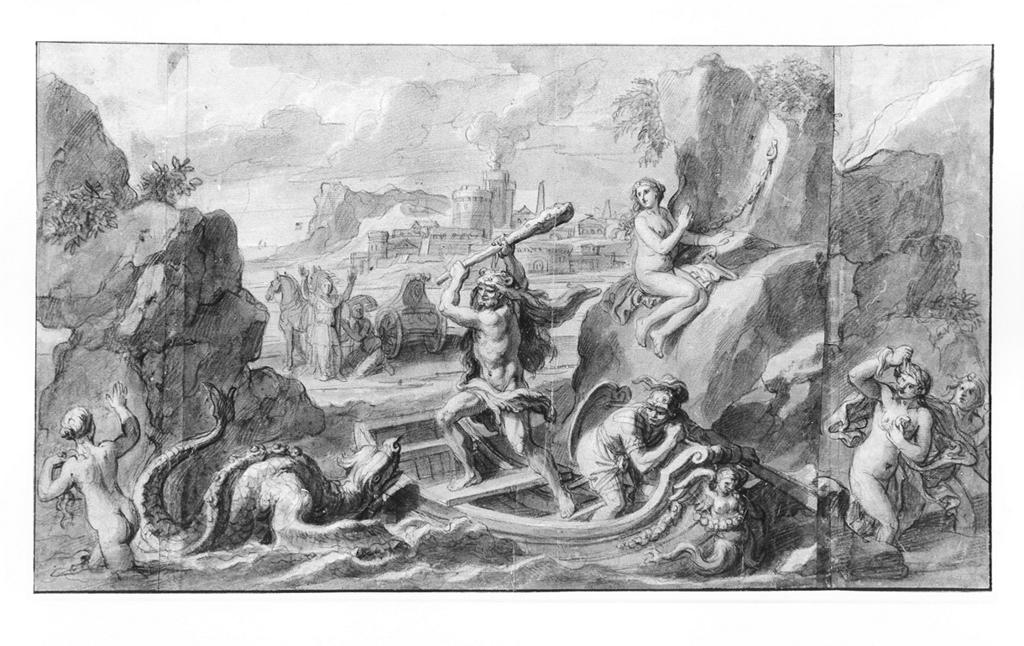
Héraclès, qui de sa massue, chasse le monstre marin Céto et sauve les jeunes filles et Hésione enchaînée à un rocher ; Gravure de François Verdier, entre 1652 et 1730.

C'est dans ces conditions sanglantes, chargé de sa précieuse ceinture, que le Travail achevé, il reprend hâtivement le chemin de l'Occident pour revenir à Argos dans le Péloponnèse et valider son Travail auprès d'Eurysthée.
Son retour, par la voie maritime à travers la Propontide, le fait passer par la Troade, la région de Troie...

#### Le sauveur et maître du monstre marin
Suivant les contours escarpés et onduleux du pittoresque rivage, Héraclès assisté de Télamon, ou si ce n'est instinctivement les Argonautes, surprenant une voix plaintive, pressent le pas pour suivre ces murmures évanescents et revenant comme des vagues. Guidés finalement en hauteur d'un rocher, ils y perçoivent des invocations aux dieux et aux hommes et découvrent une jeune fille abandonnée qui, étroitement à ses mains, porte des chaînes cruelles et la dévouent immanquablement à la mort. Le visage pâle, et les regards tournés vers les premiers flots du rivage, noyés d'anxiété qui ternit sa beauté certaine : on dirait une statue d'ivoire que l'artiste force de s'attendrir, un marbre de Paros révélant les traits, une peinture vivante. Galvanisé par un sentiment de sauveur, Héraclès s’enquérit auprès d'Hésione qui vient d'être enchaînée : « Jeune fille, dit-il, quel est ton nom, ta naissance ? pourquoi cette mort ? pourquoi ces fers ? apprends-le-moi ». Elle lui répond à son interrogation légitime de la trouver ici seule, nue, dans ce milieu sauvage et déserté, les raisons de son sacrifice et les tourments de Troie et de son roi, son père, Laomédon, mais aussi l'arrivée imminente de Céto qui rend la situation dangereuse. Ce à quoi, Héraclès, le chasseur de monstres en tout genre,, lui semble guère insurmontable et au contraire le combat enflamme-t-il le héros. Serait-ce le héros annoncé par les destins et par les augures troyens, pour qui Laomédon nourrit une récompense dont il a fait vœu de payer pour la délivrance d'Hésione après que tant de jeunes filles aient déjà été victimes ? l'interroge-t-elle. Héraclès n'a-t-il pas le temps de délivrer Hésione de ses fers, que sous le signal de Poséidon, Céto s'approche : le duel entre Héraclès, fils de Zeus, et Céto, envoyée de Poséidon, commence. Alors que le monstre surgit des eaux dans l'intention de prendre sa proie offerte à son intention, il y trouve confrontation sur les terres côtières. Dans le tumulte des eaux et le bruit assourdissant ébranlant les terres, alors que le ciel s'est assombri et que les terres se couvrent de son immense ombre, l'animal dresse son cou pour impressionner encore davantage, ce qui épouvante tout un chacun, mais un homme se tient là pourtant : Héraclès n'a pas peur de ces choses. Laomédon est à l'intérieur des distants murs de la ville à regarder l'affrontement depuis une échauguette - comme Priam à son tour aussi plus tard face aux batailles - alors que les citoyens, sur les créneaux, bras levés prient les cieux de crainte que le monstre, malgré l'impitoyable Héraclès, malgré le sacrifice d'Hésione, ne finisse par se lancer sur le rempart lui-même. Si Télamon est frappé de stupeur, Héraclès invoquant son père Zeus, les dieux des mers et ses armes, s'avance sur le rocher munit de son arc. Car l'intention de l'homme, décrit nu parfois, est de lui décocher ses flèches ; sa massue devenue son symbole si ce n'est la peau du lion de Némée aussi, gisent à terre près de lui s'il en vient en avoir besoin. Héraclès, jambe gauche avancée, tenant son arc de la main gauche et bandant la corde de l'autre sur sa poitrine, sème à Céto ses perçantes flèches. 

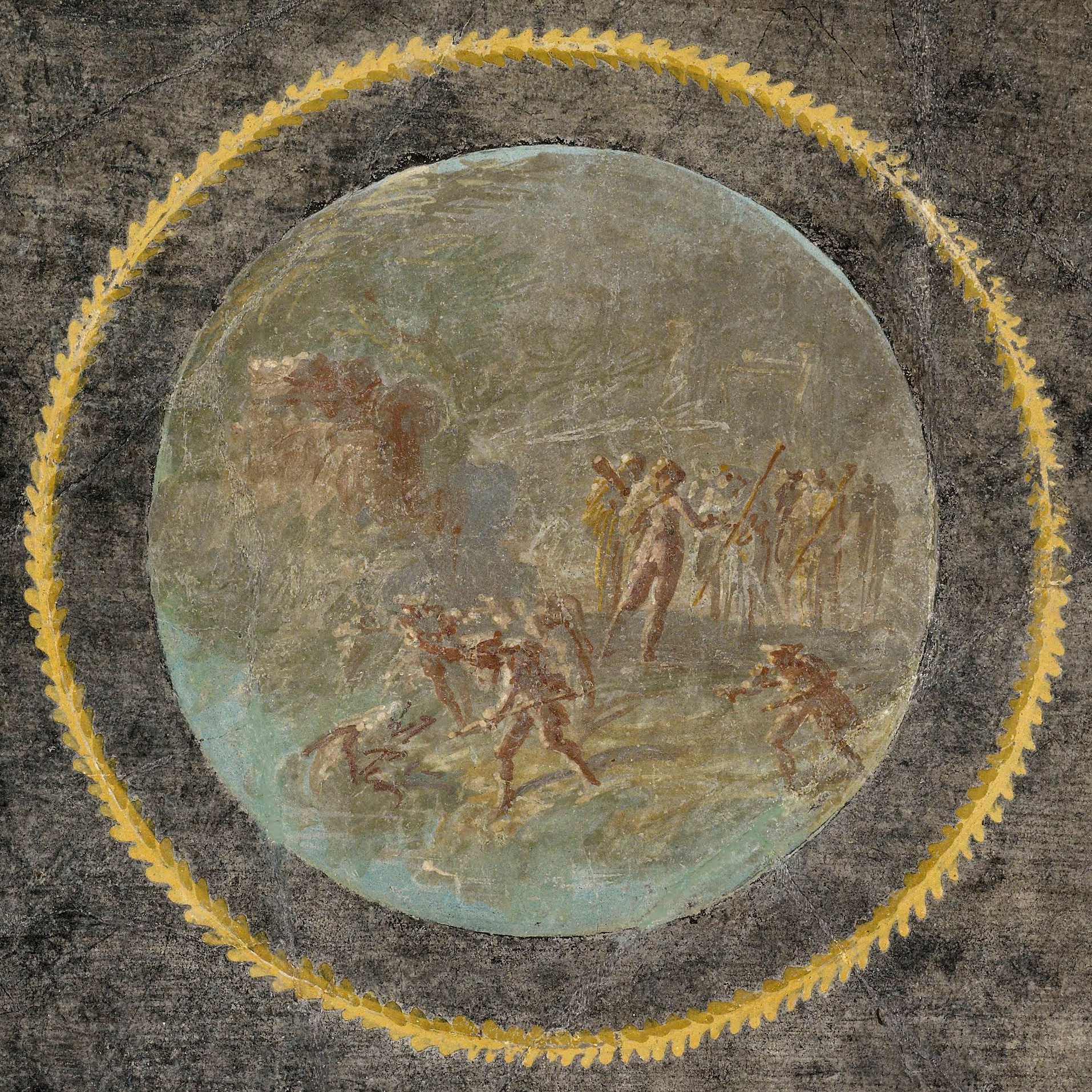
Au centre, Héraclès présentant Hésione rescapée aux Troyens en haut à droite, alors que ses hommes, armés de pique de bois, retiennent encore en bas à gauche le monstre marin Céto ; l'un d'eux lui jetant des pierres ; Contrairement souvent à l'art grec, l'art romain préfère mettre en avant le sauvetage d'Hésione plutôt que la lutte d'Héraclès contre le monstre ; fresque romaine entre 59 et 79, Getty Center (Los Angeles).

Déjà l'espace qui le sépare du monstre se raccourcit ; malgré son puissant arc courbé comme celui des Scythes, ses traits n'ont plus d'essor. Alors en proie à la colère, au dépit, à une muette honte, et voyant pâlir d'effroi la jeune fille, il jette son arc, et décroche un rocher. Alors que le monstre, si près de la prisonnière, vient à ouvrir la gueule en grand pour engloutir Hésione, Héraclès, depuis un écueil, prévient la bête et lui écrase la tête à l'aide de son roc puis à coups redoublés de sa noueuse massue. Céto, refoulé dans les flots, roule et disparaît au fond des abîmes nous raconte le romain Valerius Flaccus.
Pour d'autres, la situation n'est pas aussi précipitée : aussi après avoir appris l'infortune d'Hésione, Héraclès brise ses chaînes et la libère par conséquent, puis se dirige au palais de Laomédon dans la ville de Troie où Héraclès promet au roi de tuer le monstre marin. Laomédon lui promet ses chevaux invincibles comme récompense,. Face à une telle adversité, la lutte avec le monstre marin envoyé du dieu de la mer Poséidon est prudemment préparée : la déesse de la guerre Athéna elle-même et les Troyens érigent un mur derrière lequel Héraclès pourra se réfugier et échapper aux frappes du monstre nous dit notamment Homère qui en témoigne encore durant l'époque de Priam et la guerre de Troie,,. Ce nouveau rempart l'entoure-t-il, s'agit-il plus précisément d'un amoncellement, d'une jetée de terre plutôt qu'un mur appareillé ?
La version du logographe grec Hellanicos, ajoute qu'Héraclès se fait avaler par le monstre marin : s'agit-il d'un acte volontaire ou non ? Le grand héros a-t-il succombé par l'envoyé du divin Poséidon ? On dit qu'il passe trois longs jours dans l'estomac de la bête dans lequel règne une chaleur telle « la vapeur d’un chaudron sur un brasier sans flamme ». Que le retient-il ? Il ne peut que concevoir quelque machination ; le commentateur du XVIe siècle Blaise de Vigenère nous dit qu'il charpente... Mais Héraclès sort, non pas par l'endroit d'où il est entré, la gueule, mais en lui ouvrant une brèche sur le flanc, le qualifiant par là-même par le poète Lycophron de « débiteur de foie flammant ». Seulement l'épreuve lui fait perdre ses cheveux, brûlés sous l'effet de la chaleur, il est comme chauve,,. Au lieu de la délicate petite belle oiselle marine agréable et gracieuse d'Hésione en sa gorge, Céto avale le mortel et incisif scorpion Héraclès,
Si Valerius Flaccus ne fait pas trépasser Céto, comme aussi le suggère Lycophron qui le renvoie à jamais auprès de Phorcys cherchant à entendre un conseil à ses peines et son mal de ventre, la tradition s'arrête généralement à ce qu'Héraclès tue le monstre, souvent seulement l'arc et les flèches aiguës y suffisent et libère Hésione, saine et sauve du monstre,,,,,,,.

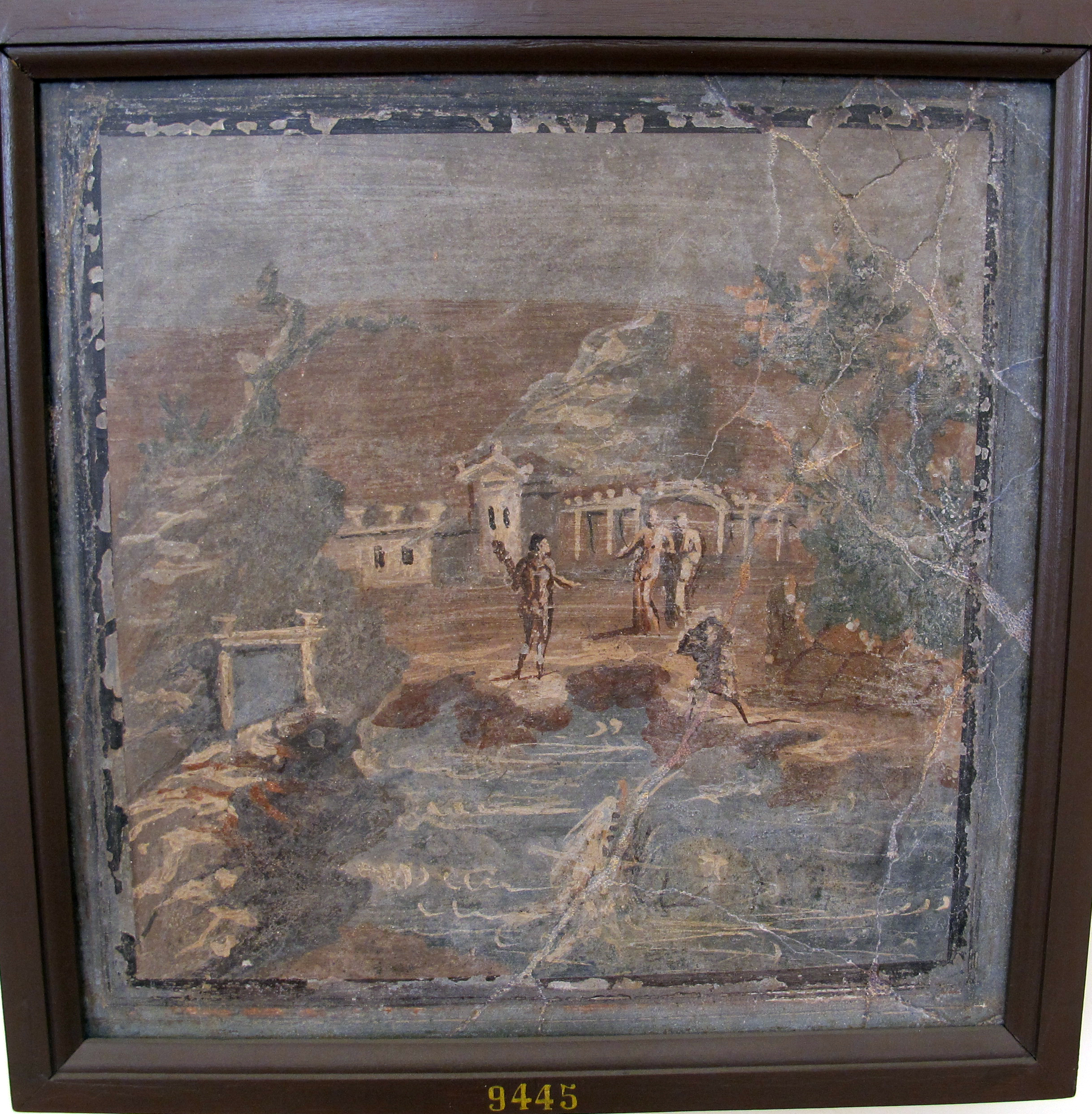
Héraclès et sa massue distinctive face à deux femmes, dont l'une est considérée être Hésione ; en bas à droite, se trouve sur le rivage, aujourd'hui difficilement perceptible, un homme qui porte au-dessus de sa tête un roc qu'il s'apprête à lancer sur un monstre marin serpentiforme qui sort la tête de l'eau ; fresque polychrome romaine soit de Pompéi (maison de Diane I ou maison de la danseuse (VI.17.10-9)) ou soit d'Herculaneum en Italie, découverte en 1763 et conservée au Musée archéologique national de Naples Gravure de la fresque dans Le Pitture Antiche d’Ercolano (Les Peintures de l'Antique Herculaneum), tome IV, Naples, 1765, planche 62, pages 311-313.

Manifestement, d'autres variantes de la mise à mort subsistent. En effet, les décorations de céramiques, de poteries, nous laissent interpréter un Héraclès s'avançant avec une harpé (ἅρπη / hárpē), c'est-à-dire un objet crochu coupant, comme un hameçon de pêche, une serpe, une faucille dans l'intention de couper la langue à la représentation considérée être Céto,. Une autre voit Héraclès s'attaquer au monstre avec une épée sortie de son fourreau. Si l'art grec en
général met en avant la lutte d'Héraclès contre le monstre, exaltant le combat, l'art romain paraît plutôt porter l'accentuation sur l'état de sauveur de jeune fille. Si quelques mosaïques romaines suggèrent que le héros grec ait combattu Céto au moyen de sa célèbre masse, d'autres présentent un combat mené par un homme ou un groupe d'homme dont Héraclès se démarque délivrant la fille ; ici la lutte se fait en jetant d'imposante pierre sur l'animal, ou bien également avec des piques de bois (l'arme commune de l'infanterie à l'époque de l'âge du bronze grec).

#### Les Chevaux divins
Voici ainsi que le terrible Céto et la famine qu'il a menacé d'endurer n'est plus ; le monstre marin que rien n'a su arrêter jusqu'à alors, n'a pu soutenir l'affrontement du demi-dieu Héraclès. C'est la liesse délivrante, car si Hésione est bel et bien libérée, ce sont aussi tous les Troyens qui sont affranchis de longues souffrances ; et tous, plein d’allégresse peut-on croire : les nymphes, les naïades répondent depuis les collines, les bergers quittent leur montagnes ou leurs sombres vallées, les Troyens qu'ils soient des champs ou de la ville, transportés de joie veulent tous voir le héros ; ce jeune homme dont les récents exploits, qu'ils croyaient il y a encore peu impossibles, soulèvent leur admiration, curieux de ses armes et dont il faut bien reconnaître sa filiation au puissant Zeus. Même Laomédon, sa femme et son fils se déplacent. Laomédon, le regardant d'un air farouche, lui offre l'hospitalité et reconnaît la valeur de l'homme même s'il tempère et regrette que le salut soit trop tard. Ainsi peut-on croire la jubilation troyenne selon le latin Valerius Flaccus,.
Laomédon se doit de respecter son engagement, sa promesse, et de lui offrir une bien juste récompense à la hauteur de ses prouesses. De cette promesse, le mythe reste assez imprécis et laisse quelques-uns par la suite combler l'indétermination ; cela en est ainsi de Valerius Flaccus qui propose qu'Héraclès apprend d'Hésione, alors enchaînée au rocher, l'existence d'un tel engagement de son père alors absent à l'instant de l'échange ; c'est presque si le poète donne des raisons prophétiques à la raison du vœu de Laomédon. Ce vœu est donc antérieur à l'arrivée d'Héraclès et à la mise aux fers d'Hésione. Valerius Flaccus peut même être lu de façon à croire que le bruit d'une récompense s'était répandu dans la région et peut-être même jusqu'en Grèce, ou au moins jusqu'aux oreilles d'Héraclès ? Diodore de Sicile, qui fait libérer Hésione et conduit Héraclès auprès de Laomédon avant le combat du monstre, laisse entendre que c'est devant le roi qu'il apprend la récompense et sa nature. Dans les synthétiques fables d'Hygin, on est même tenté qu'il vienne à l'esprit que c'est sous l'incitation des douleurs divines que connaît Troie que Laomédon concède à Héraclès cette promesse sans qu'il n'y croit vraiment à ce moment sans doute, ainsi en paraît-il aussi chez Apollodore où Héraclès, tel un mercenaire, vend ses services contre cette contribution de la part Laomédon sur laquelle les deux partis tombent d'accord... Quelle intention a motivé Laomédon à avancer une telle sollicitation ? Une pression sociale, religieuse, sa responsabilité royale auprès de son peuple, son affection pour sa fille ? Bien qu'Hygin semble inclure dans la gratification aussi la fille, Hésione, généralement, les auteurs se contentent-ils juste de dire que Laomédon a promis ses chevaux extraordinaires à celui qui viendra la sauver,,,.
Ces chevaux, que la tradition tardive font blancs, sont pluriels mais souvent en un nombre indéterminé si ce n'est l'allusion d'Hygin selon laquelle ils peuvent former un quadrige et sont donc peut-être au nombre de quatre — si cela n'est pas à lire simplement comme synonyme d'attelage sans valeur de nombre. Homère, plus prosaïque, nous dit qu'il s'agit d'un groupe de chevaux, comme un cheptel. D'ailleurs, il n'en précise pas le genre et c'est apprenant qu'Anchise, le neveu de Laomédon, en fait à sa discrétion saillir ses propres juments par les étalons du roi et dont il gardera les quatre rejetons pour lui et donnera les deux derniers à son fils Énée, qu'Homère laisse entendre qu'il s'agit bien d'étalons même s'il n'exclut pas qu'il puisse y avoir des juments comme dans tout élevage... L'avis est tranché chez Diodore de Sicile ou Apollodore, où les chevaux de Laomédon sont bien des juments,.

Ces juments divines et immortelles,, « semblables à ceux qui portent les Immortels », ont été offertes par le grand Zeus aux Troyens. Elles sont rapides et puissantes à la course et offrent aux chars de l'attelage une accélération exceptionnelle comme nous le rappelle Nestor s'adressant à son fils Antiloque dans l'Iliade alors qu'il se prépare à la course de char pour les jeux funèbres en l'honneur de Patrocle. Elles sont invincibles (à la course ? Non mortelles ?). Elles sont capables de « marcher sur l'eau et les épis de blé », nous rapporte Hygin, s'il n'y a pas un malentendu avec le texte d'Homère (voir ci-après). Cette faculté de marcher sur l'eau, tel un navire peut-on penser, leur fait un trait commun aux protégés et fils de Poséidon, le dieux de la mer et des navires : ainsi par exemple, Orion ou Euphémos se voient-ils gratifier de pouvoir marcher sur l'eau effectivement.

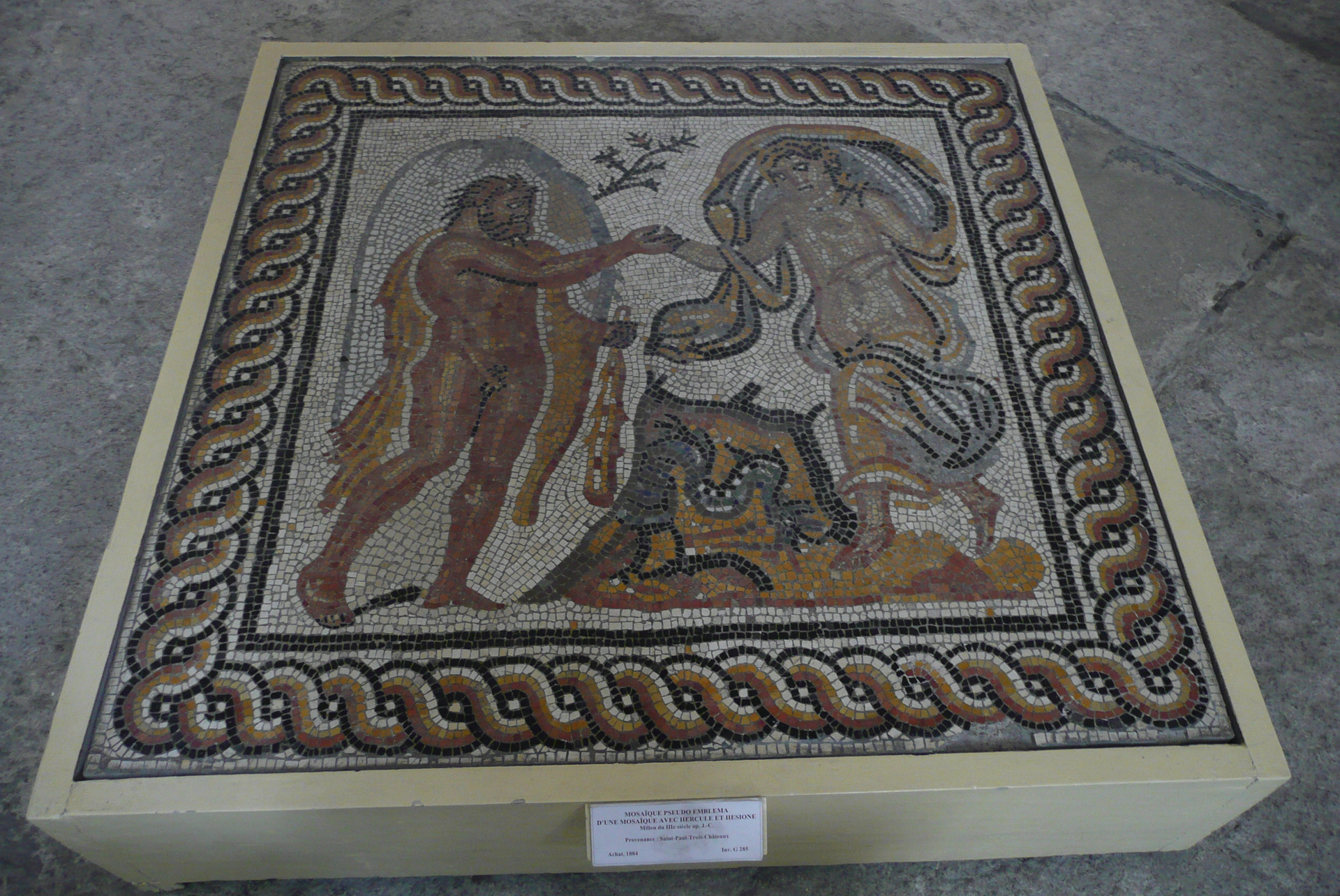
Héraclès et sa massue et sa peau de Némée sur son épaule, ayant sauvé Hésione alors qu'au bas on devine sous forme de serpent gris Céto ; mosaïque romaine, milieu trouvé à Saint-Paul-Trois-Châteaux, conservé au musée lapidaire d'Avignon.

Il est acquis chez Homère que pour les Troyens, qu'il qualifie fréquemment de « dompteur de chevaux », l'élevage de chevaux soit inscrit depuis longtemps dans leur culture et leurs traditions. Il nous rappelle que déjà à l'époque de l'arrière grand-père de Laomédon, Érichthonios était à la tête de trois mille juments et leurs poulains qui paissaient dans des marécages côtiers, et que ces juments étaient déjà liées à la nature divine : le vent du Nord Borée, en tombant amoureux, en fit naître douze pouliches. Il ajoute, que ces dernières « bondissaient dans les champs fertiles, courant sur la cime des épis sans les courber et quand elles bondissaient sur le large dos de la mer, elles couraient sur la cime des écumes blanches... »
Si l'orateur Dion Chrysostome à l'époque romaine, au Ier siècle, peine à comprendre de l'importance de ces chevaux, il n'en reste pas moins que les protagonistes ont des raisons de leur donner de la valeur à leurs yeux :
- Pour Héraclès, les chevaux sont encore assez nouveau en Grèce. Pélops, le conquérant du Péloponnèse qui lui doit son nom, sans doute d'origine du Nord de l'Asie mineure, fait découvrir aux Grecs les chevaux rapides de sa région natale, comme ceux des Vénètes de Paphlagonie (centre-nord de l'Asie mineure). Pélops ainsi gagna la main d'Hippodamie à la course de char[222]. D'ailleurs, peut-on avancer l'idée que, si dans l'ensemble, les Travaux d'Héraclès suivent une sorte d'initiation guerrière, ceux qui notamment le conduisent à dompter les juments de Diomède ou le mènent à la rencontre d'Hippolyte l'Amazone fixent au personnage un apprentissage pour la montée à cheval ou la maîtrise du char, bige ou quadrige, pour un héros dont les exploits se font souvent à pied : c'est la maîtrise du contrôle du cheval par le mors ou le harnachement en général, ainsi que pour le nouvel archer qu'il devient, celui de l'art des Amazones combattant aussi avec des armes de jets sur leur monture en lâchant les rênes[223].
- Pour Laomédon, et dans une certaine mesure les Troyens dans leur ensemble, outre les caractères exceptionnels de ces montures, ceux-ci ont aussi une valeur sentimentale et s'en défaire serait un crève-cœur. Ces juments sont un présent et donc une reconnaissance divine personnelle puisque ces équidés ont été donnés à son grand-père Tros dont Laomédon a hérité (ou bénéficier de leur descendance) dans la version la plus commune[41],[104],[100]. En effet, Tros désespérait de ne pas avoir de nouvelles de son fils Ganymède qui était disparu à ses yeux et ignorait qu'il avait été kidnappé par les dieux[224] ou par Zeus lui-même[56] qui en était tombé amoureux. C'est pour sa beauté sans pareil que Zeus le choisit et en fit son honorable échanson ; un jeune visage qui ravit les autres dieux[56] mais ne manque pas de faire jalouser la grande épouse divine Héra au sujet de l'affection que son mari Zeus témoigne à l'égard du jeune homme et d'ailleurs refuse-t-elle de boire le nectar servi de ses mains[225],[226] (d'aucuns diront que c'est là un germe de l'animosité virulente et déterminée dont la déesse fera preuve contre le parti des Troyens durant la guerre de Troie de Priam[227] ?). Afin de le consoler et lui faire connaître l'honneur de son fils qui fut doté de la jeunesse éternelle et de l'immortalité par ailleurs, le père des dieux envoya le messager divin Hermès lui apprendre la nouvelle et lui offrir par son entremise les chevaux divins, évidemment exceptionnels. Cela ravit Tros[56]. À moins que cela ne soit à Laomédon que s'adresse Hermès si l'on voit Ganymède non pas comme son oncle mais son fils[58],[57] ; de ce rapt, le célèbre romain Cicéron se le rappelle comme une injure cruelle vis-à-vis du roi Laomédon[57]. C'est en vain que Ganymède se sacrifie pour Troie semble croire Euripide[58], comme s'il avait payé de sa personne pour le salut de tous. Les chevaux deviennent-ils le patrimoine douloureux gardant en mémoire le triste destin de Ganymède dont certains auteurs mineurs le font la victime innocente de guerre passée[228], ou bien l'objet de guerre ayant marqué les habitants[228],[229], ou celui d'enlèvement plus ou moins attribués avec certitude, où Ganymède, de par sa beauté, conquit le cœur d'un Tantale thracien (associé éventuellement à Tantale fils de Zeus)[230], plein de remords de le livrer à la maladie fatale[228], éventuelle résiduelle manifestation d'une discorde entre la maison d'Ilos et celle de Pélops fils de Tantale[231], ou différemment sinon gagna l'affection de Minos, et le dévoua ainsi plutôt injustement au suicide désespéré[232] ?

Les descendants de ces chevaux confiés à Énée, qui les attellera en bige de guerre, ont encore une grande réputation auprès de Grecs qui souhaitent se les approprier et par là même occasion déstabiliser le Troyen lors de la guerre de Troie d'Homère.
Diodore nous dit qu'on laisse le choix à Hésione de suivre son libérateur de demeurer auprès de ses parents, dans sa patrie. Hésione préfère son bienfaiteur à ses parents et à ses gens car elle craint que ses concitoyens ne l'exposent de nouveau si le monstre vient à reparaître dans le cas ou celui s'est seulement enfui donc. Dans ces conditions, elle ne voit la véritable liberté qu'en vivant à l'étranger.
Mais déjà le doute a envahi l'esprit de Laomédon derrière une hypocrite joie et attention paternaliste, la méfiance et la peur s'installe face aux intentions réelles qui motivent le héros étranger Héraclès...

### Commentairesà propos du sacrifice d'Hésione et du soutien d'Héraclès
- Le sacrifice de jeunes filles, de surcroît royales, et qui rappelle également celui d'Iphigénie, la fille d'Agamemnon (qui la présente au dieux pour obtenir un vent favorable à la navigation pour aller à Troie[233]), constitue possiblement un écho mythologique d'anciens rites suivant lequel on sollicitait par ce sacrifice humain l'assurance auprès des dieux de la fertilité des terres, de la fécondité des hommes ou des animaux. Les auteurs post-homériques ont développé cet épisode du sacrifice d'Hésione[9].
- Strabon, le géographe antique, nous dit que les fleuves du Scamandre et du Simoïs après s'être réunis dans la plaine de Troie, ne se jettent pas directement à la mer, mais forment sur le rivage par leurs eaux boueuses chargées de dépôt alluvionnaire, maint atterrissements et même plusieurs fausses embouchures, dessinant par là une zone de lagunes et de marécages[234] ce qui va dans le sens d'Homère[83]. Région propre aux émergences d'épidémies et aux crues semble-t-il.
- À l'époque de Laomédon et davantage encore avant, Troie se trouvait près d'une baie maritime intérieure plus prononcée qu'aujourd'hui. En fait, de nos jours, la mer est loin des ruines et se devine seulement[note 7]. La région de la ville, près des côtes, dans une zone sismique encore actuellement, encerclée par des fleuves manifestement chargés de limon, conduit à faire le parallèle notamment avec la ville d'Hélice en Achaïe, au centre de la Grèce. En effet, cette ville ne connut pas le même destin que Troie puisqu'elle fut détruite par un tremblement de terre la nuit et noyée fatalement pour ses citoyens au petit matin suivant par les eaux venant du golfe de Corinthe et celles des deux fleuves la ceinturant[235],[236],[237],[238].
- Hésione fait en outre partie d'une longue série d'héroïnes qui passent d'Asie mineure en Europe ou d'Europe en Asie mineure, c'est-à-dire de part et d'autre de la mer Égée donc, dans le cadre des relations conflictuelles des deux continents et qui sont pour certaines appelées à donner le jour à des personnages qui pourraient représenter une forme de parenté familiale et par extension aussi un lien entre les deux terres[239].

- À propos de Céto :

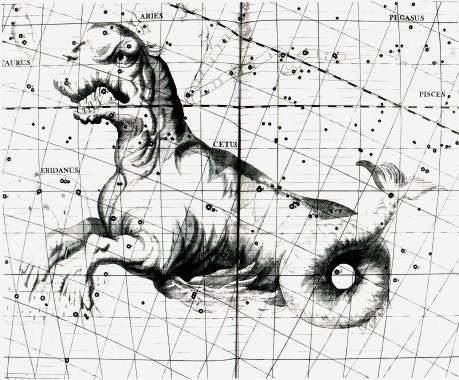
Céto (une représentation possible) porté en constellation de la Baleine, illustration de L'atlas céleste de John Flamsteed, 18.

  - Paléphatos considère le monstre Céto (Κῆτος / Kêtos), qu'il dit s'appeler aussi Céton (Κήτων / Kḗtōn), comme un roi puissant qui, grâce à ses navires, soumettait toutes les côtes de l'Asie mineure dont notamment la ville de Troie qui devait un tribut appelé Dasmos (δασμὸs / Dasmós). À cette lointaine époque, l'argent n'existait pas aussi le payait-on régulièrement en nature, avec des chevaux, des bœufs, ou des jeunes princesses. Si le tribut n'était pas payé, il dévastait la région. Quand Héraclès et ses hommes armés passèrent dans la région, alors que Céto débarquait et marchait contre Troie (qui n'a donc pas payé à un moment donné le dit tribut semble-t-il), Laomédon engagea les soldats grecs qui aux côtés des siens luttèrent et tuèrent Céto et ses hommes[60].
  - Aristarque de Samothrace, rapporté par Eustathe de Thessalonique, suggère l'idée d'un mythe d'un peuple assez peu connu dont Homère fait référence[240] dans l'Odyssée où il nomme ses gens les Cétéens[85] (parfois transcrit Cétiens) et que l'on apprend en outre présents dans les combats durant la guerre de Troie aux côtés d'Eurypyle, un mysien se battant du côté des Troyens et qui vient donc du royaume voisin de Troie. Ces Cétéens tombent aussi à la guerre alors qu'ils étaient venus épouser les femmes troyennes. Ce peuple ont un mythe en effet, selon lequel on associe la mort des grands personnages à un gros poisson — qui est le sens de base du mot grec κῆτος / kẽtos qui désigne tout gros animal aquatique, comme des baleines, des cétacés[241] — face au grand deuil dans lequel on se noie à leur disparition[72]. Quintus de Smyrne évoque aussi l'association d'Eurypyle avec les Cétéens[242].
  - On peut possiblement interpréter le monstre marin du mythe comme l'évocation d'actes de piraterie côtiers qui constituaient une menace maritime d'autant plus difficile à soumettre qu'il ne s'agissait pas d'une marine régulière[243].
- Références similaires :
  - La jeune fille enchaînée offerte à un monstre marin qu'un héros viendra l'en délivrer est un thème littéraire récurrent semble-t-il dans la mythologie grecque en effet, puisque celui-ci se retrouve aussi dans le mythe plus ancien de Persée et d'Andromède dont les représentations sont plus populaires dans l'art[215].
  - La trame sera notamment reprise plus tard au Moyen Âge dans le mythe de Saint Georges, rapporté au XIIIe siècle par Jacques de Voragine dans La Légende dorée, où le chevalier Saint Georges tuera non pas un monstre marin, mais un dragon qui dévore tous les animaux de la contrée et exige des habitants un tribut quotidien de deux jeunes gens tirés au sort. Il en délivrera la princesse de la ville de Silène, en Libye, qui sera alors parmi les sacrifiés.
  - La scène ou Héraclès est avalé par Céto évoque le personnage biblique de Jonas qui prend la fuite à bord d'un navire et essuie une tempête dont les marins qui l'accompagnent lui attribue la raison après sa désobéissance à Dieu, c'est pourquoi ils le jettent par-dessus bord. Il est recueilli dans le ventre d'un énorme poisson où il passe trois jours et trois nuits avant que Dieu n'ordonne à l'animal de le rejeter sain et sauf sur la côte[244]. Un autre mythe oriental suggère aussi un rapprochement à l'attaque d'un monstre marin, en l’occurrence dans la cosmogonie babylonienne où la déesse-mère primitive Tiamat, sous la forme souvent considérée de dragon ou serpent des mers, déchaîne son courroux divin avant d'être enfin arrêtée par le jeune dieu Marduk qui l'emprisonne dans son filet et conduit les mauvais vents à pénétrer dans son ventre alors qu'elle ouvre sa gueule ce qui la décourage ; avant qu'il ne transperce son abdomen de sa lance ; il la dépèce, perce son cœur, et finit par lui ôter la vie[245].
- Si la piraterie est courante dans la région, on peut se laisser à penser que la puissance de Laomédon s'est construit selon cette méthode-ci aussi, et certains brossent le portrait d'un Laomédon comme un petit baron du vol et du pillage[243].
- Un peu au sud du Cap Sigée, à l'Ouest de Troie, se trouve un lieu-dit, un promontoire escarpé abrité des vagues comme un port, qui porte le nom d'Agamia ou Agammia, Ἀγάμμεια / Agámmeia (si ce n'est Ἀρτεμέα / Arteméa[246]). La tradition populaire nous dit qu'il est appelé ainsi depuis l'exposition d'Hésione, la non-mariée[247] (ou d'autres jeunes filles[248]) : le nom du lieu (de la ville peut-être) peut se composer du verbe γαμέω / gaméō qui signifie épouser et du préfixe privatif α / a[249],[250].

## Guerre contre Héraclès et mort de Laomédon
La célèbre Guerre de Troie, celle-ci menée par le chef Agamemnon, roi de Mycènes, nous est chantée dans l'Iliade par Homère suivant une dizaine de milliers de vers et nous retracent la dernière année de guerre contre Troie, d'une guerre qui aura duré une décennie et nourri une abondante littérature formant le Cycle troyen.
Le conflit distinct dont les générations antérieures prennent part aux côtés d'Héraclès, d’une dizaine de jours d’autant héroïques,, préfigure chronologiquement et logiquement la campagne célébrée par l'Iliade. Mais cette guerre de Troie Herculéenne ne nous est plus aujourd'hui seulement connue que par quelques brèves évocations, souvent d'ailleurs fragmentées et selon différentes variantes s'inscrivant dans le fonds choisi par les auteurs de l'arrivée d'Héraclès vue précédemment : si celui-ci vient avec les Argonautes ou est de retour de son Travail contre les Amazones.
Cette guerre contre Laomédon précède la première Guerre des Sept contre Thèbes dont les générations suivantes, les Épigones, mènent une seconde attaque contre la ville et finissent par la faire tomber. On retrouve quelques-uns des Épigones, par exemple Diomède ou Amphiloque, participer à la Guerre de Troie homérique qui doit être assez consécutive des précédentes,,.

### Casus belli
L'auteur latin Valerius Flaccus dépeint la scène de libération envers la soumission passée au monstre marin Céto et, par la même, aux fléaux divins jetés sur la ville par les dieux Poséidon et Apollon ; s'agit-il aussi de la délivrance de la fille du roi Laomédon Hésione, mêlée malgré elle à ses tourments, d'autant de soulagements que les Troyens dispensent dans les fêtes et dans les plaisirs qui se prolongent la nuit : toute la région se noie désormais dans les accords sauvages des flûtes phrygiennes mais aussi dans les lumières des feux sacrés de l'Ida, que, sous un vent frais, les flots réfléchissent paisiblement dorénavant le long de ces rivages bordés par la mémoire et les tombeaux des grands personnages troyens d'Ilos et de Dardanos.
Au loin des cette ambiance festive pourtant, les Grecs ont l'esprit au départ et se doivent de se souvenir les entreprises à mener qui les ont conduits dans cette mésaventure : soit s'agit-il de retourner en Grèce rapporter la Ceinture de la reine des Amazones gagnée précédemment, soit si, on suit la trame où Héraclès survient en Troade avec les Argonautes, il faut aller en quête de la Toison d'or dans le lointain orient, en Colchide. Dans ce dernier cas, n'étant point sur le chemin de retour et pour ne pas s'alourdir inutilement dans la suite périlleuse et incertaine de l'aventure de Argonautes, Héraclès, comblé d'honneurs et de présents et en toute confiance, prie-t-il ainsi Laomédon de veiller jusqu'à son retour à la garde des récompenses qui sont désormais les siennes, les chevaux promis entre autres ; aussi, entendre dire qu'Héraclès s'en va à une mort certaine à ses yeux au loin, apaise Laomédon et dans ce bon état esprit, se voulant d'autant rassurant, prend-il les dieux à témoin qu'il augmenterait encore le nombre de ses récompenses !

#### Refus de céder les juments promises
Déjà Valerius Flaccus relève la duplicité de Laomédon et de la situation ! Aussi lorsqu'il vient à donner les juments invincibles, à son retour de Colchide établi ou imprécisément après les combats suivant la trame où Héraclès revient des Amazones, ces évènements de délivrance et ceux de joie et de reconnaissance sont bien loin dans les mémoires effritées et, subitement, faisant donc volte-face à la bienveillance laissée à l'esprit de chacun, renonce-t-il à les lui céder, renonce-t-il à donner salaire pour la délivrance de Céto, c'est en tout cas la raison de base la plus commune chez les différents auteurs,,,,,,,,,,.
Quelle folie, quelle irréfléchie et quelle imprudente conclusion l'a-t-il conduit à un tel revirement ? « Du superbe Laomédon qui à son bienfaiteur Héraclès, fait de méchants reproches, lui, qui est venu chercher de si loin les cavales», Homère nous dit-il. Le téméraire Laomédon fait-il preuve d'avidité ? Dans la perfidie de la situation où il a trompé Héraclès comme il a su déjà abuser des dieux Poséidon et Apollon, Hellanicos précise que Laomédon lui donne bel et bien les juments promises, seulement ne sont-elles pas celles immortelles convenues, sont-elles juste mortelles et communes !
Laomédon vient donc de faire son second parjure,.

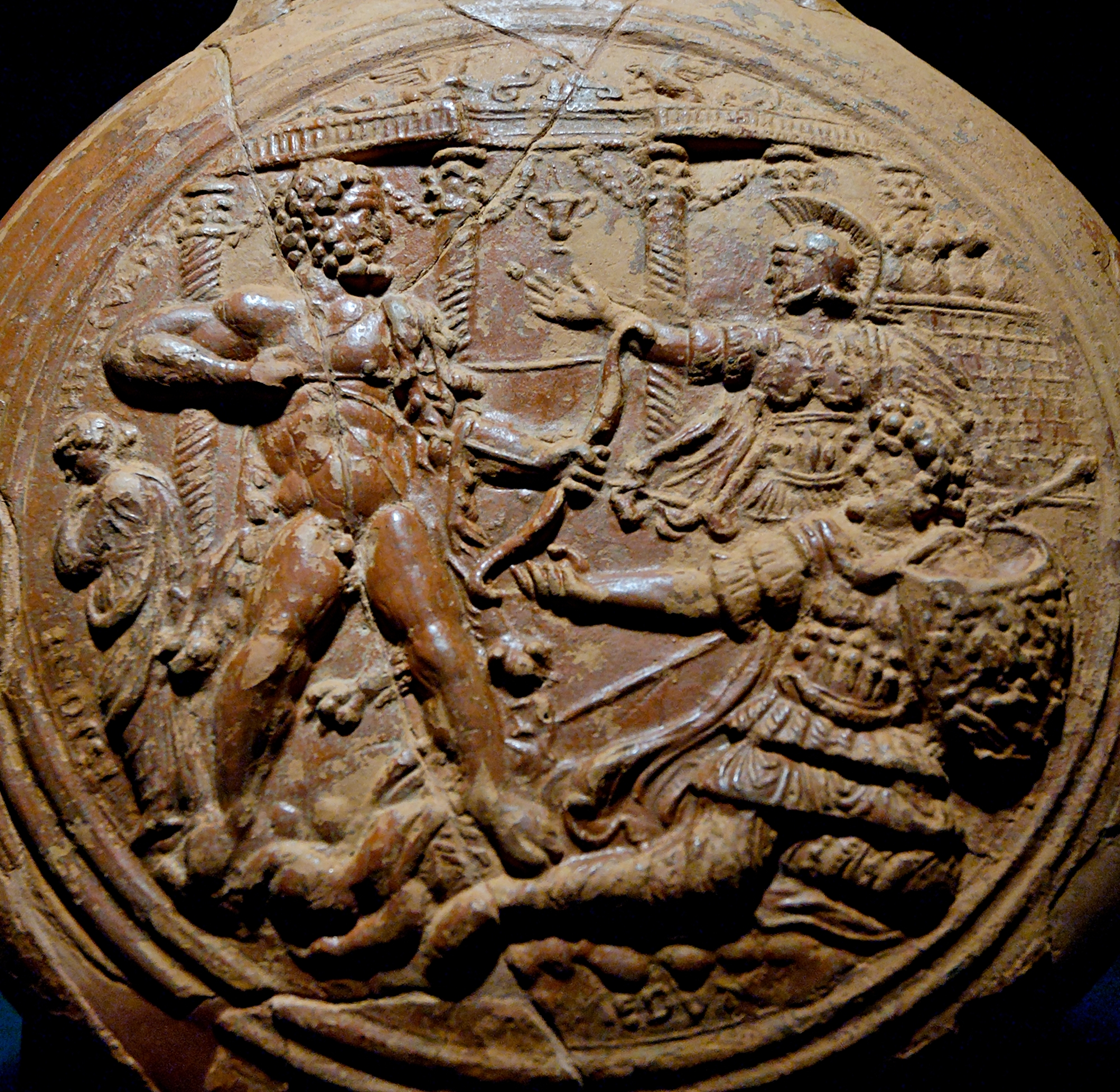
Héraclès (à gauche), avec son arc, sur le point de tuer Laomédon (en bas, à droite). On peut voir Hésione derrière à gauche d'Héraclès, portant sa main au menton en signe de mélancolie. Face A, flacon en céramique sigillée de Gaule du Sud, de la fin du Ier siècle au début du IIe siècle, de la nécropole Lugone située dans la ville italienne de Salò ; conservation au musée de Gavardo, en Italie.

Le désaveu de Laomédon à Héraclès ne peut que soulever la colère du susceptible Grec, et en effet, Héraclès en ressent-il vivement l'affront qui nourrit vengeance dans son esprit. Le géographe Strabon tient à penser que ce n'est pas pour les juments à proprement parler qu'Héraclès lui tient tant reproche, mais en raison de l'offense et de la négation de sa promesse solennelle de le récompenser. En tout cas, tardivement déjà donc, on cherche à comprendre comment Héraclès peut être aussi irrité pour un sujet aussi léger puisqu'il ne s'agit après tout que de chevaux, ainsi aussi s'interroge le rhéteur bithynien Dion Chrysostome.

#### Déni d'hospitalité, méfiance et défiance envers les Grecs
La rencontre entre Héraclès et Laomédon pour recouvrer ce qui lui est dû, fait parfois l'objet d'un développement animé, s’inscrivant dans la trame où Héraclès vient à Troie avec les Argonautes manifestement inspirante : particulièrement lors de son retour de Colchide plein de succès avec les Argonautes, Héraclès atteignant à nouveau Troie, envoie respectueusement et protocolairement auprès du roi Laomédon des hérauts, messagers dont les personnes sont sacrées : il s'agit de son propre demi-frère Iphiclès fils d'Amphitryon et de Télamon de Salamine, chargés tous deux donc pour Héraclès de requérir Laomédon pour la restitution des récompenses dont les chevaux promis… Laomédon, quant à lui, fait mettre les dits envoyés en prison ! Et, cela ne suffisant pas, il dresse des pièges à tous les autres Argonautes dans l'intention de les fait périr. Il a bien le soutien de tous ses enfants, à l'exception insuffisante néanmoins de l'un d'eux, Priam, qui ne peut se résoudre à trahir l'hospitalité sacrée envers les étrangers et de briser le respect de la parole en rompant la promesse de récompenser le héros. Priam que personne n'écoute, s'investit significativement dans sa mésentente avec son père Laomédon et, lui-même infidèle à son père, se munit de deux épées qu'il apporte à la prison et les donne aux deux Grecs auquel il apprend par ailleurs les intentions réelles de son père. Armés désormais, Télamon et son compagnon tuent les gardiens qui s'opposent à leur fuite et parviennent à la mer où les Argonautes les y attendent et apprennent ce qui est arrivé.
Peut-être que les exactions des Grecs Argonautes sur le chemin de Colchide, en Colchide même auprès du roi Éétès, sont-elles venues dissuader le crédit que Laomédon a prêté auparavant aux Grecs ?
Pourtant, dès avant leur départ pour la Toison d'or et à la suite de la délivrance d'Hésione, Valerius Flaccus confère déjà un fond de crainte chez Laomédon envers les Grecs d'Héraclès. Le départ d'Héraclès est sans doute opportun car Flaccus fait de Laomédon à l'origine d'une machination silencieuse dont l'intention est d'ourdir un complot perfide pour assassiner Héraclès en l’immolant durant son sommeil, outrepassant sa confiance et l'hospitalité qu'il lui a déjà offerte, car sous le prétexte d'un obscur oracle, il confond Héraclès en une menace pour sa ville.
C'est après tout une véritable méfiance que Laomédon ressent. L'auteur tardif Darès de Phrygie compile une version mineure assez épurée notamment de tout l'arc narratif du sauvetage d'Hésione, du thème de la récompense des chevaux immortels. Alors qu'Héraclès prend part au voyage des Argonautes, que ceux-ci arrivent près de Troie lors de l'une de leur étape de navigation déjà avancée, les Grecs estiment que l'hospitalité des marins leur sera donné dans ce port lointain où ils sont eux-mêmes étrangers. Cela rappelle la situation contée dans l'Odyssée où, là aussi, les marins grecs commandés par Ulysse estiment pouvoir entrer sur le territoire et dans le port des énigmatiques Lestrygons, qui naturellement voyant ces étrangers venant de nulle part, les refoulent comme une menace, une menace de pirate peut-être ? Héraclès et les Argonautes font en effet rentrer leur vaisseau extraordinaire dans le port de Troie à l'embouchure du fleuve Simoïs et déjà débarquent leur compagnons. Ce vaisseau d'une grandeur exceptionnelle avec lequel ils ont l'intention de s'aventurer jusqu'en Colchide, encore lointaine, accueille effectivement un grand nombre de jeunes guerriers nous dit l'auteur. Ému vivement par la nouvelle de l'arrivée de ce vaisseau d'un nouveau genre, capable d'apporter des soldats en nombre depuis la Grèce, Laomédon se représente le danger si d'autres Grecs viennent et s'accoutument à venir débarquer sur ses côtes et, sans délai, leur envoie-t-il l'ordre de s'éloigner, avec la menace de les y contraindre par les armes. Jason qui conduit les Argonautes est d'autant indigné de la brutalité de Laomédon qu'il ne s'est rien permis d'injurieux à son égard, mais d'ailleurs, n'ayant pas les moyens de résister d'une quelconque manière contre un nombre qui leur est bien supérieur à leur petit groupe, qui de surcroît est non préparé au combat, il décide de s'éloigner de Troie. Mais si Jason prévaut la quête de la Toison d'or de cette façon, Héraclès, lui, voit le fait que les Grecs et sa personne ait été forcée de s'éloigner de ses rivages et du port où ils étaient entrés, comme un outrage qui ne doit pas resté impuni !

#### Mésentente au sujet d'Hésione
Cette entrevue entre Héraclès et Laomédon pour les chevaux promis se dégrade et voit son ambiance se noircir peut-être en raison d'une mécompréhension au sujet de la fille de Laomédon Hésione. Car si Laomédon a sollicité l'assistance d'Héraclès contre le menaçant monstre marin Céto, danger bien révolu désormais, c'est dans une intention de sauver sa fille particulièrement, ce sur quoi les nombreux auteurs s'accordent. Seulement, comme le suggère Valerius Flaccus, lorsque Héraclès vient à croiser Hésione, n'en tombe-t-il pas sous un certain charme d'une façon qu'il souhaite qu'elle reste à ses côtés… Profitant de la reconnaissance troyenne à son sujet face à Céto, c'est ainsi que le héros vient à sa propre initiative amender son accord qu'il a établi avec Laomédon préalablement. Comment Laomédon peut-il sauver sa fille de Céto et la laisser à l'étranger Héraclès ? À vrai dire, peut-être Hésione vient elle d'elle-même à choisir de rester avec celui qu'il l'a délivrée, peut-être craint-elle aussi qu'en restant dans sa patrie, auprès de ses parents, que les Troyens et son père ne l'exposent à nouveau si le monstre vient à reparaître selon ce cas. Dion Chrysostome fait un commentaire laissant à penser même que c'est Télamon de Salamine, le compagnon d'arme d'Héraclès, qui sollicite son ami dans l'intention de se marier avec le bon parti princier que constitue Hésione.
Mais Laomédon n'est pas consentant à laisser sa fille après avoir tant fait malgré tout pour la protéger et la sauver ? Laomédon doit-il accepter ce qui peut se voir d'une certaine manière comme une violation de serment de la part d'Héraclès, d'un parjure du Grec envers lui-même ?
Quoi qu'il en soit, Hygin, dans son approche très concise, donne éventuellement à être lu de cette façon et lier Hésione au serment d'Héraclès pour sauver Troie,.

#### Promesse de guerre
Des chevaux promis pour lesquels Héraclès a bravé la mort, de la parole bafouée de Laomédon de les lui donner vraiment, parementée de déni d'hospitalité, parjures envers son illustre personne, Héraclès ne peut être que furieux et la tension ne peut se traduire que par la guerre entre ces deux grands hommes : le premier un héros, demi-dieu reconnu et ayant défié les plus grands, l'autre, roi d'une puissante ville auquel les dieux eux-mêmes se soumettent à ses travaux. Si on trouve une version dans laquelle l'assaut est imminent et qui développe, sur la trame des Argonautes, l'opposition entre Laomédon et Héraclès parmi les quelques marins de ces mêmes Argonautes, que l'on peut penser peu à même d'être aguerris et peu suffisamment nombreux pour constituer sinon une petite escarmouche, plus communément, l'affrontement est reporté à une prochaine rencontre,,,. En effet, Héraclès s'il menace de faire la guerre à Troie, remet sa vengeance à un moment ultérieur car il se souvient qu'il doit soit de continuer et rapporter la Toison d'or pour les Argonautes, soit alors est-il attendu pour rapporter à Eurysthée la Ceinture d'or d'Hippolyte l'Amazone dans cette autre version ; d'ailleurs une telle guerre déclenchée dans la précipitation ne pourrait préférablement que se solder par un échec cuisant pour Héraclès d'autant que sur le moment, il ne dispose pas des moyens pour la mener vraiment à bien. Apollodore qui avait fait venir Héraclès non pas avec les Argonautes, mais sur le retour de son Travail à la recherche de la Ceinture des Amazones, nous rappelle qu'il se rend en effet à Mycènes en Grèce pour donner ce trophée à son commanditaire Eurysthée, roi d'Argolide, la région comprenant les villes de Tirynthe, Mycènes et Argos, vers laquelle il se dirige selon d'autre source. Seulement le voyage de retour suivant les côtes nord thrace de la mer Égée n'est-il pas émaillé de quelques nouveaux accrochages ici ou là.

### Le conflit
Le temps s'écoule et Héraclès accomplit tous ces douze Travaux. Il finit par retrouver sa femme Mégara à Thèbes en Grèce, bien que cela ne soit pas des retrouvailles pleines de romance puisqu'il la donne comme épouse à son compagnon Iolaos, car déjà il a jeté son dévolu sur une autre, Iole, la fille du roi Eurytos de la ville d'Œchalie dont la localisation grecque est incertaine ; Eurytos a enseigné le tir à l'arc au héros dans sa jeunesse. Héraclès soupçonne Mégara d'être coupable du sort malheureux de ses enfants : il espère qu'une autre lui donnera une progéniture plus heureuse. Eurytos se refuse à donner la main d'Iole et ses fils le soutiennent ; seul l'un d'entre eux, Iphitos, est contre cet avis, comme Priam s'oppose à son père Laomédon : pour se venger de l'affront, Héraclès vole les juments d'Eurytos. C'est pourtant sur l'accusation de ce vol, ne croyant pas Héraclès coupable, qu'Iphitos s'en va le rencontrer désormais à Tirynthe où Héraclès saisi d'un nouvel accès de démence le tue en le poussant du haut d'une tour.
Héraclès cherche à se purifier de ce meurtre auprès du roi de Pylos, Nélée, qui décline, à l'avis de ses fils, à l'exception de Nestor ; il parvient néanmoins à se purifier de ce meurtre mais cela ne suffit pas, et en tombe-t-il malade. Ne sachant que faire sinon de s'adresser au grand Oracle de Delphes pour trouver un remède, là, la Pythie s'y refuse, et Héraclès saccage le temple, s'empare de son trépied déclarant son intention de fonder son propre oracle, et finit par se battre avec le dieu Apollon, aussi voué dans la lointaine Troie, et à qui ce temple de Delphes est consacré ! Il faudra la foudre de leur père Zeus pour les départager : Héraclès apprend qu'il ne guérira qu'en se soumettant à trois ans d'esclavage et en cédant le prix de sa vente à la famille d'Iphitos comme dédommagement, ce qu'Eurytos déclinera par ailleurs : c'est un temps plus long encore que n'a été l'année de soumission des dieux Apollon et Poséidon pour la construction du mur de Laomédon.
C'est en Asie mineure qu'Héraclès devient un temps l'esclave d'Omphale, la reine et la veuve du roi Iardanos de Lydie, imprécisément au Sud de Troie. Pendant trois ans en effet,, il va la servir et offrir sa force dans des luttes contre les brigands de la région, aussi attaque-t-il encore des villes, fait des prisonniers,... La relation entre Omphale et Héraclès est si ambigüe, qu'Omphale admirant la vertu d'Héraclès et ayant appris qui il est, vient à l'épouser et lui donne même un fils, ce rapport motive le commentaire de Paléphatos qui dit qu'Héraclès est à vrai dire tombé amoureux de la reine et que sa passion pour elle le conduit à faire ce qu'elle lui commande....
Ainsi les trois années passées auprès d'Omphale le guérissent de sa maladie, son esclavage fini, sa maladie ayant cessé, Héraclès revigoré s'en va solder le lointain différend avec Laomédon dont les années n'ont pas suffi a apaiser,, incapable de se languir dans le repos. Plus tard, Héraclès viendra aussi à se venger d'Eurytos en assaillant sa ville comme il se venge de la ville de Troie de Laomédon.

#### Face à Laomédon, consciencieuse préparation à l'affrontement pour Héraclès
Héraclès franchit de nouveau la mer pour s'en retourner dans le Péloponnèse, en Grèce, pour préparer la guerre contre Laomédon. Laomédon s'apprête à affronter dans la guerre un demi-dieu cette fois-ci après s'être opposé à Apollon et Poséidon. Entre-temps, de manière imprécise, Héraclès se rend sur l'île de Paros dans les Cyclades où il dresse un autel à Zeus et Apollon, et puis sur l'isthme de Corinthe, rempli de colère, il prédit le châtiment futur de Laomédon. Dans sa propre ville de Tirynthe, il cherche des soldats et érige un autel au dieu de la guerre Arès,.
Face à ce qui semble impossible à surmonter tant la ville de Laomédon paraît être divinement imprenable, Héraclès réunit une armée, et s'entoure des meilleurs et des plus braves et plus nobles compagnons, la fleur des guerriers de Grèce, tous volontaires :
- Télamon, il est le frère ou l'ami de Pélée et le fils du roi Éaque de Salamine[279], celui qui a, entre autres, dressé les remparts de Troie[125], c'est aussi le même Éaque qui le chasse après qu'il a tué son frère Phocos[279], c'est sans doute le plus cité des compagnons[255],[42],[3],[277],[205],[280],[260],[275],[39],[162],[281] ; 
 Son engagement auprès d'Héraclès fait l'objet d'un développement. Alors que sa femme Péribée est sur le point d'accoucher, Héraclès trouve Télamon, qui a récemment été porté roi de l'île de Salamine au Sud d'Athènes, perdu dans ses inquiétudes au sujet de son futur enfant qu'il attend de Péribée. On offre à Héraclès de partager une coupe de vin en or et de participer aux libations à Zeus à qui Télamon prie de lui accorder sa bienveillance à son égard. Héraclès invoque son père « Ô Père, envoie à Télamon un bon garçon, dont la peau soit aussi solide que cette peau de lion et dont le courage soit à l'avenant ! » Un aigle descend alors du ciel et, à sa vue, Héraclès assure Télamon que sa prière sera entendue : naît en effet Ajax, nommé en l'hommage de l'aigle. Héraclès jette sa peau de lion près de lui et, de cette façon, l'enfant devient invulnérable, sauf au cou où il risquera le coup d'une lance[282], et aussi à l'exception des aisselles[283]. Plein de reconnaissance sans doute envers Héraclès de lui avoir donné un tel héritier, laissant ce dernier, plein de volonté[277], Télamon le rejoint alors dans la campagne périlleuse du héros[43],[284],[283],[285],
- Oïclès, d'Argos, peut-être roi[286],[287], ou d'Arcadie[288],[289], que l'on fait habituellement père d'Amphiaraos[286],[290],[291],[287] et dont le descendant de ce dernier, Amphiloque, combat à la guerre de Troie d'Homère[253] ; Oïclès est un parent du devin Mélampous[291],[290] ; on le trouve donc aux côtés d'Héraclès[42],[255],[162] mais non pas chez Darès de Phrygie[260],
- Pélée, roi de la ville de Phthie en Thessalie[292], frère ou l'ami de Télamon et fils d'Éaque[279] qui a participé à la construction du mur de Laomédon[125], il est aussi chassé de Salamine par Éaque après le meurtre de son frère Phocos[279] ; Zeus lui donne l'immortelle Thétis comme épouse[293] dont le mariage conduira à la guerre de Troie homérique[294] ; si Pélée se joint donc à Héraclès[260],[206],[162], son fils Achille s'illustre durant la guerre de Troie de l'Iliade[293],
- Iolaos ou Iolas, célébré dans la ville de Thèbes[295],[296], fils d'Iphiclès et de cette façon le neveu en quelque sorte d'Héraclès[297] ; il est proche d'Héraclès, ce dernier finit d'ailleurs par lui confier sa femme Mégara[270],[267] ; il est souvent des aventures d'Héraclès, notamment durant ses Travaux et fréquemment conduit-il son char[298],[299], est-ce peut-être la raison qui pousse le poète Pindare à le considérer de l'épopée[205],
- Déimaque fils d'Éléon, d'origine de la région de Béotie, plein de vertu, reconnait Plutarque[300],
- Castor et Pollux de Sparte, les fameux Dioscures ainsi nommés selon une version de la tradition qui les fait tous deux fils de Zeus, et sont ainsi les demi-frères d'Héraclès[301], d'autant de demi-dieux rassemblés pour guerroyer vers Troie, selon le douteux auteur tardif Darès de Phrygie[260],
- Nestor, roi de Pylos, si honorable qui sera le seul à participer à la guerre suivante[302] et le seul à mener finalement deux campagnes contre Troie, selon le crédit que l'on accorde à Darès de Phrygie[260] ; Nestor est le seul fils de Nélée qui ne se refuse pas à purifier Héraclès du meurtre d'Iphitos duquel le héros ne se remet pas[270],

Face à Laomédon et son mur, Héraclès, la force personnifiée, aligne donc une véritable coalition qui, bien que d'envergure différente, rappelle celles de la guerre des Sept contre Thèbes plus tardive, ou sa suite menée par les Épigones, avec des contingents croissant toujours plus, puis enfin celle de la guerre de Troie d'Homère avec un nombre impressionnant de bellicistes dénombrés par Homère dans le Catalogue des vaisseaux.

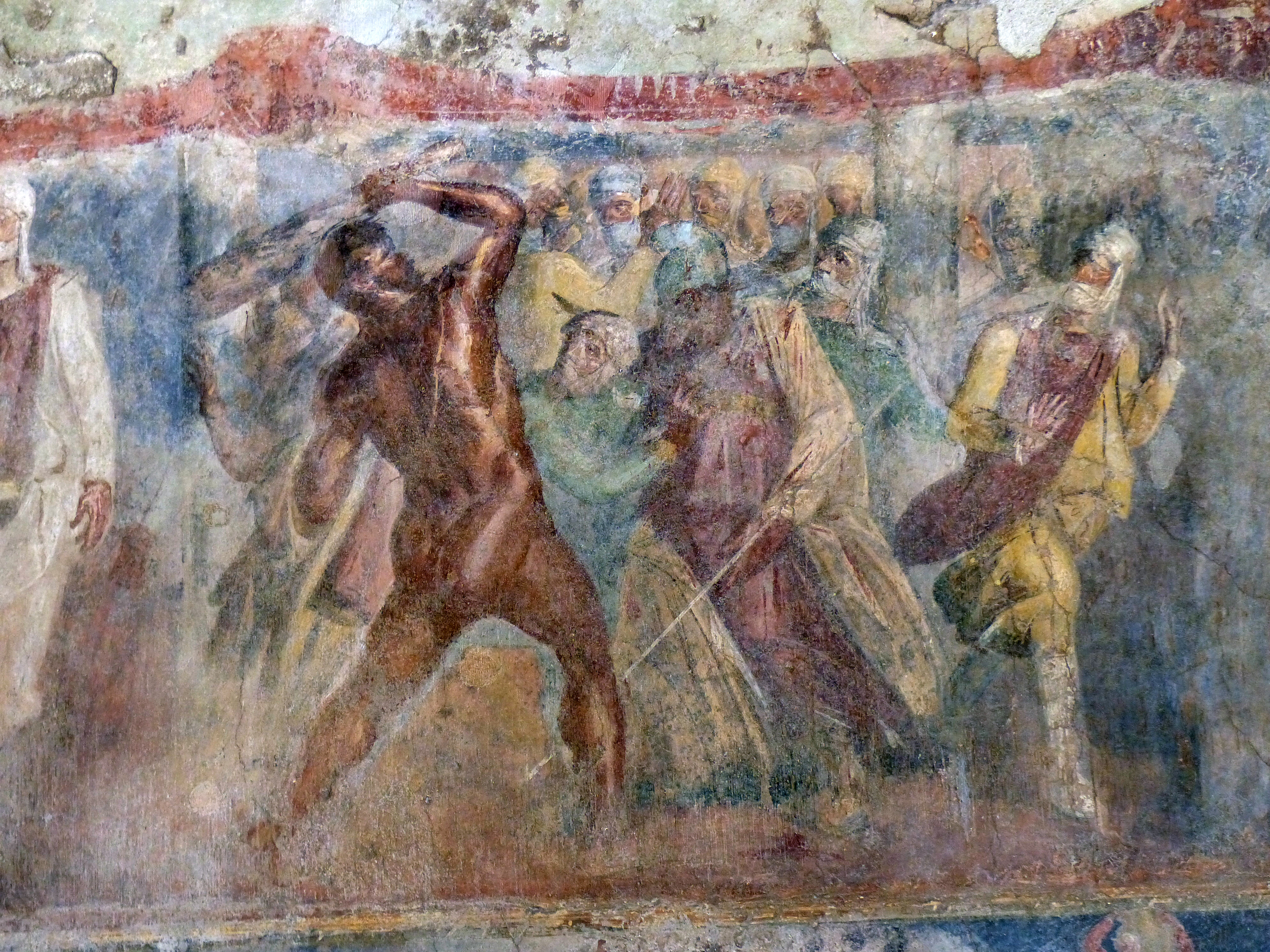
Héraclès brandissant une épée contre les Troyens dont l'un porte le bonnet phrygien ; détail de la fresque de la maison Loreius Tiburtinus (aussi connue comme maison Octavius Quartio ; II, 2,2) : partie supérieure du mur Est du triclinium (pièce no 14) ; Pompéi (Italie).

Tous les soldats s'embarquent à bord de plusieurs navires depuis Tirynthe, pour projeter leur force au-delà des flots de la mer Égée vers les lointaines côtes d'Asie mineure, au pied même de Troie. Cette puissance navale dont on ignore ses capacités de défense ou d'attaque maritime, se destine avant tout comme un moyen de transport de soldats pour porter le conflit sur la terre ferme, sur le sol de Laomédon : le mythe demeure silencieux quant aux assauts envisageables en pleine mer. On ne s'accorde pas non plus quant aux nombre précis de navires qu'Héraclès affrète, certains disent qu'Héraclès est parti avec dix-huit vaisseaux longs, de près d'impressionnants cinquante rameurs, ou bien sont-ils douze, si ce n'est lu, douze pour Héraclès et un nombre indéterminé supplémentaire venant des alliés chez le discutable Darès de Phrygie ; Homère, lui, ne donne qu'une pauvre idée de l'importance et de l'étendue de Troie comme le commente le géographe Strabon au regard d'un nombre peu réaliste mais d'autant plus héroïque, de six bâtiments selon l'aède. D'ailleurs Homère estime le nombre de guerriers en un peu appréciable « petit nombre » nous dit-il, laissant libre cours l'idée possible d'une opération éclair facilitée par le faible nombre ?

#### Arrivée grecque imprévue à Troie
Le voyage ne semble pas connaître de complication, les auteurs ne s'y attardent pas, seul Darès de Phrygie s'avance à nous dire que la navigation est heureuse jusqu'à Troie, il ajoute que les hommes arrivent alors que la nuit est déjà tombée et ils franchissent le promontoire Sigée (près de Troie) où l'auteur laisse entendre qu'ils accostent et débarquent non loin. Peut-être accostent-ils suffisamment à distance pour mettre à l'abri leurs navires ? Ni Apollodore, ni Diodore de Sicile ne précisent cette arrivée, seulement sait-on qu'ils atteignent vaguement la Troade et laisse-t-on supposer que le lieu d'échouage de la flotte ne soit pas dans l'immédiate proximité,. Le tragédien Euripide les fait se poser à l'embouchure du large fleuve Simoïs, l'un des deux grands fleuves de la région. Il nous dit que les navires sont amarrés au moyen d'un câble par l'arrière du navire (peut-être en prévision éventuelle d'une fuite précipitée ?). On peut se laisser convaincre aussi qu'ils se sont échoués au bord du rivage, sur le sable. Quoi qu'il en soit, les hommes sont débarqués rapidement et s’avancent aux côtés d'Héraclès, son arc en main, à l'intérieur des terres, vers Troie. Laisse-t-on seulement un détachement pour garder l'ensemble des navires devenu la base-arrière et confie-t-on sa protection à Oïclès généralement,, bien que Darès, ne reconnaissant pas ce protagoniste, préfère citer à la place le trio Castor et Pollux et Nestor qu'il est le seul à faire partie de l'épopée.
Stratégiquement, Laomédon ne peut avoir que des avantages : il connait le territoire, l'a aménagé, dispose de nombreux hommes grâce sa ville, d'ailleurs elle-même bien défendue par son mur, et il peut facilement entretenir une armée. L'armée grecque projetée dans un territoire inconnu, dont les hommes et leur équipement sont en nombre limité, se doit de rééquilibrer sa force face aux atouts des Troyens. La puissance maritime grecque permet de contrebalancer l'inégalité des moyens entre Laomédon et Héraclès, en offrant la surprise et l'initiative du combat, en permettant de choisir quand la guerre débutera et où elle se déroulera.
En tout cas, cet effet de surprise déstabilise Laomédon qui ne s'attend pas à cette menace et hormis les murs, la ville n'est pas préparée particulièrement au combat et Laomédon n'a pas pu mobiliser une armée considérable pour faire face à Héraclès et, en hâte, il ne regroupe que quelques hommes, avec des torches. Selon certains, Laomédon avait envoyé son fils Priam au loin de Troie, à la tête d'une armée troyenne pour lutter dans le pays des Amazones, peut-être fait-elle défaut à Laomédon et cela est-il aussi une bonne occasion de lancer l'attaque pour Héraclès ?

#### Bonne fortune de Laomédon, les Grecs sont refoulés à la mer
On peut affubler Laomédon de traits avilissant, de vilain, de scélérat, mais il a la qualité de ne pas manquer de courage et de ne pas être indécis, il prend l'initiative : lui et ses hommes s'en vont à la rencontre des Grecs. En effet, les Troyens, dont Laomédon est à la tête, se dirigent vers les navires dans l'intention de les brûler, comme plus tard son petit-fils Hector essayera à nouveau d'enflammer les navires grecs durant la guerre de Troie suivante. Darès de Phrygie avance que les Troyens se déplacent vers la mer montés à cheval. L'intention de cette sortie de Laomédon s'inscrit peut-être dans la volonté d'incendier les navires avant que les Grecs ne débarquent et que le combat terrestre ne s'en complique d'autant. C'est donc dans l'esprit d'une course que les Troyens s'avancent. On peut, peut-être plus préférablement, penser que Laomédon ne veut pas se laisser soumettre et s'enfermer dans quelconque stratégie soutenue par Héraclès, et sachant ses faibles capacités militaires tout de même, il décide malgré tout et habilement de choisir d'agir et d'éviter d'attaquer le corps d'armée principal mené par Héraclès et ses lieutenants qui sont eux déjà bien aventurés à l'intérieur des terres, mais préférablement cibler le contingent grec moindre laissé à l'arrière vers les navires. Cette stratégie prudente peut s'avérer très efficace en évitant le combat direct avec des troupes aguerries et conduites par le grand hardi Héraclès, secondés notamment par Télamon, de bon conseil militaire : la destruction des navires grecs qui constituent leur base arrière, réduirait les capacités des Grecs à se ravitailler auprès de ceux-ci, et démoraliserait l'armée grec avancée, qui, privée de ses navires, se retrouverait sans moyen de fuite, au milieu d'une région inconnue, en territoire hostile à leur initiative mais désormais pénalisant, et devant en plus garantir l'avitaillement des hommes dans ces nouvelles conditions ; à terme, l'armée grecque s'épuiserait vite d'elle-même et Laomédon ainsi mettrait fin à la guerre rapidement.
Laomédon et ses hommes parviennent sur la côte et dans une lutte particulièrement sans doute âpre pour les Grecs, il parvient à remporter un succès notable : les défenseurs grecs qui vont à son encontre, dans une bataille qui se peint pour les Grecs sans doute ingrate et démoralisante à ne pas avoir de vocation à affaiblir l'ennemi, ne résistent pas à conserver leur base établie : Oïclès, l'un des seconds d'Héraclès, perd la vie et les autres soldats qu'il commandait, quant à eux, s'enfuient dans leurs vaisseaux et prennent aussitôt le large, ! Des protagonistes grecs, seul Oïclès semble être tué vers les navires selon les témoignages des mythographes,, même si curieusement pour certains, celui-ci semble bien vivant lorsque, après la chute de la ville de Thèbes et dans la suite donc de la guerre d'Héraclès, Alcméon en proie à la folie se réfugie en Arcadie auprès d'Oïclès ; d'ailleurs Pausanias nous témoigne de son tombeau en Arcadie et souligne qu'il a éventuellement fini ses jours dans cette région, à moins qu'ayant péri à Troie, l'on ait rapatrié sa dépouille en Grèce…

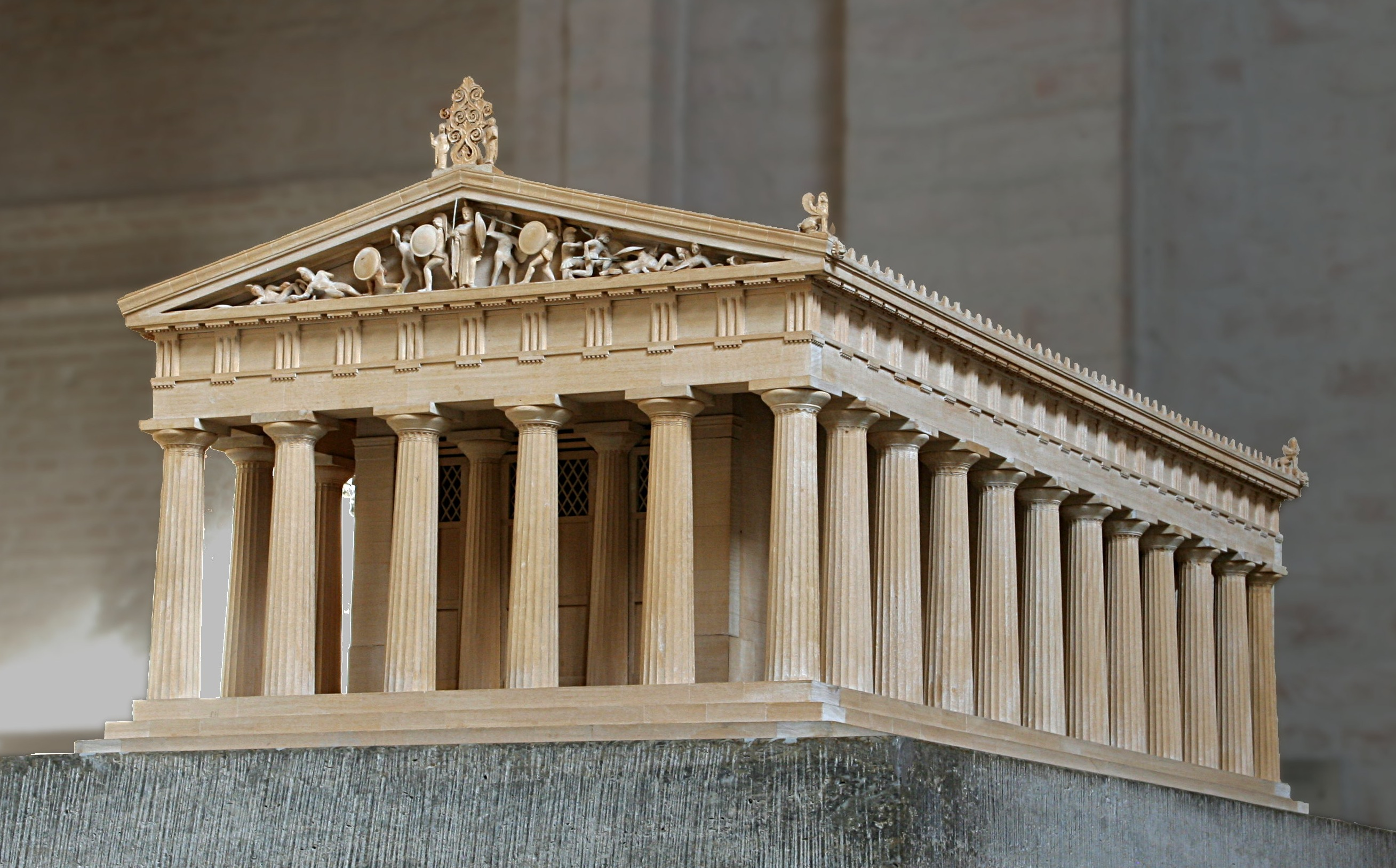
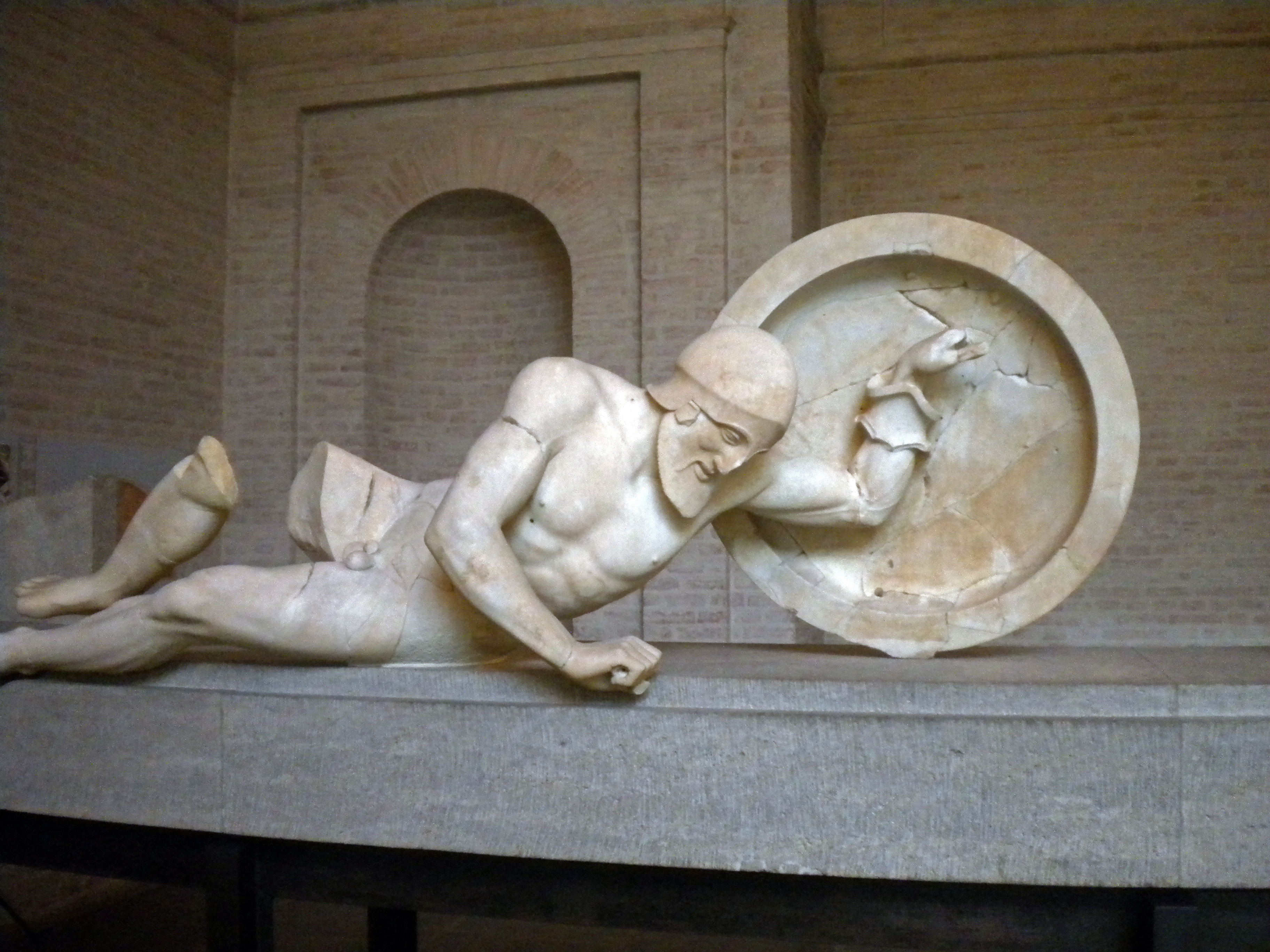
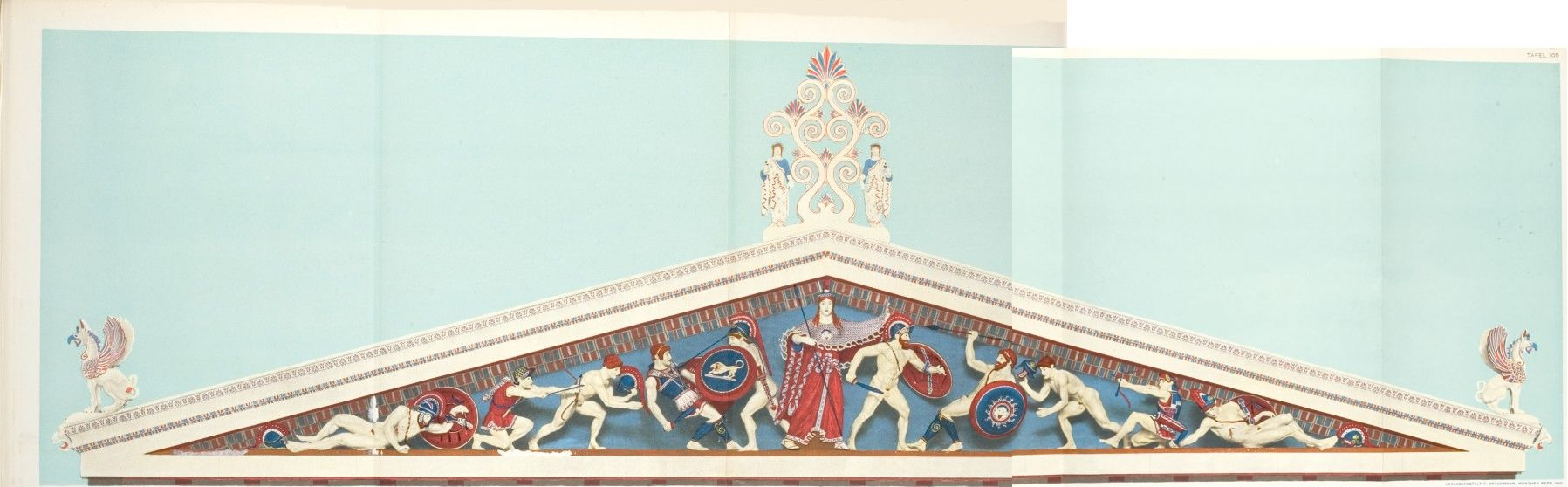
Reconstruction en couleur du fronton Est représentant la guerre d'Héraclès à Troie sur le Temple d'Aphaïa sur l'île Égine datant v. 505-500 av. J.-C. et dont le fronton Ouest représente la guerre de Troie d'Homère suivante. La statue gisant de Laomédon est considéré être le personnage au sol à gauche. Maquette du temple et statue du Glyptothèque de Munich ; Planche 130-131 d'Adolf Furtwängler, Aegina. Das Heiligtum der Aphaia, 1906.

#### Siège de Troie, assaut final de Télamon contre la ville et disparition de Laomédon
Héraclès le chasseur serait-il ainsi devenu le chassé ? Les deux armées semblent s'être croisées : Héraclès ne manque pas d'entrain dans cette lutte de géants, il a pris avec lui les plus braves de ses compagnons et s'est déjà avancé vers la ville sous les murs de Troie dont les habitants n'ont fait aucun préparatif de défense. Laomédon revient alors sur ses pas et s'en prend aux soldats amassés près de la ville. De là, deux lectures du mythe sont développées : soit le combat tourne à la défaveur de Laomédon et lui, le roi, tombe dans la mêlée avec un grand nombre des siens ou meurt-il par la main même d'Héraclès, soit alors les Troyens et Laomédon sont repoussés et réussissent à s'échapper en atteignant les portes de la ville afin de se protéger en son sein, dans ses murs. Que cela soit l'une ou l'autre circonstance, Héraclès est bien décidé à prendre d'assaut la ville, et les fameux murs ne l'arrêteront pas... ou presque et assiège-t-il la ville,, ! On remarque que, dans l'éventualité de la mort de Laomédon avant le siège, ce dernier n'est donc pas conduit par le roi du côté troyen, peut-être peut-on penser alors à un général, ou bien à l'un des fils de Laomédon... À cela, on peut se demander si Héraclès n'est pas plus intéressé a s'approprier les chevaux ou la manne de l’opulente ville qu'à la mort de son roi Laomédon lui-même ?
Que cela soit Héraclès ou Télamon ou les autres Grecs, tous se trouvent désormais au pied du mur et donc dans l'impossibilité de progresser, ils sont immobilisés : c'est à celui qui le premier trouvera le moyen de passer la muraille. Cela ne peut que motiver un climat de compétition et de rivalité entre les différents protagonistes grecs et en premier le grand Héraclès : c'est lui qui a monté cette expédition. Mais la pugnacité d'Héraclès semble se résigner à n'avoir que ces murs face à lui, la partie la plus forte naturellement. Le siège n'ayant que trop duré et tiré en longueur pour leurs moyens d'alors, sans doute viennent quelques razzias dans les environs de façon que Déimaque puisse avoir commerce avec une femme troyenne. Dans ce siège héroïque, la tension ne peut que s'intensifier. L'intrépide Télamon s'avère plus fiable lieutenant qu'Oïclès : Télamon dont « jamais le cœur ne fut accessible à la crainte, qui dompte le courage des plus fiers guerriers », est en effet le premier à faire une brèche dans les murs en abattant une partie de celui-ci et ainsi le premier à franchir les murailles,,,,. Télamon, le fils d'Éaque, réalise ainsi donc la prophétie du dieu Apollon, et tel un serpent se faufilant à travers, il a outrepassé les remparts suivant leur partie la plus faible, de celle effectivement qui ne peut être l'œuvre des dieux Apollon ou Poséidon mais celle de son père mortel Éaque. Plein de courage, se sachant protégé de son armure de bronze, Télamon s'avance à l'intérieur de l'ouverture au risque réel de ne trouver au-delà qu'une fatale embuscade : s'y engouffrant et combattant au corps à corps, il marque d'un coup d'éclat tous les esprits, et permet ainsi aux Grecs d'entrer enfin dans la ville, y compris Héraclès qui finit par le suivre...
Avait-il vu trop gros, lui, le demi-dieu, pour ne pas avoir su de lui-même s'affranchir de ces murs ? Comment, Héraclès, à qui le distant affront de Laomédon a conduit à monter cette expédition, à rassembler et transporter les Grecs dans de lointaines terres, qui a surmonté tant de défis fantastiques, n'est-il donc pas le premier à rentrer dans la ville via cette faiblesse de la muraille indigne de lui ? Fou de jalousie peut-on estimer, il voit la gloire et la reconnaissance lui échapper ainsi, devant ces hommes, ses soldats, ses amis, et à jamais marquer la mémoire des hommes d'un siège difficile où le héros n'aura été que le faire-valoir, où, quel que soit le résultat, son effort n'aura été que vain de façon à le perdre dans l'oubli ? Qui peut en effet le surpasser en bravoure sur Terre ? On comprend alors que l'humeur mortifère d'Héraclès ne semble plus se contenir aux Troyens, ajoutent quelques-uns, : Télamon comprend que l'épée qu'Héraclès subitement vient de brandir menace aussi sa vie ; il a la présence d'esprit alors soudainement de s'arrêter et de se baisser ramasser de grosses pierres indifférentes qui gisent au sol, tombées sans doute de la brèche. Héraclès ne peut que lui demander ce qu'il fait, et l'avisé et astucieux Télamon lui répond : « je construis un autel à Héraclès le Vainqueur,, à Héraclès qui-préserve-des-calamités,. » Télamon lui abandonne le sac de Troie. Héraclès est rassuré et ravi de cet autel, de cette base de stèle qui inscrit dans le temps son honneur.
La ceinture murée de Troie qui a tant coûté n'est plus, la ville est ouverte à Héraclès : le lion affamé est bien entré dans la ville. Les Grecs et Héraclès à leur tête s'enfoncent dans la ville, se diffusant à travers chacun des rameaux que sont ses rues : Homère résume pudiquement ce qu'il en est alors : « il dévaste l'enceinte et laisse les rues veuves de leurs habitants. » Car les Grecs, Héraclès, Télamon, et les autres, se livrent librement au pillage, au saccage, ravagent les rues, nourrissant des feux par-ci ou par là, livrant la ville à la fumée ; Héraclès détruit la place, le palais de Laomédon. Autant la mort du roi Priam est dramatisée pour renforcer la tragédie de la guerre de Troie successive d'Homère, autant celle de son père Laomédon fait tristement figure de détail et est peu développée malgré Hygin notamment qui suggère que Laomédon ait été tué par les flèches du héros, : si Laomédon n'est pas mort devant les murs de la ville comme relaté précédemment, c'est de manière imprécise qu'il meurt une fois les Grecs à l'intérieur de la ville, on lui attribue sa mort par principe à Héraclès et finalement Troie est bien ruinée et prise,,,,,,,,,,,,,,,,,,,. Du côté grec, le combat aura coûté la vie à Oïclès ainsi qu'à Déimaque au moins,,.
Ainsi la vengeance d'un seul homme s'assouvit au prix ultime de la vie de Laomédon et de nombreux autres de troyens, pour avoir défié la disposition d'Héraclès...
Héraclès, lui, « en moins de jours qu’ils ne mettront d’années, et avec un petit nombre de troupes », se rend aisément maître de Troie, là où en effet, à nouveau devant les murs de la ville, les générations grecques postérieures durant la Guerre de Troie suivante, avec des forces amplement plus importantes, s'attarderont pendant dix années,...

### Chute de Laomédon, suites après-guerre

#### Famille anéantie, dynastie compromise et population meurtrie par la captivité et l'asservissement…
L'avenir de la dynastie est sérieusement compromis à l'écoute notamment d'Apollodore qui nous apprend que tous les enfants mâles sont morts durant l'assaut d'Héraclès, uniquement la vie de Priam est épargnée et c'est donc seulement sur sa seule et fragile personne que repose désormais le sang royal troyen,,, peut-être est la raison de la prolifique descendance de ce personnage par la suite ! Pour autant, Homère nous témoigne de ces fils, et nous les liste un à un et bien vivants de façon contradictoire, durant la guerre suivante contre les Grecs d'Agamemnon : aux côtés de Priam, tous vieillards vénérables désormais, ces grands orateurs regardent les batailles de la guerre de Troie homérique depuis les Portes Scées alors que leur grand âge leur interdit d'en faire partie, aussi palabrent-ils beaucoup nous est-il dit. Il est vrai que les fils de Laomédon, pourtant princes, ne jouent guère d'autre rôle dans la guerre de Troie et on ne trouve que cette évocation mineure à leur sujet dans l'Iliade. D'autre témoignage moins certain parait nous fait survivre aussi les fils de Laomédon ; Diodore nous dit qu'Héraclès châtie tous ceux qu'il juge dans le complot du roi : l'auteur rend la notion traduite par châtier précisément par l'usage du verbe κολάζω / kolázō qui peut aussi porter le sens de mutiler, ce qui n'implique pas nécessairement la mise à mort,. Au-delà de la mutilation physique suggérée aux comploteurs faits prisonniers et dont on ne peut éviter de faire le parallèle avec Laomédon étant prêt à trancher les oreilles des dieux Apollon et Poséidon ou bien la mutilation tout aussi atroce de Déiphobe, le sens du verbe peut être étendu à celui de diminuer, ouvrant alors les suggestions de privation de richesses, ou encore celle d'influence de clientèle passée au fil de l'épée… Les informations sur les filles de Laomédon sont plus limitées. Certaines d'entre elles que l'on nommera Nauprestides seront faites prisonnières après la guerre de Troie suivante, celle homérique, et sait-on donc juste qu'elles survivent jusque-là ainsi.
Du moins, en sait-on un peu plus à propos de la princesse royale laoménontide Hésione, reine de par sa naissance. Si l'assaut prive beaucoup de Troyens du droit de vivre,, beaucoup de ceux qui survivent, sans doute déjà dépouillés de leurs biens, les enfants eux-mêmes concernés, se voient dépossédés de leur liberté et sont constitués prisonniers ou captifs pour ne pas dire esclaves,. Hésione est en effet déportée parmi les Grecs, si elle n'en est pas en partie consentante de crainte que les Troyens ne l'exposent à nouveau,, ou bien dans la perspective de sauver son frère Priam, lui aussi constitué prisonnier et fait esclave (voir paragraphe suivant). Remarquable parmi les prisonniers, le plus beau prix de la victoire, Hésione est octroyée par Héraclès à Télamon de Salamine en reconnaissance de son initiative et de sa valeur au combat lors de l'assaut et finit-elle sans doute comme l'une de ses épouses sur la lointaine île grecque de Salamine,,,,,,,,,,,,,,,.
Peut-être Héraclès renonce-t-il à elle car lui-même est alors déjà marié ? Elle enfante de Télamon Teucros,,,,, dont on ne sait s'il est considéré comme légitime ou non, s'il est enfanté hors mariage ou non.
Les faits de bravoure de Télamon le conduisent aussi à prendre comme tribut parmi les captifs une certaine troyenne Théanéra/Théaneira (Θεάνειρα / Theáneira) dont on ignore l'importance si ce n'est que pendant le retour par navire de Télamon, elle parvient à s'échapper en passant dessus bord et se réfugie sur les côtes de la ville de Milet dans le Sud-ouest de l'Asie mineure. Elle perd les eaux au milieu d'un bois ou de broussailles et met au monde Trambélos. La mère et l'enfant sont recueillis par le roi de Milet Arion (de ἀρίωνος/ὠαρίωνος/ἀωρίωνος / aríōnos/ōaríōnos/aōríōnos) qui élève la progéniture comme le sien. Trambélos courtise une certaine Apriate (Ἀπριάτη / Apriátē) de l'île de Lesbos près de Troie, ce qui coûte la vie à la jeune femme. Succombant par la main d'Achille, ce dernier regrette amèrement sa victoire après avoir reconnu la force et la filiation de Télamon après coup, et dresse-t-il un grand tombeau en son honneur, peut-être est-ce aussi parce Trambélos est roi des Lélèges, un peuple voisin de Troie.
Si ce n'est dans des intentions étiologiques, Plutarque nous rapporte une autre femme troyenne qui s'enfuit avec les Grecs. Il s'agit de Glaucia (Γλαυκία / Glaukía), fille de Scamandre (un des deux grands fleuves près de Troie) dont l'auteur nous dit à nouveau qu'elle tombe amoureuse d'un soldat grec Déimaque fils d'Éléon, sans qu'on l'on sache vraiment ici encore s'il s'agit d'un véritable consentement, d'un commerce, d'une union forcée de l'instant, puisqu'elle tombe enceinte du compagnon d'Héraclès, qui périt au combat. De peur de cet enfant grec qu'elle porte, elle préfère la protection d'Héraclès à celui des Troyens qui jetteraient sur elle plus encore que la fatalité du bannissement, l’opprobre de la trahison ? Héraclès s'émeut de savoir que la lignée d'un grand héros comme Déimaque survit dans le fils qu'elle met au monde, et il conduit celui-ci et sa mère en Béotie, auprès du roi Éléon, où le fleuve Inachos est renommé Scamandre et celui d'une rivière voisine selon le nom de Glaucia.

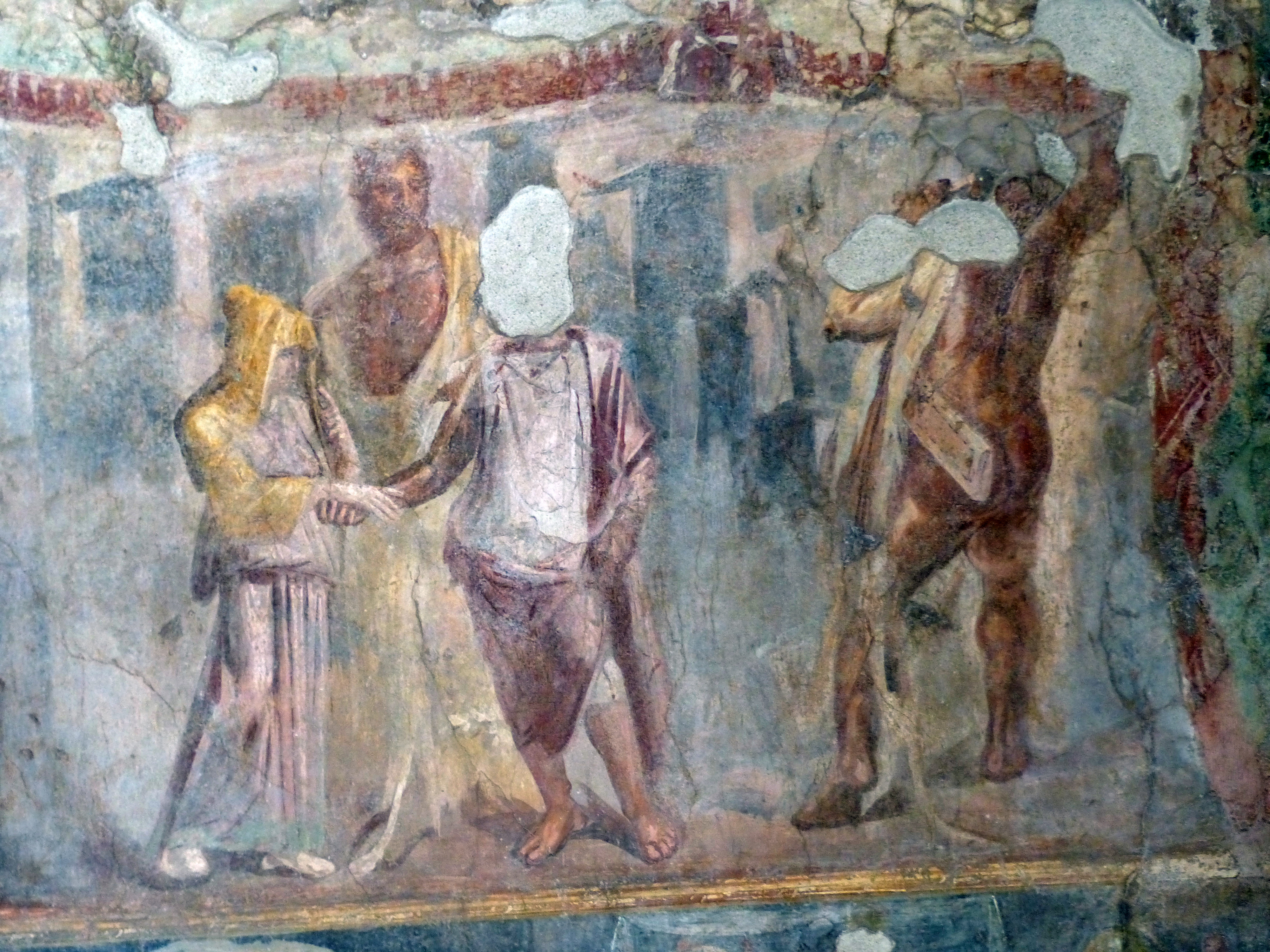
Héraclès mariant Hécube à Priam, ou bien s'agit-il du mariage de Télamon et d'Hésione ; ou sinon de l'adieu d'Hésione à son frère Priam alors qu'elle porte son voile d'or sur la tête, cela sous l'attention d'Héraclès en toge romaine et de Télamon à droite ?
Détail de la fresque de la maison Loreius Tiburtinus (aussi connue comme maison Octavius Quartio ; II, 2,2) : partie supérieure du mur Est du triclinium (pièce no 14) ; Pompéi (Italie).

Teucros, le fils d'Hésione et Télamon, révèle à nouveau les liens familiaux étroits et enchevêtrés entre l'Asie mineure et l'Europe. Il est effectivement un petit-fils du roi Laomédon, de son sang dynastique, de la maison royale de Troie. Dans la guerre de Troie d'Homère suivant, Teucros prendra pourtant le parti grec contre son propre oncle Priam et s'illustrera plutôt brillamment auprès de son demi-frère Ajax, et il exterminera les guerriers ennemis de son arc bien qu'il ne parviendra pas à toucher son cousin Hector, à sa déception ! Le roi grec Agamemnon lui promet même de grandes récompenses parmi les richesses qu'ils pourront piller ensemble lors de la prise de la ville. Cette situation curieuse témoigne de la situation d'alors, assurément trop clivante entre deux camps bien nets. Car si le fils d'Hésione combattra pour les Grecs, Eurypyle le fils de Télèphe, avec qui Teucros partage la similitude d'être grec et troyen, choisira à l'opposé lui d'entrer en guerre aux côtés de Troie. Télèphe, fils d'Héraclès et roi de Mysie, lui-même se sera déjà gardé de prendre parti sans doute en raison de son épouse qui était une princesse troyenne.

#### Priam, porté nouveau roi de Troie, retrait d'Héraclès
Si Priam reste assez effacé jusqu'alors sous l'ascendance de Laomédon, son père et son roi, il va progressivement tenir la première place, sans doute dans un crescendo pour expliquer l'importance du personnage dans la guerre de Troie chantée par l'Iliade. Son rôle pilier dans cette guerre suivante l'impose nécessairement de survivre au contraire de ses frères assez absents ensuite, est-ce la raison qui justifie qu'il soit épargné par Héraclès dans quelques récits,, ?
Dans l'immédiat, s'il vit encore, il semble que cela ne soit que pour être fait prisonnier et devenir esclave, si ce n'est grâce à la clémence d'Héraclès envers sa sœur Hésione grâce à laquelle le Grec lui permet de sauver l'un des prisonniers de son choix et choisit-elle Priam. Ce à quoi le Grand héros consent néanmoins à condition d'abord qu'il devienne esclave afin qu'elle lui rachète sa liberté et s'exécute-elle alors majestueusement en jetant son voile doré qui lui couvre le visage. À moins qu'il ne soit racheté par un peuple voisin. C'est depuis ce rachat, que Podarcés (Ποδάρκης / Podárkēs, « pied agile », « rapide coureur », « pied solide », « celui qui porte secours grâce à ses pieds ») oublie son nom pour n'être connu que sous celui de Priam,,, : c'est en tout cas l'objet d'une étymologie tardive et populaire qui s'essaie à expliquer le nom de Priam depuis le verbe grec « acheter » πρίασθαι / príasthai et sa variante grammaticale πριάμαι / priámai, utilisé dans l'expression ἀπὸ τοῦ πρίασθαι / apò toũ príasthai, « Celui qui a été racheté »,,,,.
Est-ce là la manifestation de l'affection d'une sœur pour son frère ? Ou est-ce la responsabilité honorable au sacrifice à nouveau de sa propre personne dans le but de garantir la survie du plus grand nombre à travers celle du Dauphin royal de Troie ? Le sort favorable de ce fils de Laomédon, en particulier, a tracassé les mythographes.
Si Diodore semble nous brosser un Priam notoirement ni enfant, ni vieillard, laissant alors à penser qu'il est un jeune homme sans qu'on puisse savoir son âge précisément, les traditions latines plus tardives, peut-être se voulant plus émouvantes et tragiques, le font être résolument un jeune enfant et qui « par conséquent n'est nullement complice du crime de Laomédon, », une innocence attendrissante à laquelle Hésione ne peut être insensible ? En tout cas, Héraclès, héros impitoyable dont la force a vaincu tous les monstres, qui a brisé les portes de l'enfer d'où il est revenu, succombe aux pleurs de son faible ennemi, cet enfant que lui tend Hésione,.
Dans une magnanime douceur dans la vengeance, si ce n'est à la demande d'Hésione, Héraclès lui dit : « Reprends les rênes de ton empire, assieds-toi sur le trône de ton père (Laomédon), mais sois plus fidèle et plus juste que lui. » C'est le thème du mythique Benjamin biblique qui, le plus jeune de la fratrie, reçoit le plus de faveur et tel le roi David, a toutes les qualités.
Ainsi du prisonnier qu'il a été, Priam est intronisé comme le nouveau chef de la maison de Troie et nouveau roi de la ville,,,,,,,. Cela soulève la curiosité dès l'antiquité où par exemple Dion Chrysostome se demande pourquoi Héraclès confie-t-il le trône de Troie à Priam dont il vient de tuer le père, son ennemi : pourquoi ne pas avoir donné le sceptre à tout autre sans l'ambiguïté de fidélité de Priam ? On peut croire, à la place de la fable de l'enfant Priam, que le fils de Laomédon a par le passé eu des contacts amicaux imprécisés avec Héraclès ou les Grecs ; Diodore nous dit qu'il lui donne le trône de Troie vacant pour lui rendre justice car c'est le seul des fils de Laomédon à s'être opposé à l'autorité de son père, en conseillant de remettre à Héraclès les chevaux que Laomédon lui a promis. Il ajoute qu'il font tous deux une alliance.
Homère se garde malheureusement de nous dire si Priam est explicitement l'ainé des fils, ce qui dans un allant de primogéniture pourrait justifier Priam à être le plus à même de succéder à son père ; d'ailleurs les règles de successions royales troyennes nous sont-elles inconnues : la généalogie troublée des fils de Laomédon, notamment les différentes épouses, pourrait-elle justifier des luttes intestines dans la famille royale ? Un oracle d'Aphrodite souhaite à la mort de Laomédon, préférablement introniser Anchise puis à travers lui son fils et le protégé de la déesse Énée, traduisant des distentions entre les branches dynastiques distinctes, représentées d'un côté par Laomédon et Priam et de l'autre, celle cadette, par Anchise et d'Énée, note Acousilaos. Est-ce là des troubles de succession qui préfigurent des conflits préexistants à l'époque de Laomédon ? Est-ce que la consultation de l'oracle de Delphes et la nomination de l'étranger grec Panthoos comme prêtre d'Apollon permet à Priam d'apaiser les tensions (y compris familiales si les Troyens sont très sujet au népotisme) d'un poste manifestement susceptible d'être envié et influent ? Ainsi assoit-il sa légitimité en reprenant en main le clergé troyen d'Apollon, si distant envers Laomédon,, ?
Pour l'auteur discutable Darès de Phrygie, il n'en est rien : si Priam ne meurt pas durant la campagne d'Héraclès contre Troie, c'est parce qu'il n'y est pas ! En effet, Laomédon, dans une préoccupation géopolitique qui nous est aujourd'hui étrangère, avait envoyé Priam et une armée guerroyer contre les Amazones ; c'est donc loin de Troie que se trouve Priam lorsqu'Héraclès attaque, et manifestement dans une grande entreprise qui exige de Priam de se faire entourer par ses fils et sa belle-fille. C'est probablement de cette bataille que Priam témoigne à Hélène dans l'Iliade lorsqu'il combattait près du fleuve Sangarios aux côtés des Phrygiens conduits à cette époque par Mygdon et Otreus. Certain considère peu vraisemblable que Priam ait mené la guerre contre les Amazones puis que ces dernières viennent à s'allier avec lui pour défendre Troie durant la guerre de Troie suivante même s'il tempère que du temps soit passé entre les deux évènements et que les choses aient changé. Apprenant que Laomédon a été tué, ses concitoyens dépouillés et sa sœur livrée aux chefs grecs et que ceux-là ont embarqué leur butin sur leur navire à leur départ, indigné par le traitement fait à son pays, Priam se rend avec sa famille à Troie où l'auteur le fait héritier naturel du trône semble-t-il sans davantage de précision. Il le fait accompagné alors déjà nés d'Hector, Alexandre, Déiphobe, Hélénos, Troïlos, Cassandre, Polyxène et Andromaque.
Retour mouvementé d'Héraclès
C'est peut-être sous la précipitation après tout qu'Héraclès confie la couronne de Troie durement gagnée et dorénavant délaissée après la mort de Laomédon. En effet, Héra, la grande épouse de Zeus, est toujours prête à nuire à Héraclès. Aussi, lorsque les Grecs prennent la mer pour leur départ, elle enjoint le sommeil Hypnos d'endormir Zeus de façon à jeter des calamités sur son magnanime fils. Et, sur la mer stérile, elle répand le vent tempétueux de Borée qui pousse Héraclès vers le Sud et l'île très peuplée de Cos, non loin de la colonie grecque d'Anatolie, Milet,,,,. Zeus s'éveillant indigné de cette ruse, dans une colère terrible, disperse tous les dieux et cherche Hypnos pour le précipiter du haut du ciel, celui-ci est sauvé par l'intervention de la nuit Nyx. Zeus jette du haut du ciel Héphaïstos, le fils d'Héra, et, quant à elle, le dieu des dieux la suspend non pas à un rocher mais dans l'air, avec une enclume à chaque pied et des chaînes d'or solides aux mains sous le regard douloureux des autres dieux qui prudemment restent figés,,,. Loin de cette scène de ménage divine, Héraclès nous dit-on aborde donc les côtes de Cos, mais seulement un seul navire survit à la tempête et de tout ce qu'il a accumulé, il ne parvient qu'à sauver quelques-uns de ses soldats et ses armes. Là, sur l'île, il rencontre un berger à qui il exige l'un de ses béliers et cela se finit en pugilat avant que les habitants de l'île, les Méropes, ne viennent soutenir le pasteur,. On dit que les Méropes ont considéré Héraclès comme un pirate venant piller leur terre et lui jettent-ils des pierres. Rappelant Troie et la princesse Hésione, d'autres disent, à propos de cette guerre, qu'Héraclès attaque la ville de Cos pour ravir et obtenir la main de Chalciopée, la fille du roi Eurypyle, fils de Poséidon; d'elle, il aura effectivement un enfant nommé Thessalos. Dans un premier temps — parfois il est dit accompagné curieusement de Télamon, — cette bataille ne se déroule pas aussi facilement qu'à Troie car Héraclès y est blessé, ou doit fuir sous le nombre et Zeus l'emmène en sécurité, soit à Argos, soit chez une Thracienne, avant qu'il revienne à la charge et vainc les Méropes, et dévaste leur ville comme il a ravagé Troie, de nuit précise-t-on et tue-t-il aussi le roi Eurypyle comme il a tué Laomédon. Par la suite, prompt à la relation conflictuelle, il est appelé par Athéna à Phlégra (Pallène) où il lutte contre le géant Alcyonée et participe à la gigantomachie,,…
Après Troie, Héraclès fait périr tous les souverains des côtes asiatiques (Asie mineure) ce qui prouve qu’il a subjugué leurs peuples, et défait leurs armées nous dit l'orateur athénien Isocrate.

#### Du redressement de la ville
Entretemps, Priam, désormais au pouvoir, fait face à une ville, un territoire, blessé par la guerre. Les poètes — comme Virgile — apprécient de rappeler combien la ville ou la patrie sont sous les cendres et que le célèbre mur est détruit,. Mais à vrai dire, bien peu précisent la nature et l'étendue précises des dégâts. Sont-ils si importants au point que la ville soit littéralement rasée pour que Priam doute de la rebâtir ? Héraclès a laissé du moins quelque chose à faire aux dévastateurs futurs, la ville étant sortie de ses mains, très maltraitée il est vrai, mais encore à l'état de ce qu'on peut appeler une ville, se laisse penser le géographe Strabon. Aussi Priam implore-t-il les dieux et chargé d'or, s'adresse-t-il au grand Oracle grec de Delphes qui partage avec Troie la filiation au dieu Apollon. Ou bien, est-ce là seulement la précaution d'épargner l'effort de réédifier une ville, certes seulement endommagée, mais dont la population affligée est sans plus d'espoir de continuer à vivre sur ces terres funestes ? Aussi dit-on qu'il envoie un fils de son beau-frère Anténor pour connaître les desseins oraculaires et là celui-ci s'engoue pour un prêtre qu'il rencontre, Panthoos, père de Polydamas, qu'il reconduit à Troie pour résoudre les mauvaises fortunes divines et expliquer l'oracle, si celui-ci n'est pas détaché par l'oracle sinon,, ; dans une attention honorifique, Priam le nomme de manière prestigieuse prêtre d'Apollon à Troie où les tourments qu'a connu Laomédon s'évanouissent alors… C'est une manière de se réconcilier avec le clergé d'Apollon semble-t-il.
Plus déterminé, l'énigmatique auteur Darès de Phrygie met Priam à la tête d'un vaste programme de reconstruction. Priam élève un nouveau palais sous l'égide de Zeus le Résistant (il y dépose une statue à Jupiter Stator), mais c'est une attention particulière à la fortification de la ville qu'il souligne : à la fois s'agit-il de redresser ce qui a déjà été, mais aussi de rendre la ville encore plus imprenable car, manifestement malgré la participation divine selon lui, l'inexpugnabilité n'a pas été suffisante ; pour éviter d'être pris à nouveau par surprise nous dit-il, Priam rebâtit donc les murs (Comme Laomédon, alors, c'est aussi un constructeur de mur) plus vastes et plus hauts encore, et dispose un grand nombre de soldats pour veiller et garder les remparts qui se voient aussi doter de six portes que l'auteur nomment d'Anténor (Antenoria), de Dardanus (Dardania), d'Ilion (Ilia), de Scée (Scaea), de Thymbrée (Thymbraea) et de Troie (Trojana) alors qu'Homère ne semble en compter qu'une, les Portes Scées. S'ajoute aussi qu'il commande à son fils Hector de lever des troupes dans une lointaine région thrace, chez les Péoniens précisément, habiles archers montés, dont l'historien Hérodote rattache des liens troyens plus tardivement au moins. Est-ce que la ville a été si affectée par l'ampleur d'une guerre qui déjà interroge le romain Dion Chrysostome se demandant comment Héraclès a-t-il pu bien s'emparer avec une armée aussi réduite une place forte aussi magnifiée alors qu'on peut mettre en regard ses moyens avec l'effectif gigantesque qu'Agamemnon (voir notamment le catalogue des vaisseaux par exemple) déploiera pour prendre la ville de Troie durant le second assaut ?
Quoi qu'il en soit, ces travaux à Troie se doivent d'être menés en seulement une seule génération de façon à affronter, dans toute sa splendeur poétique, la guerre de Troie suivante, celle portée par le chant d'Homère et celui de l'Iliade.

#### À la recherche d'Hésione, vers la guerre de Troie de l'Iliade
Si les rapports entre les Grecs et Laomédon sont devenus si difficiles qu'ils n'ont pu immanquablement conduire à l'affrontement fatal et irréversible, les tensions semblent désormais s'être apaisées sous le règne de Priam depuis son intronisation, au moins ne sont-elles plus ouvertement conflictuelles. Quelquefois nous dit-on que Priam ne souhaite pas à nouveau la guerre, et même nous dit-on qu'il se sent un allié des Grecs, ce qui est plutôt cohérent s'il veut redresser son pays.
La Grèce s'ouvre aux Troyens : il envoie un émissaire à Delphes comme on l'a vu précédemment, mais c'est davantage puisque Priam prend la liberté de voyager lui-même en Grèce nous disent certains auteurs. L'intention marquée est la conviction de venir rechercher sa sœur Hésione ; Priam garde l'espoir de voir à nouveau se rapprocher l'un et l'autre, le frère et la sœur, après leur séparation forcée et induite par les décisions de Laomédon ? Dans l'Énéide de Virgile, Évandre, alors enfant, nous dit qu'il rencontre Anchise, le père d'Énée, alors que Priam lui-même vient visiter sa sœur et visite aussi l'Arcadie,.
Peut-être est-ce à l'occasion que Priam conduit une ambassade envers les chefs grecs, ? Le Troyen est accompagné d'Anténor ; ou un fils de celui-ci, parfois d'Anchise voire d'Énée, d'Alexandre ou Polydamas notamment dans la version de Dracontius. Mais le résultat se solde par la négative : soit Hésione elle-même fait comprendre que revenir à Troie est irréalisable, soit alors les Troyens font face au rejet des Grecs eux-mêmes qui prétextent que cela raviverait la guerre entre leurs deux peuples.
L'incertain Darès de Phrygie développe sa version de cette ambassade qu'il confie lui au seul sage Anténor qu'envoie donc Priam visiter les chefs grecs qui ont soutenu la guerre d'Héraclès contre son père Laomédon. Priam est selon lui prêt à offrir son pardon aux Grecs d'avoir violé son territoire, tué Laomédon son père et même d'avoir enlevé sa sœur Hésione à condition de la lui rendre. Anténor va en Magnésie obtenir le soutien de Pélée qui après lui avoir tenu les égards de l'hospitalité et lui demandant enfin la raison de sa venue, le rejette de son pays. Il se dirige par la suite vers l'île de Salamine, chez Télamon, l'hôte le plus à convaincre de rendre Hésione. Anténor lui faisant observer « qu'il était contraire à l'équité de retenir si longtemps captive une jeune princesse du sang royal », Télamon lui rétorque qu'il n'a pas d'injure à se reprocher envers le fils de Laomédon Priam, mais ne céderait pas le présent qu'il lui a été offert pour la récompense de sa valeur. Anténor doit quitter à nouveau la région et continue pour l'Achaïe (sic), vers Castor et Pollux — qu'habituellement on fait de Sparte, où là aussi il se voit répondre que les Dioscures, comme on les surnomment, n'ont fait aucune injure et que Laomédon les avaient eux-mêmes insultés en premier. Mais c'est auprès de Nestor, roi de Pylos, qu'il reçoit l'accueil le plus froid et c'est dire : le roi reproche à Anténor même d'avoir osé mettre le pied en Grèce alors que les Troyens avaient les premiers outragé les Grecs ! L'ambassadeur Anténor rembarque et rapporte alors à Priam ces affronts faits à sa personne et les mauvais traitements qu'il avait éprouvés de la part des Grecs et l'envoyé exhorte Priam à leur déclarer la guerre. De l'affront de Laomédon envers les Grecs, revient-on alors à un autre, cette fois-ci des Grecs envers Priam ?
Priam, entouré de ses conseillers et de ses fils, s'anime par conséquent d'un désir de vengeance : si le prudent prince et militaire avisé Hector tempère son père à venger la mort de Laomédon arguant des faiblesses de l'armée troyenne et notamment son absence de flotte, son prompt autre fils Alexandre déclare que cela ne tienne ! En effet, un oracle avait interdit l'usage de flotte aux Troyens, mais ce respect religieux, Alexandre n'en a que faire et organise la construction de nombreux navires avec l'architecte naval Phéréclos et l'aval de Priam et ce aux dépens des dieux donc, : le bois nécessaire déboise tant les forêts qu'il rend « chauve » les sommets de l'Ida,,,, ! Malgré la réserve du grec Panthoos, les prédictions néfastes de sa fille Cassandre et d'Hélénos, Priam lui concède donc cette flotte armée sur laquelle on embarque des soldats cherchés en renfort en Péonie, afin qu'elle porte le pillage et la désolation sur le sol grec comme les terres de Laomédon en ont souffert. Un autre fils de Priam, Déiphobe, suggère même que cette entreprise pourrait forcer les Grecs à rendre Hésione. Après une ultime sollicitation diplomatique auprès de Castor et Pollux à Sparte, Priam déclare la guerre aux Grecs et la flotte navigue vers la Grèce sous le commandement d'Alexandre accompagné d'Énée, Polydamas et Déiphobe.
Certain commente cette entreprise maritime comme une commande royale dont l'intention, dans l'impossibilité acquise et acceptée de reprendre Hésione, est d'enlever une épouse, une fille royale grecque sans précision et le hasard tombera alors sur Hélène,. Comme chez Darès de Phrygie, l'enlèvement d'Hélène est donc constituée dans la guerre de Troie homérique comme la contrepartie légitime de celui d'Hésione dans la guerre de Troie de Laomédon. Hésione est réintégrée dans la geste homérique de Troie, et en la faisant pour ainsi dire, l’équivalent troyen d’Hélène, l'auteur donne pour sens au rapt de cette dernière par Alexandre, non plus un acte de débauche ignominieux et gratuit mais l'accomplissement d'une vengeance et le rétablissement nécessaire d'un droit.
En effet, si la projection des Troyens dans les affaires grecques se donne à se développer sous la vengeance d'une part, d'autres auteurs préfèrent donner à cette opération navale un trait moins belliciste : s'agit-il alors pour Alexandre d'aller courir après et chercher la plus belle fille de Grèce. Il ne s'agit plus des augures de la guerre, mais plutôt l'inspiration de sa protectrice, la déesse Aphrodite, qui après leur rencontre,  la conduit en effet à lui promettre la main d'Hélène pourtant déjà acquise, étant donnée qu’elle est mariée à Ménélas : ce dont on souligne alors comme le sacrilège de la violation des liens du mariage, voire la déviance vers la concupiscence. Priam veut voir cela comme l'opportunité d'aller chercher Hésione, c'est pour cela qu'il ne s'y oppose pas et confie-t-il donc cette flotte à son fils, et avec l'aide du sage Anténor, de Polydamas, d'Énée, il lui donne l'ordre de rejoindre Salamine afin de prier Télamon de laisser repartir Hésione. Celui-ci décline et c'est par une mauvaise navigation par la suite qu'Alexandre rencontre Hélène,.
L'enlèvement d'Hésione est l'articulation variablement développée, grâce à laquelle les auteurs souvent tardifs, concilient donc les vicissitudes, les choix du roi Laomédon avec l'enlèvement d'Hélène par son petit-fils Alexandre, et par la-même, la mise en avant progressive des grands personnages qui occuperont l'Iliade, donnant à apprécier de cette façon combien les décisions de Laomédon ont pu conduire à la célèbre guerre de Troie suivante chantée par Homère.

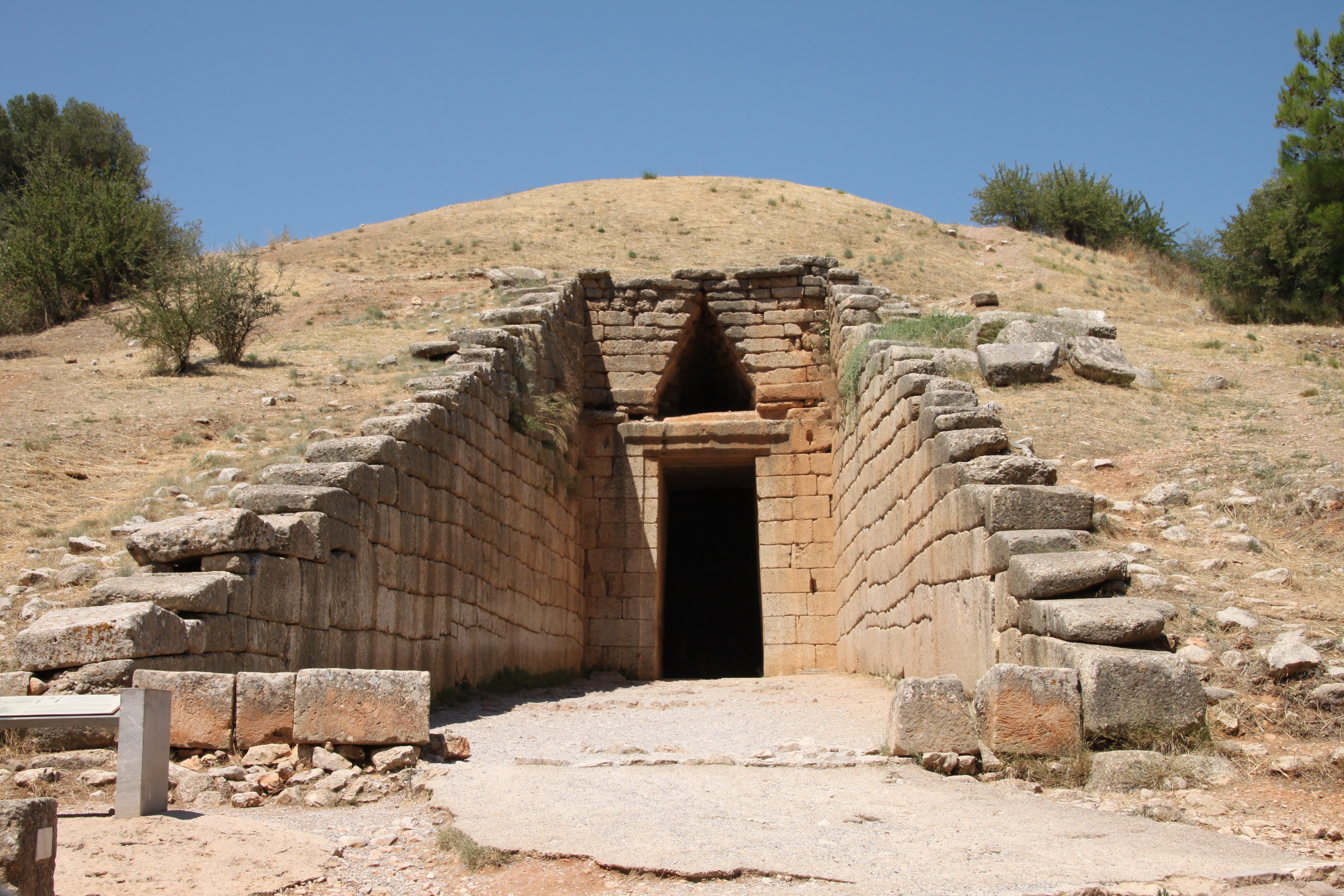
Tumulus, tertre, mycénien (grec), dit Trésor d'Atrée ou Tombeau d'Agamemnon situé sur le site de la ville de Mycènes en Grèce, avec une entrée, monumentale. Il s'agit d'une construction circulaire (un tholos) au centre maçonné, assez sobre et qui est recouverte de terre.

### Son tombeau, son lieu de sépulture
À l'occasion de la mort de la reine Amazone Penthésilée, Quintus de Smyrne nous apprend que les Troyens témoignent à l'égard de la guerrière une grande et luxueuse crémation après avoir récupéré son corps auprès de Grecs, en son honneur et celui de son dieu protecteur Arès. Ils rassemblent ses os restants dans une urne qu'ils décident de placer, avec ses armes et son cheval, dans le tertre de Laomédon, que l'on apprend alors être près des murailles épaisses ; sont aussi déposés les restes de la dizaine d'amazones qui sont venues aider les Troyens durant la guerre de Troie homérique,. Cette version greco-orientée laisse supposer un tertre assez grand et une sépulture détachée des Portes Scées.

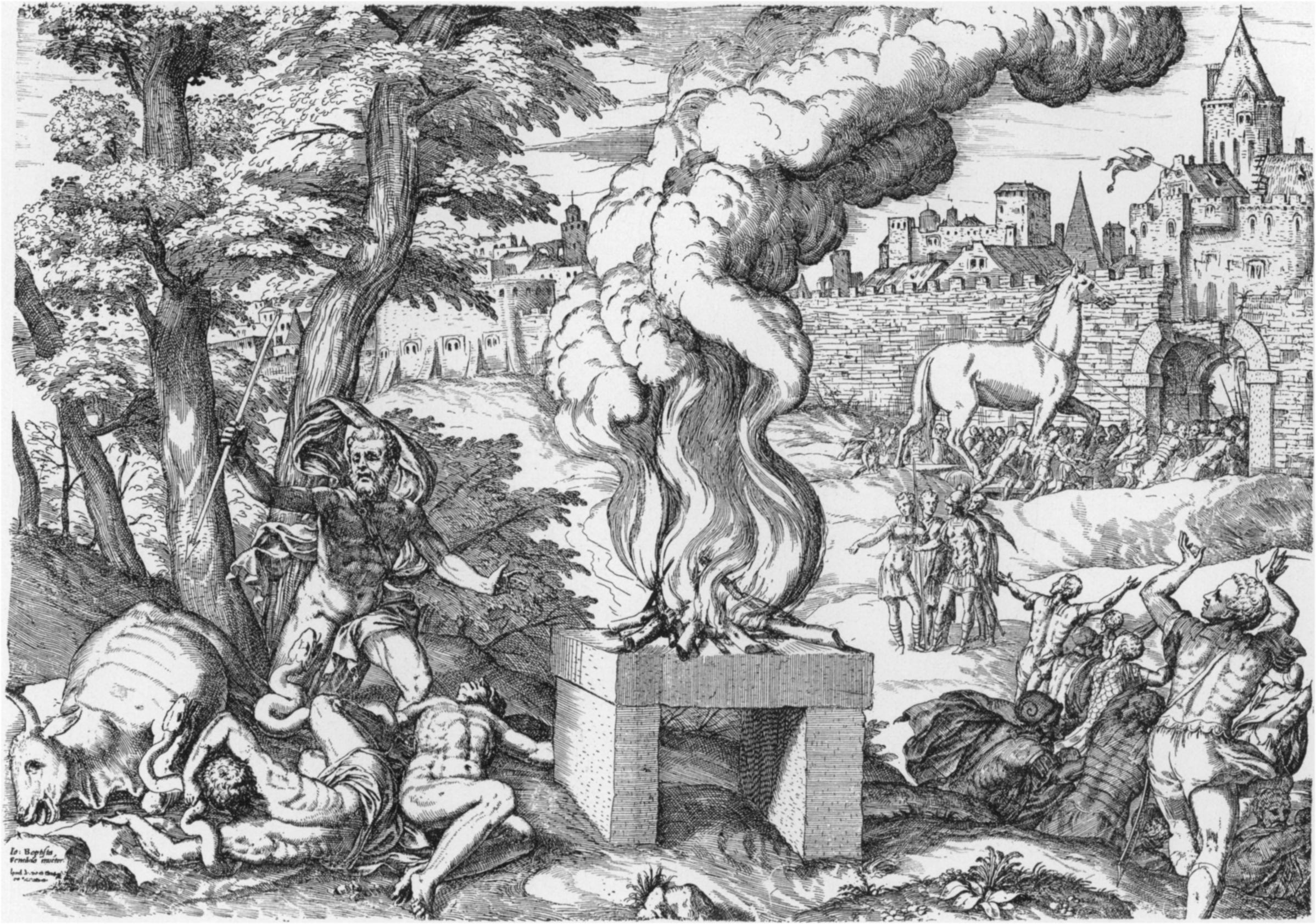
Au second plan, à droite, se trouve la Porte Scée de la ville de Troie dont le linteau est pourfendu et que s'apprête à franchir le Cheval de Troie. Gravure sur cuivre représentant Laocoon dévoré par les serpents. Réalisée par l'italien Giovanni Battista Fontana, fin XVI.

Pour d'autres, le tombeau de Laomédon se trouverait près des Portes Scées, les portes de la ville de Troie, dont le nom même serait une apocope rappelant le lieu où avait été déposé le corps du défunt. Lisant les commentaires de l'auteur latin tardif Servius, l'historien anglais Robertson Martin suggère que le tombeau se trouvait sur le linteau afin peut-être que son esprit continue de protéger les lieux. De manière légendaire, disait-on qu'aussi longtemps que le tombeau demeure inviolé, la destinée de la ville était assurée ; les Troyens détruiront eux-mêmes la porte pour faire entrer le Cheval de Troie lors de la guerre de Troie homérique selon Virgile ou Plaute,.
Selon un avis discuté mais partagé par Robertson suivant l’helléniste français Charles Vellay, la présence du corps de Laomédon sur la porte ferait écho à une peinture de Polygnote qui se trouvait dans la Lesché des Cnidiens, un édifice à Delphes. Aujourd'hui disparue, le géographe Pausanias nous a laissé néanmoins une description. Deux personnages se trouvent légendés, Anchialos et Sinon, ce dernier étant sans doute le personnage peint depuis l'Énéide de Virgile comme le traître grec ayant convaincu les Troyens de faire entrer le cheval de Troie dans l'enceinte de la ville. Tous deux portent un cadavre, un corps sans vie, associé à un énigmatique nom Laomédon qui pourrait être un soldat anonyme, un fils d'Héraclès, mais cela porte à croire qu'il s'agit bien du grand Laomédon de Troie. Le personnage doit avoir une grande importance dans cette représentation du sac de la ville après l'épisode de la mort d'Achille et Pâris. D'autres éléments des scènes peintes sont intéressants : il y a une fontaine qui rappelle à un contemporain l'embuscade d'Achille contre le prince troyen Troïlos, ou la statue d'Athéna tombant entre les bras de Cassandre qui fait allusion à la statue sacrée du Palladion consacrée à Pallas Athéna. Cela rappelle ce que Plaute considérait être les trois raisons de la chute de Troie : la mort de Troïlos, le vol du Palladion, et le corps porté témoignerait alors de la troisième et dernière, celle donc du viol du tombeau de Laomédon.

### Commentairesà propos de la guerre de Troie menée par Héraclès
- Le personnage de Télamon pourrait résulter d’une mauvaise interprétation de l’adjectif τελαμώνιος / telamṓnios qui, communément, est utilisé comme épithète associée au personnage d'Ajax de façon que sa lecture rappelle son ascendance. Dérivée de τελάμων / telámōn dont le sens littéral peut être « au baudrier[377] », elle a pu avoir été interprétée comme un patronyme en -ιος et conduire à l'apparition du personnage de Télamon. Ce baudrier pourrait faire allusion au soutien du fameux « bouclier-tour » du héros homérique[378]. Dans la mesure où Ajax est issu de Télamon comme le suggère donc le suffixe -ιος, Télamon doit être alors de la génération précédente des personnages de la guerre de Troie homérique et ainsi convient bien à participer à une autre guerre précédant cette dernière. En la mariant avec une princesse troyenne, Hésione, on justifie par la même occasion le nom du demi-frère d'Ajax, Teucros, qui porterait ainsi le nom rendant hommage au peuple des Teucriens et au premier roi mythique troyen Teucros dont les premières mentions que l'on possède se trouve chez Callinos d’Éphèse et que rapporte Strabon qui nous dit que ces Teucriens sont venus en Troade à partir de la Crète[379]. La confusion entre Troyens et Teucriens est accomplie chez Hérodote[380]. C'est ainsi l'avis de l'universitaire Paul Wathelet[154]. Pour autant, si celui-ci remet en cause l'historicité possible du personnage de Télamon, l'adjectif τελαμώνιος peut signifier aussi l'endurant et sinon être l'adjectif d'un τελάμων lu comme un bandage pour une blessure, quand bien même celui-ci peut se lire aussi comme base de stèle[381] et rappelant la scène de la stèle dressée en l'honneur d'Héraclès[42],[377].
- Il est possible que le mythe ait pu fixer dans la mémoire des Grecs le tremblement de terre dont le niveau VI des ruines de Troie nous témoigne archéologiquement aujourd'hui. On peut avancer que le tremblement de terre est l'objet de la vengeance de Poséidon dont les séismes sont la prérogative, mais c'est pourtant bien Héraclès qui franchit le mur[9],[243].
- La guerre menée par Héraclès peut se lire comme l'affection que les Grecs aimaient à trouver des répétitions dans leur mythe, comme des signes avant-coureurs : la première prise de Troie est la préfiguration de la seconde. Ce récit du siège mené par Héraclès est une solution littéraire éventuelle pour associer le célèbre héros à la Guerre de Troie de l'Iliade à laquelle il ne figure pas[9].
- Les initiatives et voyages grecs de Priam à la recherche d'Hésione introduits dans le mythe ont une véracité historique plutôt incertaine bien que les liens entre les grecs mycéniens et l'espace troyen sont attestés par les céramiques tout au moins ; ces épisodes représentent surtout la motivation des auteurs latins à rassembler dans une même mythologie Grecs et Troyens dont ils s'estiment héritiers tout en différenciant les uns et les autres pour bien rappeler qu'ils s'attachent les Troyens comme leurs propres ancêtres (notamment à travers la fuite d'Énée)[52].

## Interprétations du mythe

### Schémas indo-européens
Certains éléments de la légende de Laomédon semblent reposer sur des schèmes narratifs indo-européens :
Georges Dumézil remarque que la légende de Laomédon montre trois types d’hybris :
- déloyauté économique envers Apollon et Poséidon, qu'il ne paie pas pour leur labeur ;
- déloyauté héroïque contre Héraclès ;
- déloyauté contre les hérauts, dont la personne est sacrée.

Il y retrouve la trifonctionnalité indo-européenne :
- berger et artisan ;
- héros ;
- Zeus, dieu protecteur des hérauts[383].

La légende associant une construction royale rompue par un parjure peut se rapprocher aussi à un épisode de la mythologie nordique Gylfaginning où les dieux Ases acceptent la proposition d'un Géant bâtisseur de construire la forteresse d’Asgard. Entreprise convenue en un seul hiver, à l'aide de son cheval de trait extraordinaire, il obtiendra pour prix de ce travail, la déesse Freyja et pense-t-il aussi le Soleil et la Lune. Tout comme Laomédon, une fois la construction achevée, les Ases refusent d’acquitter le salaire attendu d'autant que l'été est arrivé après que le dieu Loki ne conduise le chantier à prendre du retard, ce qui déclenche l'ire du géant. Les parallèles entre les deux mythes transparaissent bien, aussi bien que de nombreux thèmes communs : la construction, la récompense, le cheval, les divinités jumelles... — d’autant plus que, dans l’Edda, Asgard est même nommé une fois Troja (Troie). La légende homérique peut se reposer, comme la légende scandinave, sur un mythe fondamental du cycle annuel, où le déroulement des saisons se doit d'être respecté, et le dur hiver cédant sa place aux belles saisons de printemps et d'été. Le géant bâtisseur associé à l’hiver et son cheval au vent hivernal du nord, tous deux, seraient parvenus en achevant leur construction à perpétuer l’hiver, si le stratagème du dieu Loki ne l’avait empêché de terminer son entreprise. Loki parvient à faire triompher le principe estival par sa ruse et comme Laomédon au moyen de son parjure, qui vient aussi à l’arrivée du printemps,.

### Présence d'Héraclès
La tradition post-homérique a amplifié un récit auquel l'Iliade ne fait que quelques allusions et où les flottements comme celui sur la généalogie troyenne ou les raisons qui amènent Poséidon et Apollon à servir Laomédon par exemple, conduisent à avancer des justifications. Si un mythe antérieur indépendant à propos de Laomédon a pu avoir été, les mythographes posthomériques l'ont associé aux grands cycles mythiques comme celui des Argonautes où l'on découvre qu'Héraclès figure dans la liste des nombreux héros plus ou moins connue des uns ou des autres et où habilement il sort de l'intrigue sans dénaturer l'histoire. Car c'est de cela précisément qu'il s'agit : comment associer le grand héros aux grands mythes sans que sa popularité n'effrite celle des autres protagonistes du récit et en affaiblisse l'ensemble ? Le mythe de Laomédon est utilisé pour insérer le fameux héros dans la guerre de Troie où il est absent, une non-présence gênante qui sera comblée sans modifier le mythe de la guerre lui-même, mais avec un récit antérieur mettant en scène le roi troyen précédant les évènements homériques : le héros ne fait pas partie du récit d'Homère ou du cycle troyen car celui-ci a déjà fait la guerre à Troie, l'a menée et l'a prise, de surcroît seul (ou presque), avec peu de moyen, ce qui n'en dénature pas son acte mais en renforce la puissance du personnage. C'est le développement et la manifestation de la haine d'Héraclès qui a provoqué la guerre de Troie contre Laomédon qui n'est que la projection dans le passé de la seconde chronologiquement c'est-à-dire celle de Priam et d'Homère. Pour cela les aèdes n'ont pas hésité également à puiser dans d'autres éléments pris à d'autres récits, voilà pourquoi selon l'universitaire Paul Wathelet l'histoire de Laomédon paraît parfois aussi comme un mélange du mythe d'Apollon et Admète et celui de Persée et Andromède notamment.

### Fonds historique de la légende
Si on méconnaît et doute de la pertinence effective de l'interdiction de la croyance oraculaire privant d'une flotte maritime Laomédon et sa ville, ce qui par ailleurs ne pourrait être qu'un ajout tardif trahissant déjà l'incompréhension, on peut s'interroger alors de l'absence flagrante, du moins pour notre regard moderne, d'une capacité navale d'une ville côtière, d'autant plus qu'à l'opposé Héraclès se présente bel et bien avec ses propres navires. Il est vrai que la légende de Laomédon est aujourd'hui la recomposition de fragments de récits particulièrement éparpillés qui ne montrent que partiellement le fonds historique de la légende. Si on s'accorde une interprétation pragmatique et réaliste, il est curieux que Laomédon ait pu étendre son influence, y compris sur des îles isolées au milieu des mers, sans recourir à une puissante marine. À l'existence de piraterie établie plus tardivement dans la région, goulet concentré de navigation, on peut extrapoler que cela puisse avoir tenté les actes de pirates plus précocement qui affichent une menace diffuse plus difficile à soumettre qu'une marine régulière, et qui auraient considérablement affaibli les forces troyennes avant même le début de la légende. L'initiative du monstre marin Céto n'en serait que la fixation symbolique de ces dangers dans la mémoire grecque. Peut-être même que la puissance de Laomédon s'inscrit-elle aussi dans de telles méthodes alors généralisées et faisant éventuellement de lui un baron du vol et du pillage local, et Laomédon mériterait-il ces fléaux qu'il aurait lui-même provoqués ? Par la piraterie revigorée à ce moment, la défense maritime de la puissante et riche ville de Troie aurait été considérablement réduite, ce qui aurait pu constituer une occasion exceptionnellement accessible pour profiter d'une manne par le pillage, le viol, le vol, ainsi s'inscrirait la menace de Céto. Et au passage d'Héraclès disposant de navires, Laomédon le sollicite pour conjuguer ses propres forces terrestres et les siennes maritimes contre le pirate Céto. Naturellement cette faiblesse troyenne aurait par la suite tenté le Grec lui aussi. Plus simplement alternativement, le mythe ne raconterait pas que la flotte grecque d'Héraclès, comme l'idée que se faisait les Grecs d'une puissance maritime capable d'être projetée en Asie mineure depuis la Grèce, aurait détruit auparavant les forces maritimes de Laomédon de manière décisive, en profitant de la surprise que la puissance navale confère.
Pour Robert Graves, cette légende donne à être lue possiblement, depuis la construction des défenses murales à la guerre d'Héraclès, comme la manifestation de tensions qui s'inscrivent dans l'extension des Grecs Éoliens (notamment les Minyens dont est qualifié ainsi fréquemment Jason l'Argonaute) vers l'Orient et la maîtrise pour l'accès commercial maritime vers le bassin de la mer Noire. Cela finit par le sac de la ville de Troie que ces derniers conduisent, avec l'appui des Lélèges voisins, lorsqu'un tremblement de terre, survenu fort à propos, renverse les murs massifs de la ville vers -1260, comme semble l'attester, à défaut des textes, l'archéologie des ruines de la ville. Le mythe des Argonautes nous rappelle l'opposition de Laomédon aux incursions de marchands lélèges et minyens au-delà de l'Hellespont, dont la ville de Troie est le verrou, et vers les régions commerciales au fond du bassin de la mer Noire comme la Colchide. Troie est aussi par sa situation géographique, décidément bien favorable à cette époque, sur la plaine de Scamandre qui est la place commerciale entre l'Orient et L'Occident. Les Grecs et les Lèlèges s'imposeront donc par la force en finissant par assaillir Troie, c'est cela que le mythe fixe sous le coup d'Héraclès, tout comme l'appui du héros mythologique aux Mariandynes, sa lutte contre les Amazones, qui en témoignent de nombreux conflits pour s'assurer la prévalence de ce corridor maritime et commercial tout le long des côtes du Nord de l'Asie mineure.
Au dynamisme rusé que Laomédon oppose aux dieux et à Héraclès, Priam opposera une passivité résignée contre ses ennemis lors de la guerre de Troie.

## Laomédon dans l'art et la culture

### Iconographieantique

#### Sculpture
- Statue identifiée à Laomédon, datée vers 505-500 av. J.-C., se trouvant sur le fronton Est du temple d'Aphaïa sur l'île d'Égine, au Sud Athènes, en Grèce : le fronton Est représente la guerre menée à Troie par Héraclès où figure Laomédon gisant à gauche, bouclier à la main, celui à l'Ouest fixe la guerre postérieure, celle conduite par Agamemnon, où le roi de Troie est Priam, le fils de Laomédon (Dans cet article),
- Sarcophage en pierre du Ve siècle av. J.-C., trouvé récemment sur le site de l'ancienne ville de Paphos à Chypre, avec gravures colorées sur les quatre faces ; l'une des faces figure une scène où se trouve Héraclès avec sa peau de lion, son arc et ses flèches, devant les chevaux déliés de son char, qui sont en train de paître ; le héros fait face à des soldats troyens dont le premier est monté à cheval (Laomédon?) tandis qu'il est suivi par deux chars tirés eux aussi par des chevaux, ils semblent sortir d'une muraille aux joints de pierre distinctement représentés, Musée archéologique de Paphos (Chypre) - Image et description : Cahiers du Centre d'Études Chypriotes, 37-1, 2007, Eustathios Raptou, p. 307-328,

#### Peinture & fresque
- Grecque classique :
  - Peinture de Polygnote, du Ve siècle av. J.-C., dans le Lesché à Delphes, aujourd'hui disparue - Tentative de reconstruction datant de 1893 par le philologue allemand Carl Robert à partir des descriptions de Pausanias,
  - Peinture d'Artémon (en), artiste que l'on suppose avoir vécu vers le IIIe siècle av. J.-C. pour avoir peint notamment la reine de Macédoine Stratonice Ire de son vivant estime-t-on, cette dernière étant l'épouse d'un Diadoque d'Alexandre le Grand, ou bien s'agit-il d'une représentation de l'une de ses descendantes ; selon le témoignage de l'auteur romain du Ier siècle av. J.-C. Pline l'Ancien, quelques-unes de ses œuvres ornaient le portique d'Octavie à Rome en son temps : aujourd'hui disparue, l'une d'elles, nous dit-il, représentait les histoires de Laomédon avec Héraclès et Poséidon[387],

- Fresque romaine :

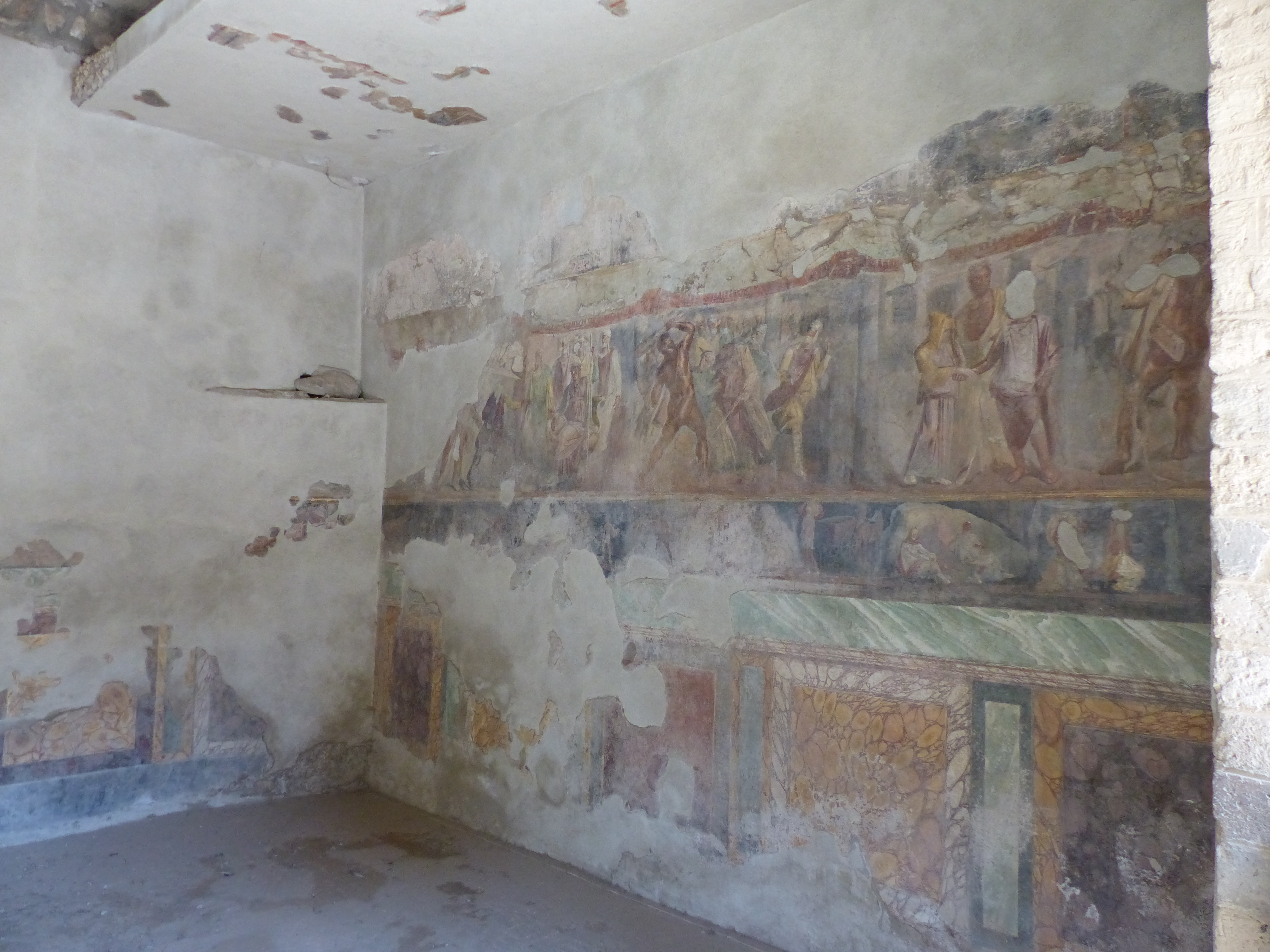
Fresque complète de la maison Loreius Tiburtinus.

  - Fresque polychrome de Pompéi en Italie, de la maison Loreius Tiburtinus (aussi connue comme maison Octavius Quartio ; II, 2, 2) : partie supérieure du mur Est du triclinium (pièce no 14) ; fresque en plusieurs tableaux dépeignant la guerre entre Héraclès et Laomédon que l'on peut voir assis sur un trône devant des notables consultant un messager (si ce n'est Priam) ; la suite voit Héraclès brandissant une épée encore bien visible et mettant à mort des soldats troyens avant d'être au centre dans la scène suivante en rapprochant une femme ayant un vêtement sur la tête et un jeune homme : c'est le mariage d'Hécube et Priam[52] ? Ou bien celui entre Hésione et Télamon ? Ou bien l'adieu d'Hésione et son voile d'or sur la tête à son frère Priam - (en) Série de photographies de la fresque (Quelques éléments dans cet article),

#### Poterie
(Les noms des objets ne sont qu'indicatifs)
- « Héraclès sauvant Hésione de Céto », cratère à figures noires de Corinthe, entre 560-540 av. J.-C., figurant Héraclès portant un carquois et un arc sur le dos et qui, avec un autre arc, décoche des flèches vers Céto serpentiforme et dont la tête blanche, qui laisse penser à un crâne, dévoile des dents aiguisées ; entre ces deux personnages se trouve Hésione et ses chaînes à ses pieds qui s'apprête donc à être dévorée par le monstre marin ; de dos, Laomédon de blanc vêtu sur son char est tiré par un attelage de chevaux blancs et noirs, 33 cm de haut et 41 cm de diamètre, Musée des beaux-arts de Boston (no 63.420) (États-Unis) - (en) Voir sur Theoi.com (en) Images plus larges,
- « Éos à la poursuite de Tithonos », par le Peintre de Pantoxena, trouvée à Vulci en Italie, d'origine attique, face B du skyphos à figures rouges, milieu du Ve siècle av. J.-C. représentant l'enlèvement de Tithonos par l'Aurore, Éos, et figurant Dardanos, Priam entre autres : un vieillard avec une canne pourrait représenter Laomédon, hauteur 29,8 cm, Département des Monnaies, Médailles et Antiques de la Bibliothèque nationale de France, Paris - Référence et images sur Lexicon Iconographicum Mythologiae Classicae,
- « Enlèvement de Ganymède par Zeus », poterie athénienne, cratère à figures rouges, entre 400 et 300 av. J.-C., qui voit Zeus assis et tenant un sceptre ; se trouve aussi un éclair, un jeune homme avec un coq dans la main qui peut figurer Ganymède ? Un homme est assis et porte un costume oriental entouré des serviteurs : s'agit-il de Tros ou de Laomédon ? ; une femme qui peut être Callirhoé est accompagnée d'Hermès assis, d'un satyre rampant, d'une plante et d'une étoffe suspendue ; collection Sotheby's de Londres (Royaume-Uni) (11.12.1989, 101, no 154) - Image et référence,
- « Héraclès qui étouffe un dieu-serpent », poterie de Vulci, attribuée au Peintre du Vatican (G43), hydrie attique à figures noires, vers 530 av. J.-C. ; bien que traditionnellement considérée comme la lutte d'Héraclès contre Triton dans la mesure où la figure principale est un serpent anthropomorphe maritime, et communément l'on décrit également le vieil homme aux cheveux blancs à droite comme Nérée, les insignes royaux du bâton et du manteau de ce personnage incitent, entre autres, certains à y reconnaître plutôt Laomédon qui devance une femme jugée dans cette interprétation-ci troyenne et identifiée comme Hésione : tous les deux assistent passivement à l'étranglement du monstre-serpent par Héraclès qui porte sa peau de lion ; aussi passifs sont Laomédon et Hésione, autant, à l'opposé de la scène, Poséidon et son trident, secondé par son épouse Amphitrite peut-être, semblent activement soutenir quant à eux le monstre ; en bas se trouve une frise qui représente un ensemble de chevaux qui rappelle ceux promis par Laomédon ; la scène semble se passer près des côtes comme le suggèrent les dauphins ; Musée d'art de Toledo (États-Unis) (no 1956.69) - (en) Image et vue générale(en) Notice, référence et détails (en) Interprétation de Joseph Thacher Clarke dans Report on the investigations at Assos, volume 2.1, p. 236-8,
- [à définir] « Héraclès se présentant à Laomédon pour recevoir sa récompense / Jugement de Pâris », poterie étrusque à figures rouges ; une interprétation possible de la frise supérieure illustre Laomédon assis sur son trône, cheveux et barbe noires qui ne sont pas celles d'un vieillard ; il porte une robe et un vêtement d'inspiration asiatique dessiné par un treillis sur les bras (Asie mineure) ; il parait ravi de recevoir Héraclès souligné avec sa peau de lion ; celui-ci lui présente Hésione dont son regard triste nous rappelle qu'elle vient juste d'être délivrée et est-elle encore donc sous le choc, d'ailleurs a-t-elle encore les liens à ses mains ; un homme nu armé de lance entre autres l'assiste, peut-être s'agit-il de Télamon ; ces personnages s'inscrivent en symétrie des deux autres debout derrière Laomédon, ils portent des glaives à la ceinture et des scandales ou du moins leur bas de jambe paraissent bandés, s'agit-il de guerriers asiatiques, des fils de Laomédon, qui assurent la garde du roi, ou bien des compagnons d'Héraclès ? ; un enfant figure entre Hésione et Héraclès, dont on ne peut vraiment déterminer le sexe, il n'est pas invraisemblable de l'identifier à Priam jeune malgré le collier porté ; la frise inférieure raconte le Jugement de Pâris ; provenance ?, conservation ? - (de) Interprétation d'Eduard Gerhard dans Apulische Vasenbilder des Königlichen Museums zu Berlin, 1845, p. 15-18, planche XI Illustration en couleur,

#### Autre céramique
- Flacon de l'atelier Felix (face A), en céramique sigillée de Gaule du Sud, de la fin du Ier siècle au début du IIe siècle sur lequel Héraclès avec son arc est sur le point de tuer Laomédon alors qu'on peut voir Hésione derrière à gauche d'Héraclès, portant sa main au menton en signe de mélancolie, extrait de la nécropole Lugone et conservé au musée archéologique de la vallée de Sabbia (it) à Gavardo (Italie) (Dans cet article),

#### Bronze étrusque
(Le nom de l'objet n'est qu'indicatif)
- [à définir] « Poséidon poursuivant Laomédon », pièce de bronze étrusque, fragment de vase, de chandelier ou de trépied, interprété notamment comme une allégorie de la fable de Laomédon, représenté nu et casqué, portant un immense bouclier sur son dos ; son regard est tourné vers ses arrières où le poursuit Poséidon, cheveux longs au vent et trident symbolique à la main, dans un cadre de tempête souligné par des vagues d'où surgit un monstre-serpent rappelant Céto, alors que du ciel, un griffon dont on voit la tête, surmontée d'une lueur, pointe sournoisement son bec et rappelle Apollon, lieu de conservation ?, date?, provenance Pérouse? - Dessin issu de Monumenti etruschi (Tome III), T. XVII (it) Interprétation dans Monumenti etruschi (Tome III), Ragionamento Quinto (5) p. 223-237, chapitre 5 particulièrement p. 235, Francesco Inghirami, 1825.

### Évocations modernes et contemporaines

#### Peinture

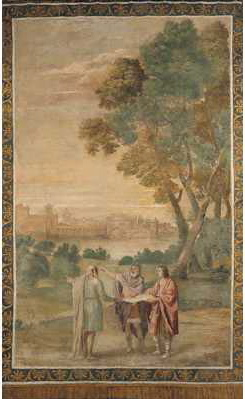
Apollon et Neptune conseillent Laomédon, le roi Laomédon au centre consulte un plan avec Poséidon (vieil homme) à gauche et Apollon à droite pour la construction du mur.

- Laomédon refuse le paiement à Poséidon et Apollon, peinture à huile sur toile du XVIIe siècle, attribuée soit à l'allemand Joachim von Sandrart ou bien à l'italien Girolamo Troppa, Hunterian Museum and Art Gallery à Glasgow en Écosse (Royaume-Uni) (Dans cet article),
- Laomédon refuse à Apollon et Poséidon leur récompense, peinture anonyme italienne, huile sur toile du XVIe siècle?, Fitzwilliam Museum de Cambridge (Royaume-Uni) (M. 69) - (en) Image et références,
- Laomédon puni par Neptune et par Apollon, peinture, huile sur toile 162×203, de Pierre Dulin, XVIIIe siècle, Musée du Louvre (no  4278) - Photographie & références,

#### Fresque
- Apollon et Neptune conseille Laomédon, fresque transférée sur toile et cadre du XVIIe siècle par Le Dominiquin, National Gallery à Londres (Royaume-Uni) (Dans cet article),

#### Gravure
- Apollo & Neptunus Troiæ conditores, gravure sur bois en noir et blanc de 1569 de Virgil Solis no 136 pour illustrer les Métamorphoses d'Ovide pour l'édition de Francfort ; on voit Laomédon en roi, élégamment paré, portant une couronne à branches et un sceptre ; il supervise la construction de sa ville devant deux ouvriers tailleur de pierre au travail ; Poséidon est évoqué par son trident, Apollon par sa lyre ; l'arrière-plan rappelle le sacrifice d'Hésione et la chasse du montre marin par Héraclès ; similaire à celle de Bernard Salomon plus tardive et plus précise (voir ci-dessous) ; Bibliothèque nationale de France (BNF) -Illustration Notice BNF et traduction no 136,
- Troye noyée, gravure sur bois en noir et blanc de 1557 de Bernard Salomon no 134 pour illustrer les Métamorphoses d'Ovide éditée avec l'imprimeur lyonnais Jean Ier de Tournes ; gravure similaire à celle de Virgil Solis pour l'édition antérieure des Métamorphoses de 1569, si ce n'est plus détaillée (voir ci-dessus) ; Laomédon est distinctement le roi qui commande ses ouvriers à la construction de sa ville sous l'égide des dieux qui conduira à enchaîner sa fille Hésione à un rocher avant qu'elle ne soit sauvée du monstre marin par Héraclès comme nous le montre le fond ; Bibliothèque nationale de France (BNF) - Illustration Notice BNF et traduction no 134,
- Illustration pour Recueil des histoires de Troie, manuscrit du XVe siècle de Raoul Lefèvre, dans une ambiance de bataille du Moyen Âge, Hercule (Héraclès) au milieu des soldats, de par sa massue, assène un coup fatal à Laomédon tombant de son cheval blanc ; folio 161 verso dans l'édition de 1464 dédiée au Duc de Bourgogne Philippe III le Bon, Bibliothèque nationale de France (BNF) - Illustration en couleur, Dans l'ouvrage (vue 181) Notice BNF,

#### Tapisserie médiévale
- Laomédon refuse aux Argonautes l'accès de Troie, tapisserie murale en couleur du XVe siècle, laine et soie 338 × 266 cm, faisant partie d'un Cycle d'Hercule comprenant deux autres pièces ; Laomédon est assis et revêtu d'une robe aux motifs fins et dorés et tient une flèche dans la main droite alors que sur une barque un argonaute lui sollicite l'hospitalité ; la scène se déroule devant un château médiéval et comprend de nombreux personnages ; soldats, princes... ; Musée de la tapisserie et des arts du tissu de Tournai (Belgique) - Illustration et références,
- La vengeance d'Hercule, tapisserie murale en couleur du XVe siècle, laine et soie 338 × 266 cm, faisant partie d'un Cycle d'Hercule comprenant deux autres pièces ; scène de bataille médiévale où Hercule (Héraclès) en chevalier d'armure monté sur un cheval plumé (centre droit) et portant la tête décapitée de Laomédon en main alors que le reste de son corps est au sol (premier plan à droite) ; Musée d'histoire et des arts décoratifs de Tournai (Belgique) - Illustration et références Détail d'Hercule avec son nom inscrit (erculu?) (en) Aide à la description,

#### Littérature médiévale
- Le Roman de Troie ou Le Roman de Troye, Benoît de Sainte-Maure, 1165, où l'auteur réécrit les propos de Darès de Phrygie dans son Histoire de la destruction de Troie (De excidio Trojæ historia) ; œuvre assez précoce où elle exploite le thème de la mythologie grecque plus en vogue plus tard au XIIIe siècle[388], tout en voulant rejeter comme mensongers les récits d'Homère, les personnages grecs et troyens sont transposés en chevaliers du Moyen Âge - Références Passage notamment sur la Première destruction de Troie, vers 2079/2862 ou 2063/2848, ou pages 105-145 dans l'édition de Léopold Constans 1904 Extraits (vieux français),
- Historia destructionis Troiae (en) de Guido delle Colonne, Sicilien du XIIIe siècle écrivant en latin s'appuyant probablement sur Le Roman de Troie de Benoît de Sainte-Maure (la) Extraits : livre I.2? et IV,
- Phrygii Daretis Yliadis libri sex (L'Iliade de Darès le Phrygien en six livres), de Joseph d'Exeter, XIIIe siècle, texte en vers s'appuyant sur le texte de Darès de Phrygie, (la) Extrait Livre I,
- Istorietta troiana, d'un auteur anonyme italien, du XIVe siècle, version concise du Roman de Troie de Benoît de Sainte-Maure suivant le texte de Darès de Phrygie, (it) Texte,
- Recueil des histoires de Troie (Le Recueil des hystoires de Troyez),  Raoul Lefèvre, XVe siècle, manuscrit en français avec gravures, en trois tomes dont le dernier plus tardif est une traduction de l'ouvrage Historia destructionis Troiae (en) de l'italien  Guido delle Colonne du XIIIe siècle rédigé en latin ; Autour du folio 162 (CLXII) (vue 181) dans l'édition de 1464 du Duc de Bourgogne Philippe III le Bon duc (1er et 2ème tome),

#### Téléfilm
- Hercules and the Princess of Troy (en) en anglais et en italien Ercole e la principessa di Troia (« Hercule et la princesse de Troie »), péplum italo-américain de 1964 d'Albert Band où Laomédon apparaît sous les traits du personnage Petra, un oncle fratricide, mêlé dans des préoccupations d'héritage de trône et qui souhaite mettre à mort aussi la princesse Diana correspondant à Hésione. Hercule tue le monstre auquel elle est exposée, lutte contre les soldats de Laomédon et ainsi donc sauve la princesse - « Hercules and the Princess of Troy » (présentation de l'œuvre), sur l'Internet Movie Database,

#### Astronomie
- Astéroïde dit troyen : (6997) Laomédon.

## Sources: aperçu
- Pseudo-Apollodore, Bibliothèque [détail des éditions] [lire en ligne] (II, 5, 9 et 6, 4 ; III, 12,3)
- Homère, Iliade [détail des éditions] [lire en ligne] (not. III, 147-150, V, 632-654, VIII 278-291, XXI, 435-460)
- Pindare, Odes [détail des éditions] (lire en ligne)
  - (Olympiques, VIII, 30-52 ou selon numérotation 40-69) et ses scholies [(grc) lire en ligne] (not. 41a-41b, 44a-44b)
  - (Isthmiques, V ou VI selon numérotation, 25-31)
- Ovide, Métamorphoses [détail des éditions] [lire en ligne] (not. XI, 194-220)
- Hygin, Fables [détail des éditions] [(la) lire en ligne] (not. LXXXIX (89) « Laomédon »)
- Hellanicos (not. fragments FGrHist 4F26a et 4F26b (grc/la)) ou alternativement, scholies sur l'Iliade [(grc) lire en ligne] (XX.146 et XXI.444)
- Lycophron, Alexandra, [lire en ligne] (not. 31-37 ; 337-339 ; 467-478 ; 951-957) et les scholies de Tzétzès [(grc) lire en ligne] (not. 34 ; 337 ; 335-339 ; 469 ; 471-475 ; 952-953)
- Diodore de Sicile, Bibliothèque historique [détail des éditions] [lire en ligne] (not. IV, 32, 42, 49, 75)
- Valérius Flaccus, Argonautiques [lire en ligne] (not. II, 431-579)
- Euripide, Les Troyennes [détail des éditions] [lire en ligne] (799-819)
- Darès le Phrygien, Histoire de la destruction de Troie [détail des éditions] [lire en ligne] (not. III, IV)
- Dictys de Crète, Éphéméride de la guerre de Troie [détail des éditions] [lire en ligne] (not. IV, 22)

Bibliographie de textes classiques
- Luc Brisson (dir.) (trad. du grec ancien), Lettres du Pseudo-Platon : Lettre XII, Paris, Éditions Flammarion, 2008 (1re éd. 2006), 2204 p. (ISBN 978-2-08-121810-9), p. 673.
- Émile Chambry, Émeline Marquis, Alain Billault et Dominique Goust (trad. Émile Chambry), Lucien de Samosate : Œuvres complètes, Paris, Éditions Robert Laffont, coll. « Bouquins », 2015, 1248 p. (ISBN 978-2-221-10902-1).
- Homère (trad. Robert Flacelière), Iliade, Éditions Gallimard, 1993 (1re éd. 1955) (ISBN 2-07-010261-0).
- Virgile (trad. Maurice Lefaure, préf. Sylvie Laigneau), Énéide, Le Livre de poche, coll. « Classiques », 2004, 574 p. (ISBN 978-2-253-08537-9).
- Homère (trad. du grec ancien par Victor Bérard), Odyssée, Éditions Gallimard, coll. « Bibliothèque de la Pléiade », 1993 (1re éd. 1956) (ISBN 2-07-010261-0).

### Essais et sources contemporaines
- Edith Hamilton (trad. Abeth de Beughem), La Mythologie, éd. Marabout, 1978 (BNF 34637453), p. 200.
- Michael Grant et John Hazel (trad. Etienne Leyris), Dictionnaire de la mythologie [« Who’s Who in classical mythology »], Paris, Marabout, coll. « Savoirs », 1955 (ISBN 2-501-00869-3), p. 131.
- (en) William Smith, Dictionary of Greek and Roman Biography and Mythology [« Dictionnaire de mythes et de biographies romaines et grecques »], Londres, ~1840 (lire en ligne). .
- Paul Wathelet, Dictionnaire des Troyens de l'Iliade, t. 1, Liège, Université de Liège-Bibliothèque de la Faculté de Philosophie et Lettres, 1988, « Λαομέδων (206) » [présentation en ligne].
- Robert Graves (trad. de l'anglais par Mounir Hafez), Les Mythes grecs [« Greek Myths »], Londres, Cassel/Fayard, coll. « La Pochothèque », 1958/1967/2002, ~1185 (ISBN 978-2-253-13030-7), « Hésioné » (137), p. 805-816. .
- Pierre Commelin, Mythologie grecque et romaine, Paris, Garnier Frères, coll. « Classiques Garnier », 1960, 516 p. (lire en ligne [PDF]), « Laomédon et Hésione », pp. 175-176. .
- (de) Wilhelm Heinrich Roscher, Ausführliches Lexikon der griechischen und römischen Mythologie [« Dictionnaire détaillé de la mythologie grecque et romaine »], t. 2-2, Leipzig, Éditions B. G. Teubner, 1894, 802 p., « Laomedon », p. 1844-1845 (43-44) [Lire en ligne l'article].
- (en) J. M. Scammell, « The Capture of Troy by Heracles » [« La capture de Troie par Héraclès »], The Classical Journal (en), États-Unis, Classical Association of the Middle West and South, vol. 29, no 6,‎ mars 1934, p. 418-428.  [présentation en ligne].
- (en) Martin Robertson (télécharger[PDF]), « Laomedon’s Corpse, Laomedon’s Tomb » [« Corps de Laomédon, Tombe de Laomédon »], Greek, Roman, and Byzantine Studies, États-Unis, Duke University Press, vol. 11, no 1,‎ 1970, p. 23-26 (résumé, lire en ligne [PDF], consulté le 28 octobre 2015). .
- Georges Dumézil, « Le Triple Péché de Laomédon », dans L'Oubli de l'homme et l'Honneur des dieux, 1984 (recueilli dans Esquisses de mythologie, Gallimard, 1982).
- Article de Charles Vellay (voir page de discussion) ?